# Honda Civic
Honda Civic – samochód osobowy klasy kompaktowej, produkowany przez japoński koncern motoryzacyjny Honda Motor Company od 1972 roku jako następca modelu N360 oraz N600. Od 2021 roku produkowana jest jedenasta generacja pojazdu.

## Pierwsza generacja
Honda Civic I została po raz pierwszy zaprezentowana w 1972 roku.

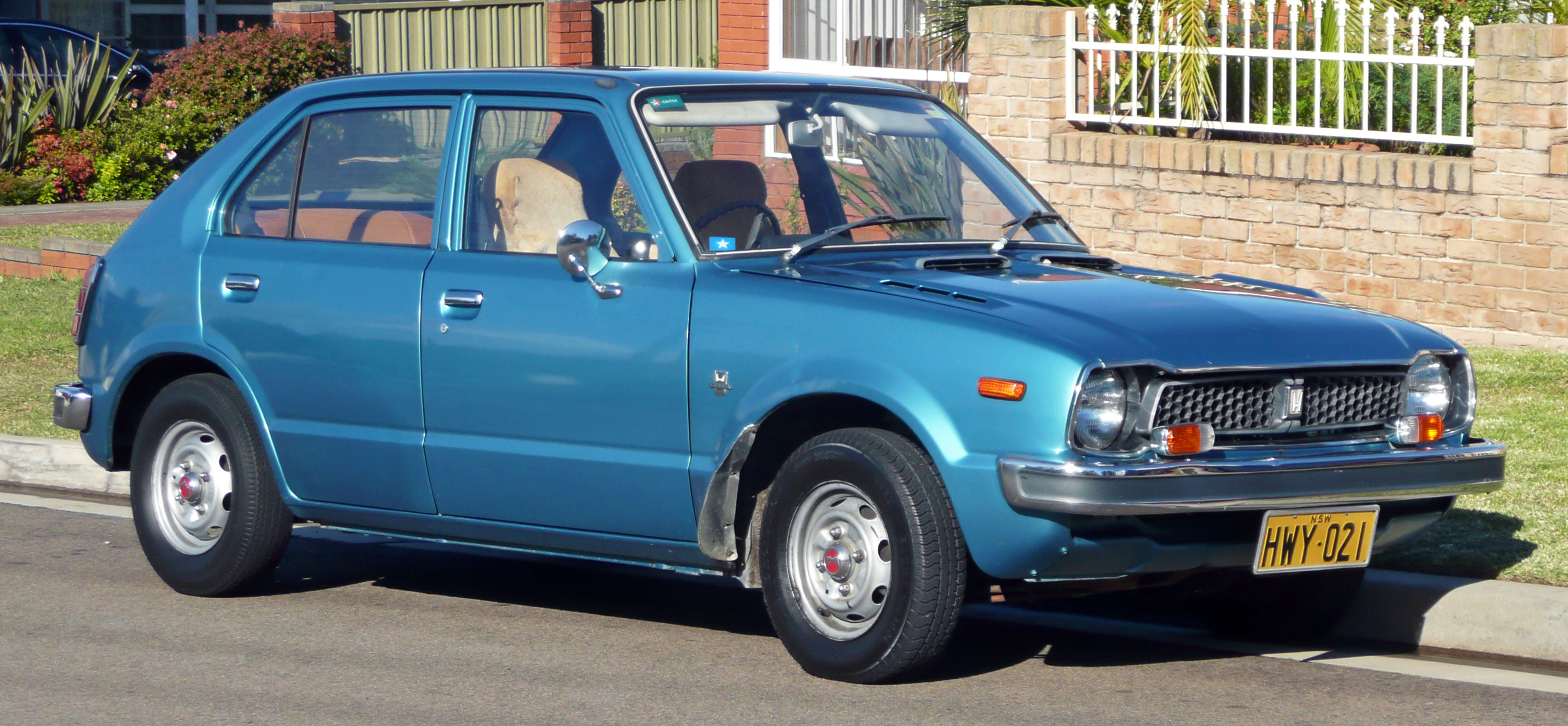
Honda Civic I 5d

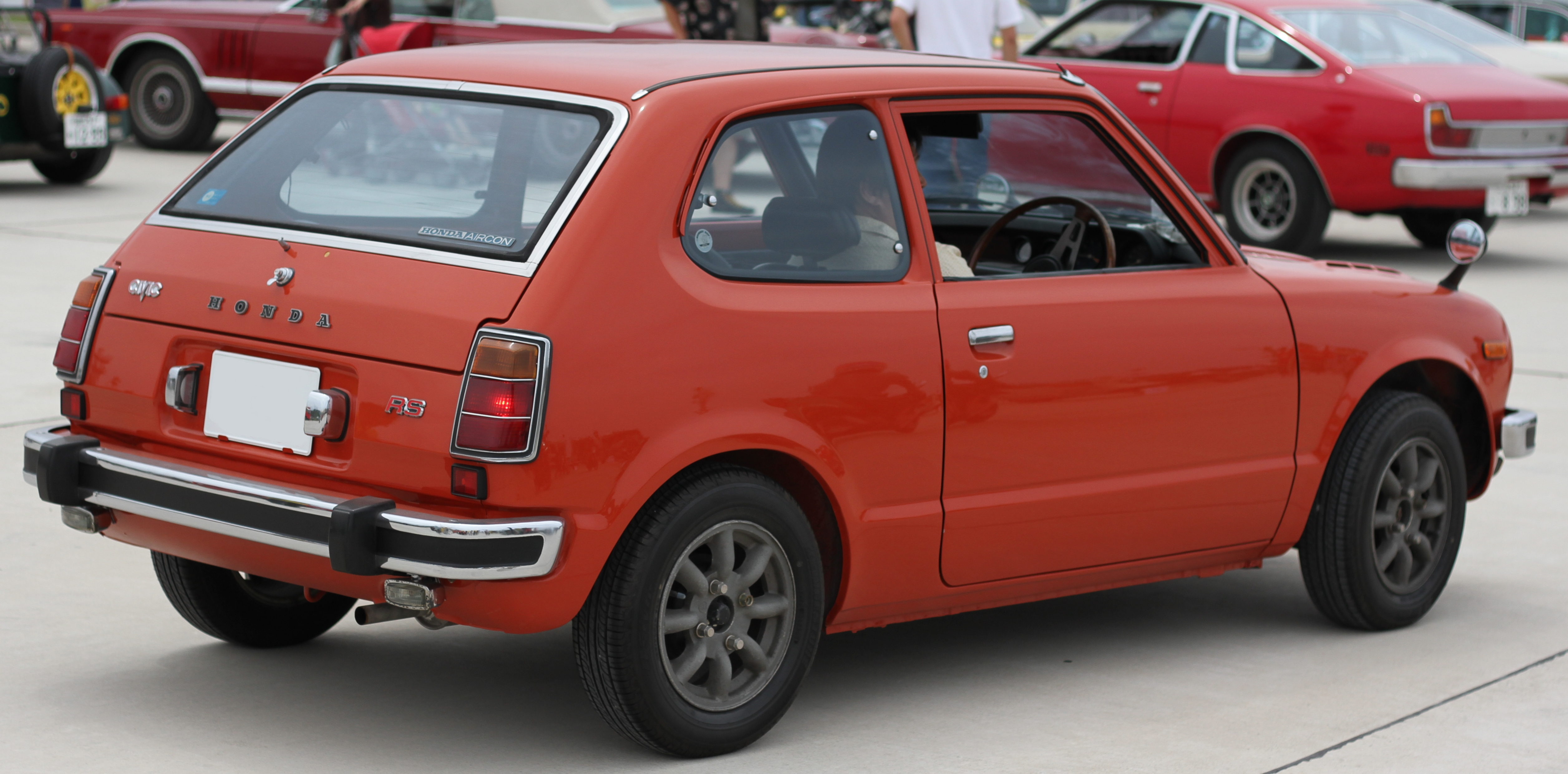
Honda Civic I w wersji 3d – tył

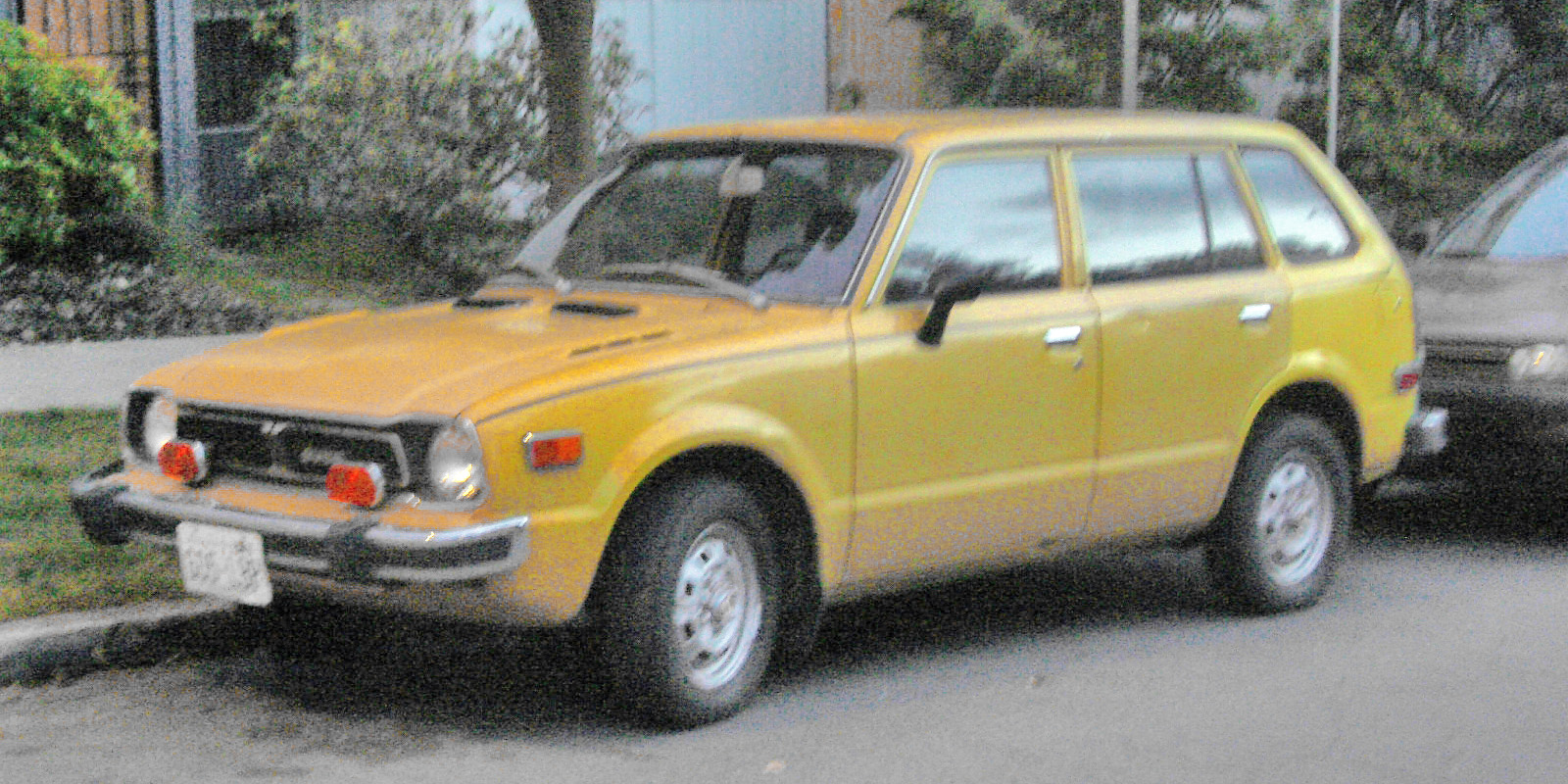
Honda Civic I kombi

Pojazd został zaprojektowany przez Yoshio Nakamura jako następca modeli N360 i N600. W 1978 roku auto przeszło lifting.
W plebiscycie na Europejski Samochód Roku 1974 samochód zajął 3. pozycję (za Mercedesem 450S i Fiatem X1/9).

### Silniki
Benzynowe:
- 1972–1977 R4 1,1 l OHC 50 KM
- 1972–1977 R4 1,2 l OHC 54 KM
- 1977–1979 R4 1,3 l OHC 60 KM
- 1975–1977 R4 1,5 l OHC 53 KM
- 1972–1978 R4 1,5 l OHC 70 KM
- 1974–1978 R4 1,5 l OHC 65 KM

| Silniki benzynowe | Silniki benzynowe        | Silniki benzynowe              | Silniki benzynowe  | Moc / Nm                      | Moc / Nm              | Osiągi     | Osiągi              | Osiągi                     |
| Model             | Wersja                   | Silnik                         | Skrzynia biegów    | Moc maksymalna                | Maksymalny moment Nm  | 0–100 km/h | Prędkość maksymalna | Średnie zużycie paliwa (l) |
| ----------------- | ------------------------ | ------------------------------ | ------------------ | ----------------------------- | --------------------- | ---------- | ------------------- | -------------------------- |
| 1.2 SB1           | limuzyna/hatchback       | EB1 4-cylindrowy, 1168 cm³, 8v | 4-biegowa manualna | 37 kW / 50 KM @ 5500 obr./min | 80 Nm @ 3000 obr./min | 12,9 sek   | 140 km/h            | 5,9 l                      |
| 1.2 SB1           | limuzyna/hatchback       | EB1 4-cylindrowy, 1170 cm³, 8v | 4-biegowa manualna | 40 kW / 54 KM @ 5500 obr./min | 85 Nm @ 3000 obr./min | 12,5 sek   | 145 km/h            | 5,9 l                      |
| 1.3 SB2           | hatchback                | EB2 4-cylindrowy, 1237 cm³, 8v | 4-biegowa manualna | 44 kW / 60 KM @ 5800 obr./min | 91 Nm @ 3000 obr./min | 11,8 sek   | 151 km/h            | 6,2 l                      |
| 1.5 CVCC          | limuzyna/hatchback/kombi | ED 4-cylindrowy, 1488 cm³, 8v  | 4-biegowa manualna | 39 kW / 53 KM @ 5300 obr./min | 87 Nm @ 3000 obr./min | 12,0 sek   | 143 km/h            | 6,0 l                      |
| 1.5 SF            | limuzyna/hatchback       | EB3 4-cylindrowy, 1488 cm³, 8v | 5-biegowa manualna | 51 kW / 70 KM @ 6000 obr./min | 98 Nm @ 3200 obr./min | 11,0 sek   | 160 km/h            | 6,5 l                      |
| 1.5 VB            | kombi                    | WE 4-cylindrowy, 1488 cm³, 8v  | 4-biegowa manualna | 48 kW / 65 KM @ 6800 obr./min | 94 Nm @ 3000 obr./min | 11,4 sek   | 155 km/h            | 6,4 l                      |

## Druga generacja
Honda Civic II została po raz pierwszy zaprezentowana w 1979 roku.

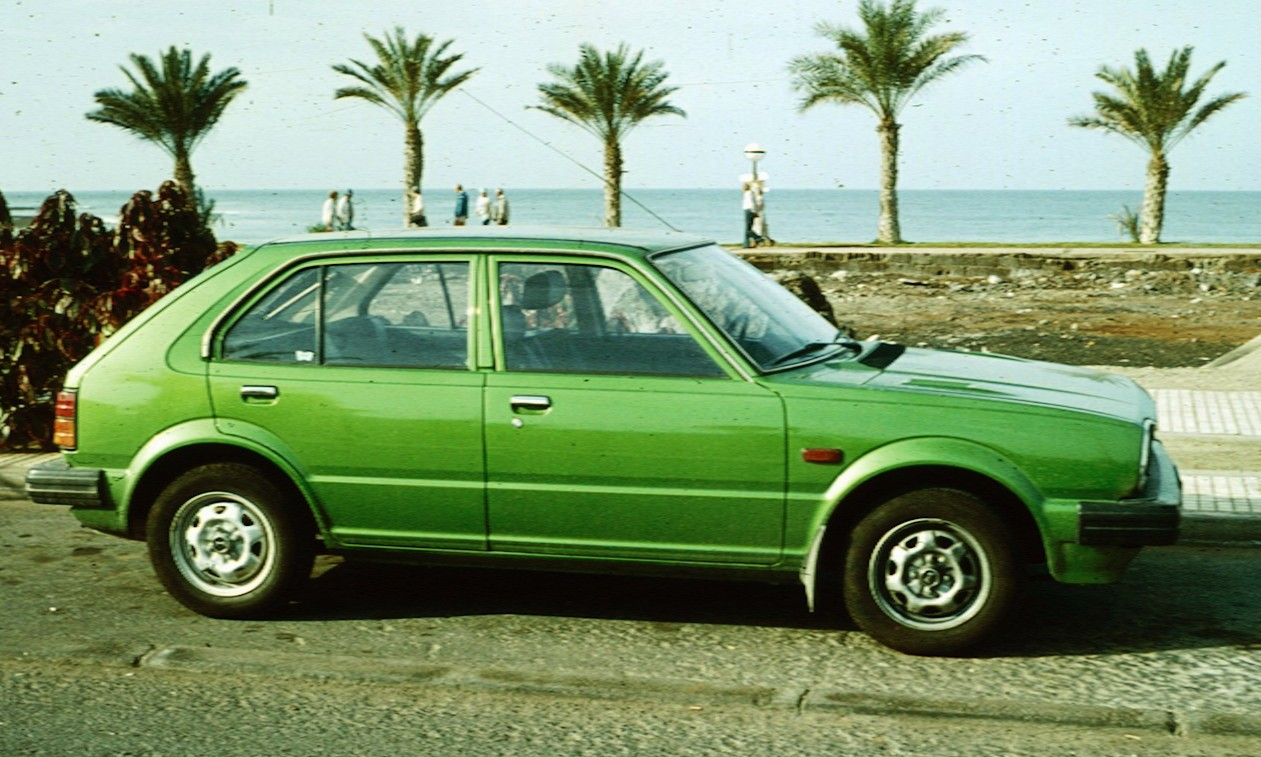
Honda Civic II 5d

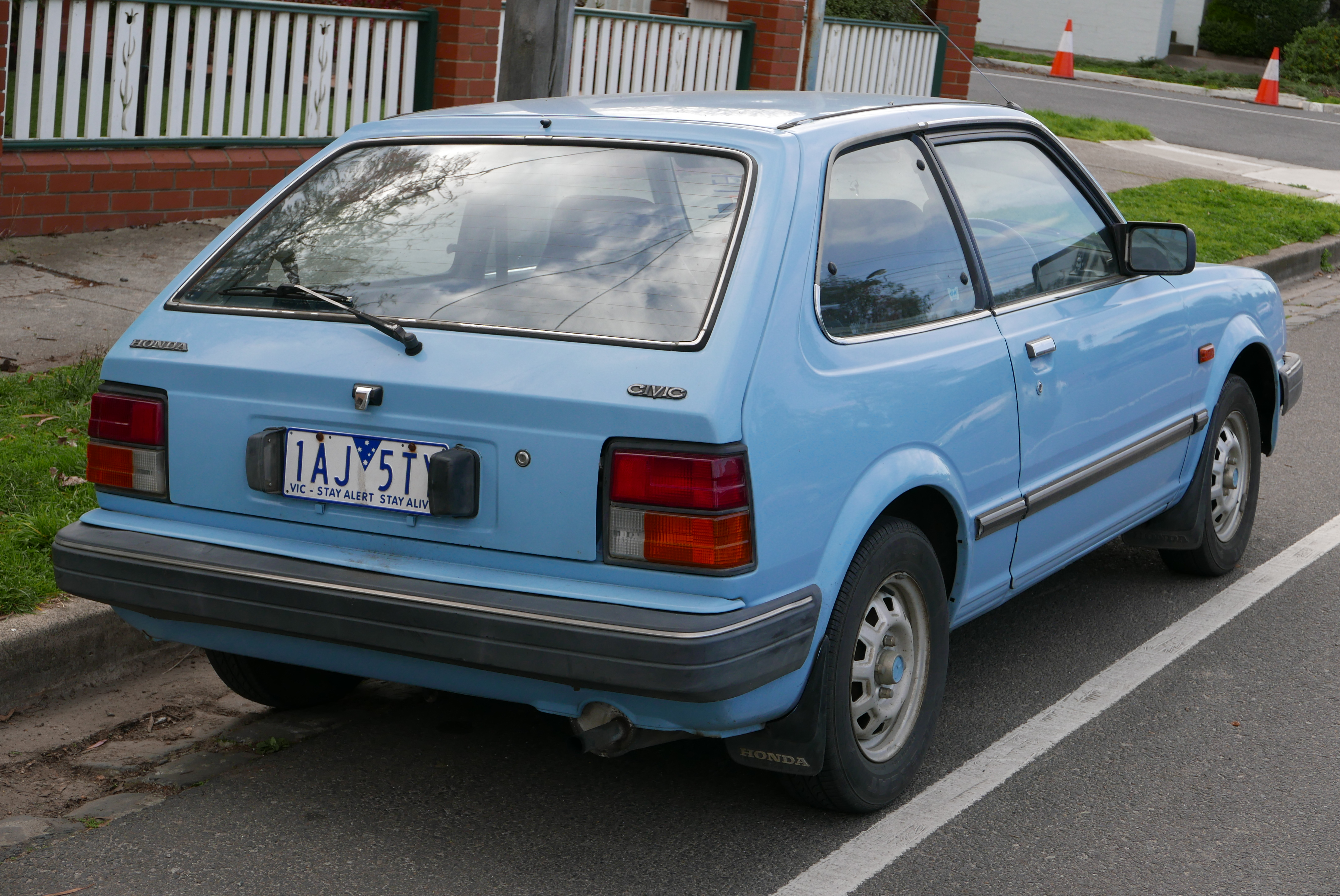
Honda Civic II 3d – tył

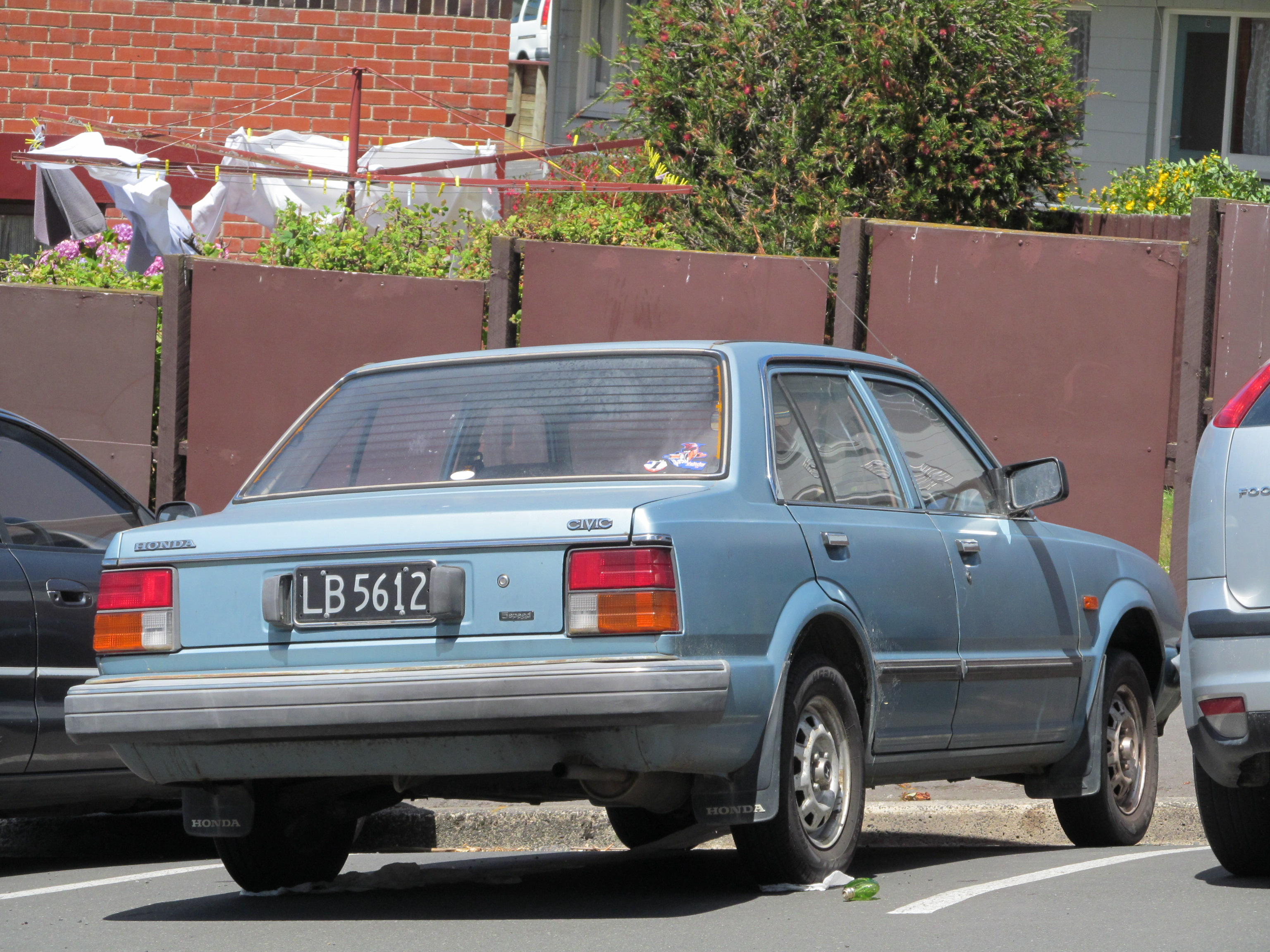
Honda Civic II sedan – tył

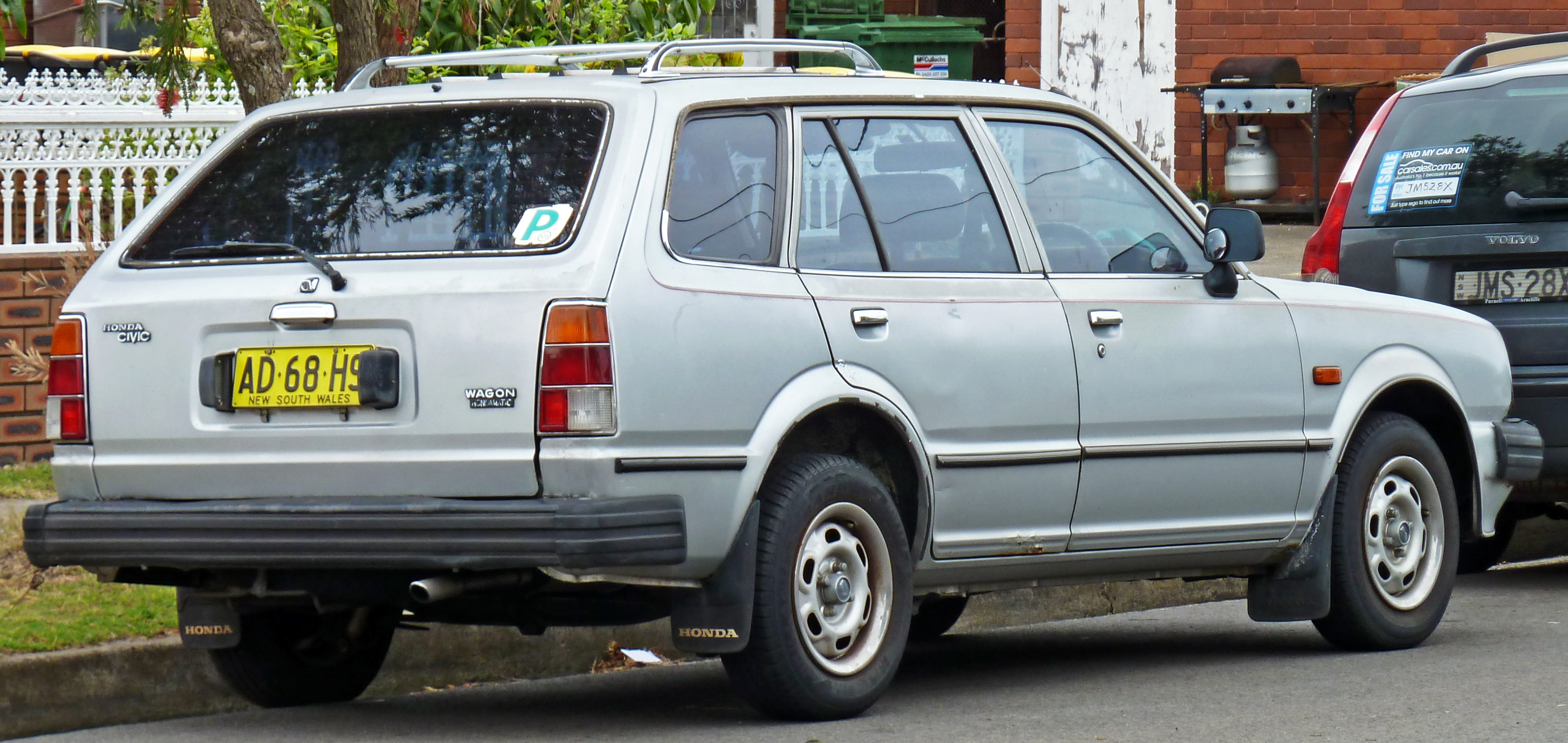
Honda Civic II kombi – tył

Silniki:
- 1.2 54 KM
- 1.3 45 KM
- 1.3 60 KM
- 1.3 68 KM

Wersje wyposażeniowe:
- S
- RS

## Trzecia generacja
Honda Civic III została po raz pierwszy zaprezentowana w 1983 roku.

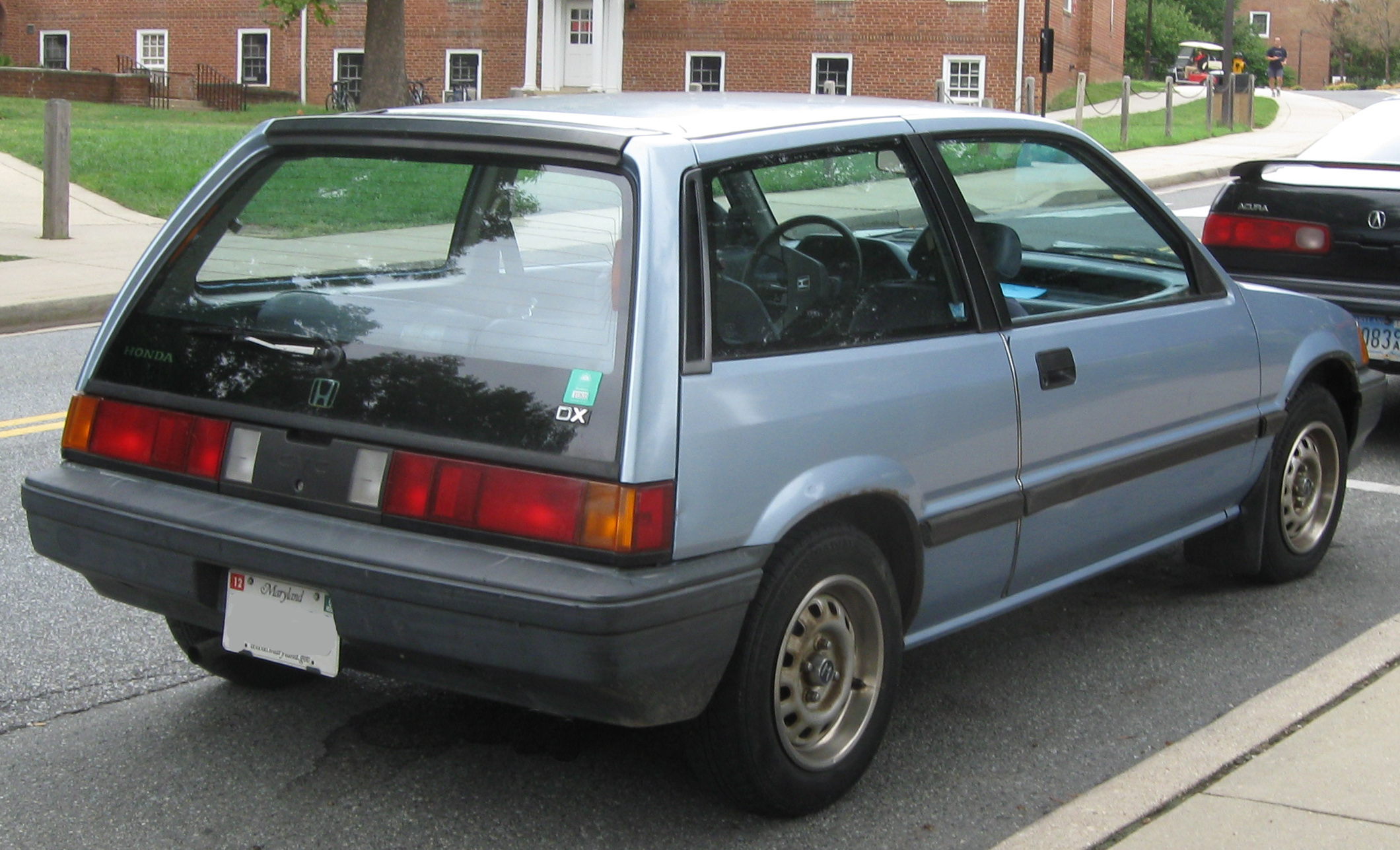
Honda Civic III 3d – tył

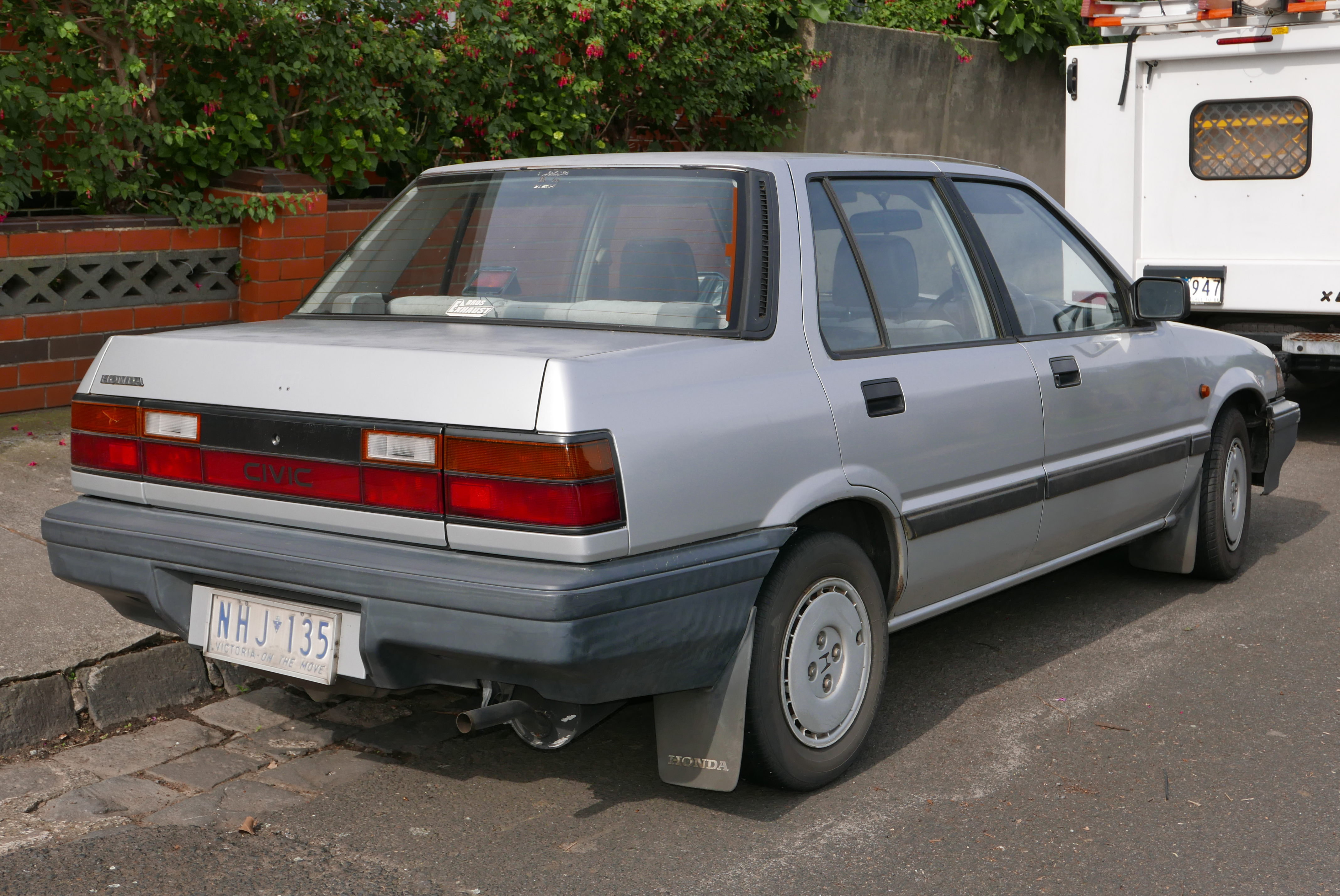
Honda Civic III sedan – tył

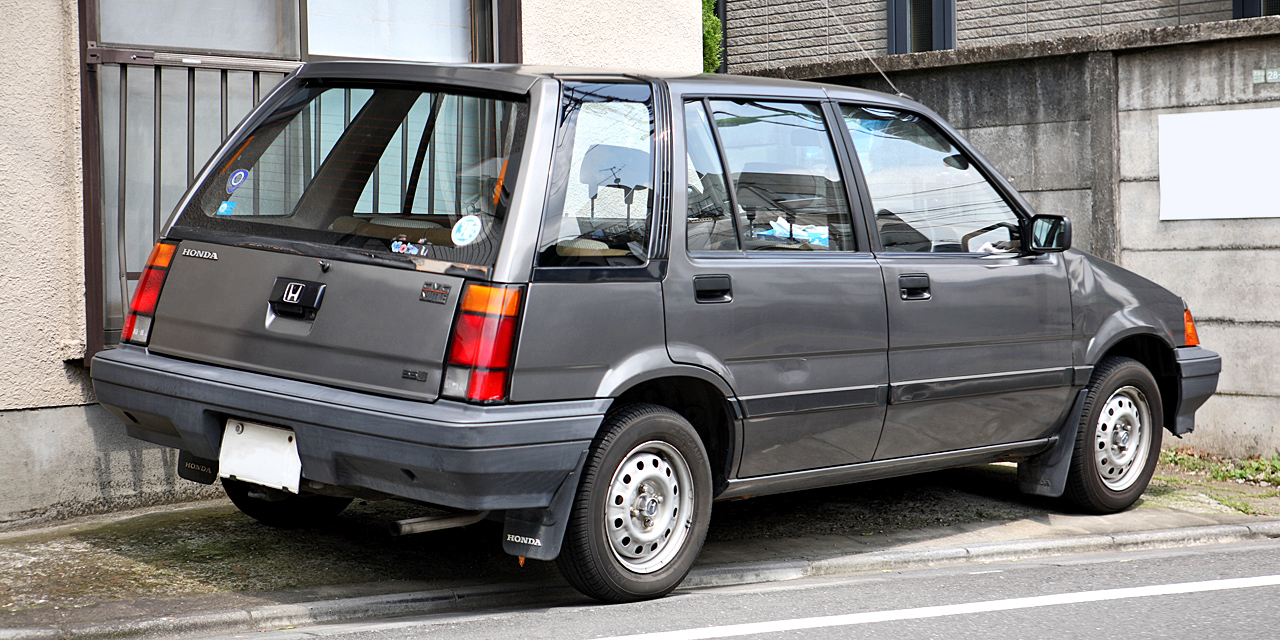
Honda Civic III Shuttle

W 1984 roku auto zdobyło nagrodę Car Design Award 1984. W tym samym roku zaprezentowana została wersja sportowa pojazdu o nazwie Honda CRX oraz Civic Si.
Silniki:
- 1.2 55 KM
- 1.3 71 KM
- 1.5 85 KM
- 1.5 91 KM
- 1.5i GT 101 KM
- 1.6 135KM (F1 Special Edition)

Wersje wyposażeniowe:
- Si

## Czwarta generacja
Honda Civic IV została po raz pierwszy oficjalnie zaprezentowana podczas targów motoryzacyjnych we Frankfurcie w 1987 roku.

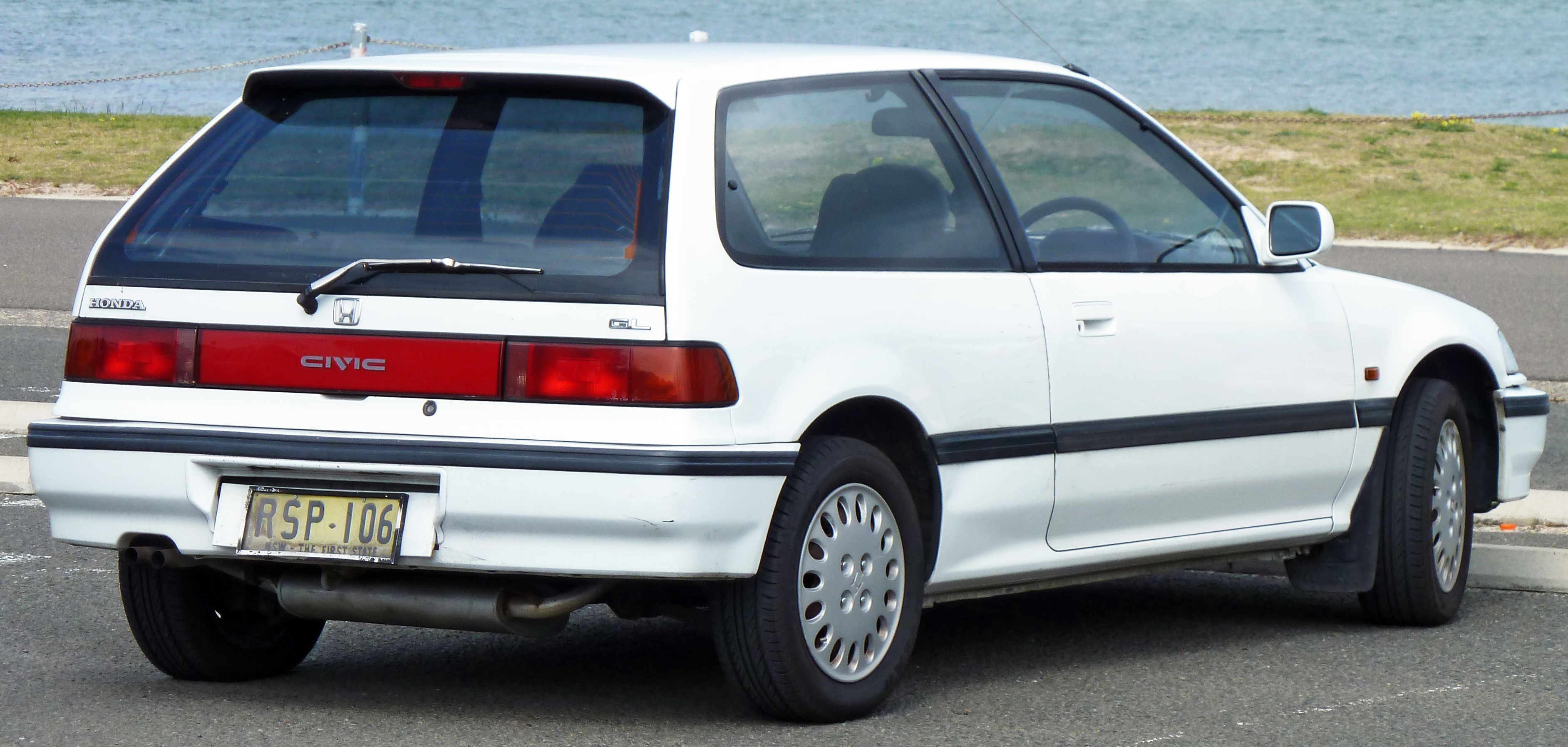
Honda Civic IV 3d – tył

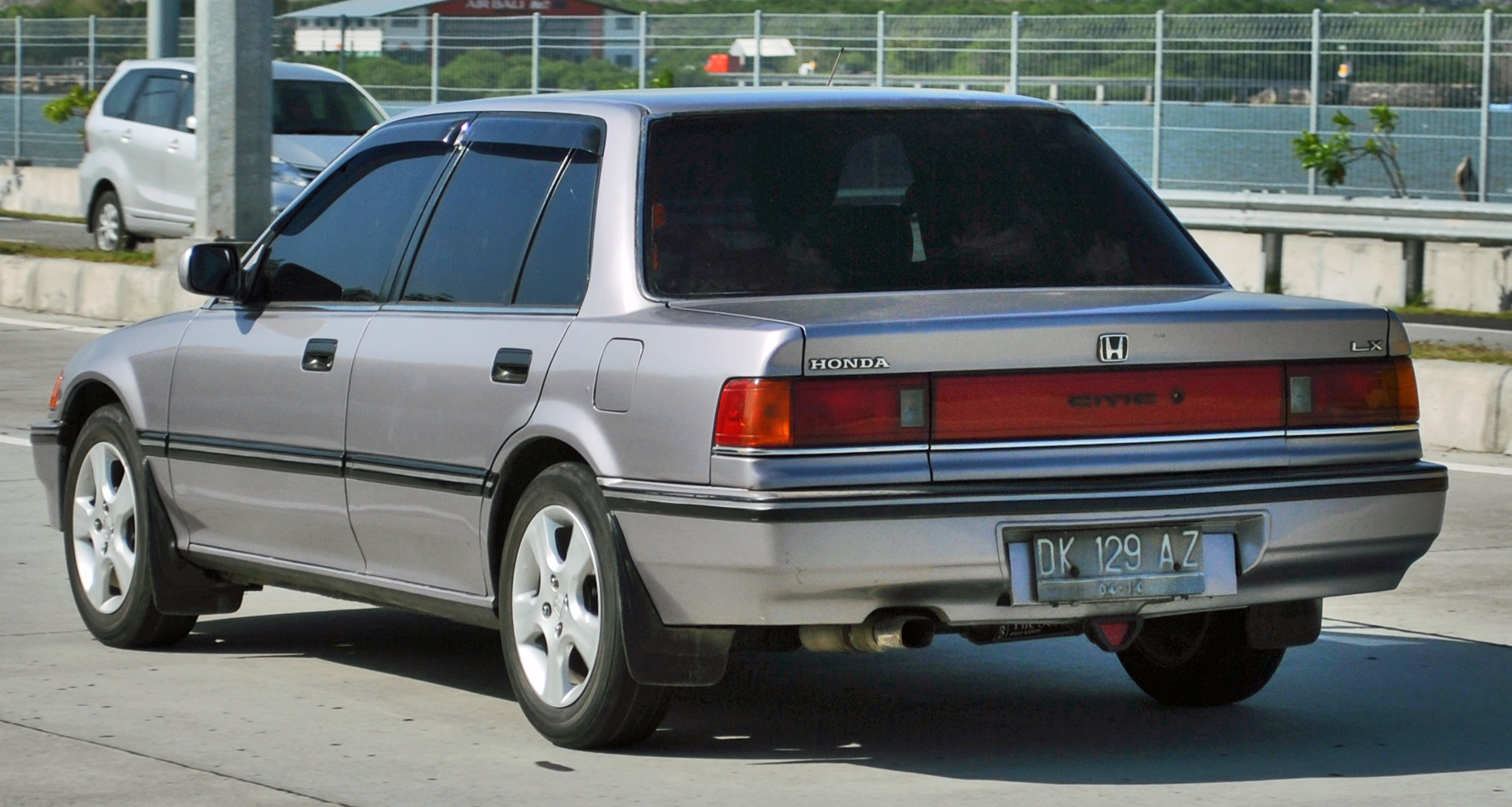
Honda Civic IV sedan – tył

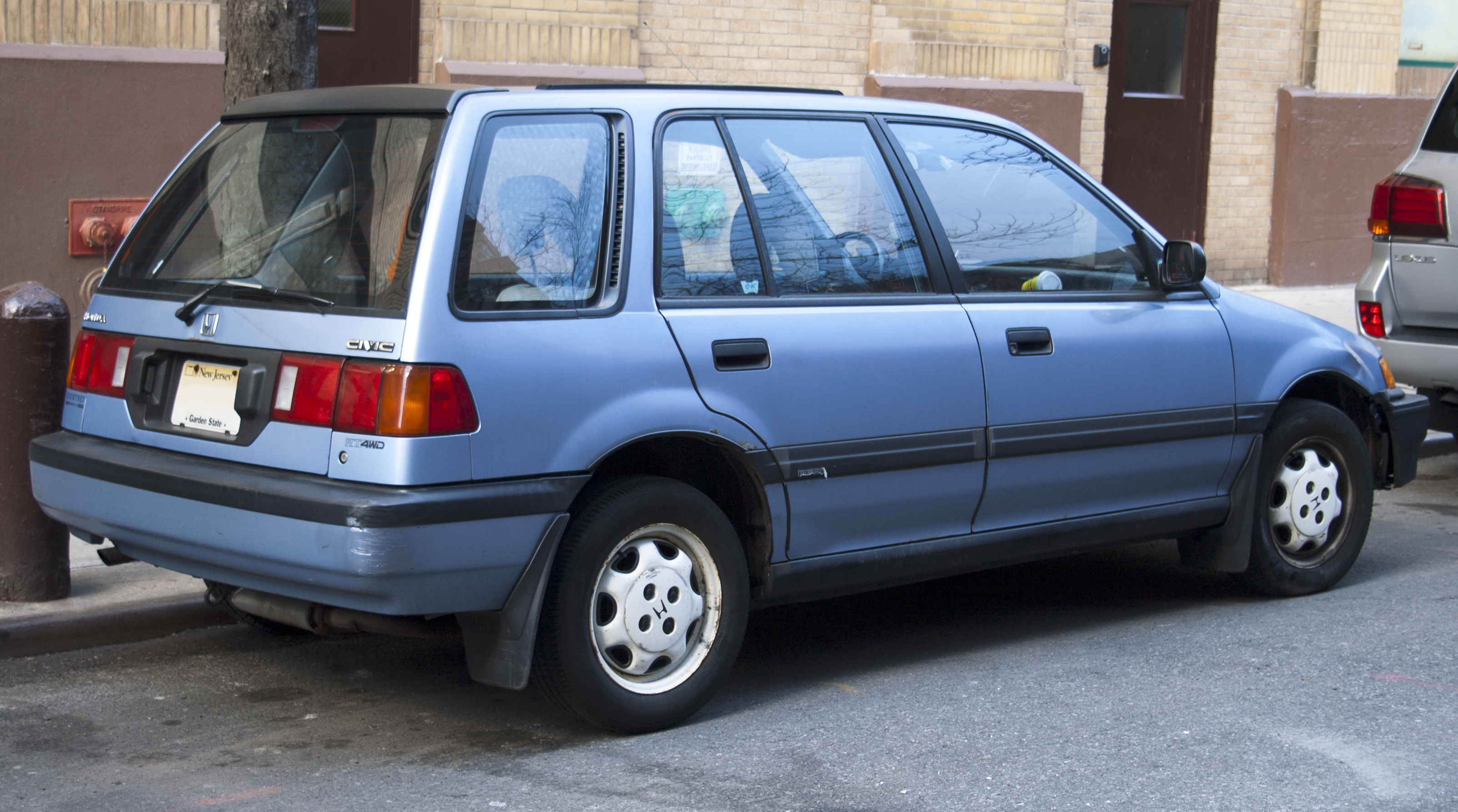
Honda Civic Shuttle – tył

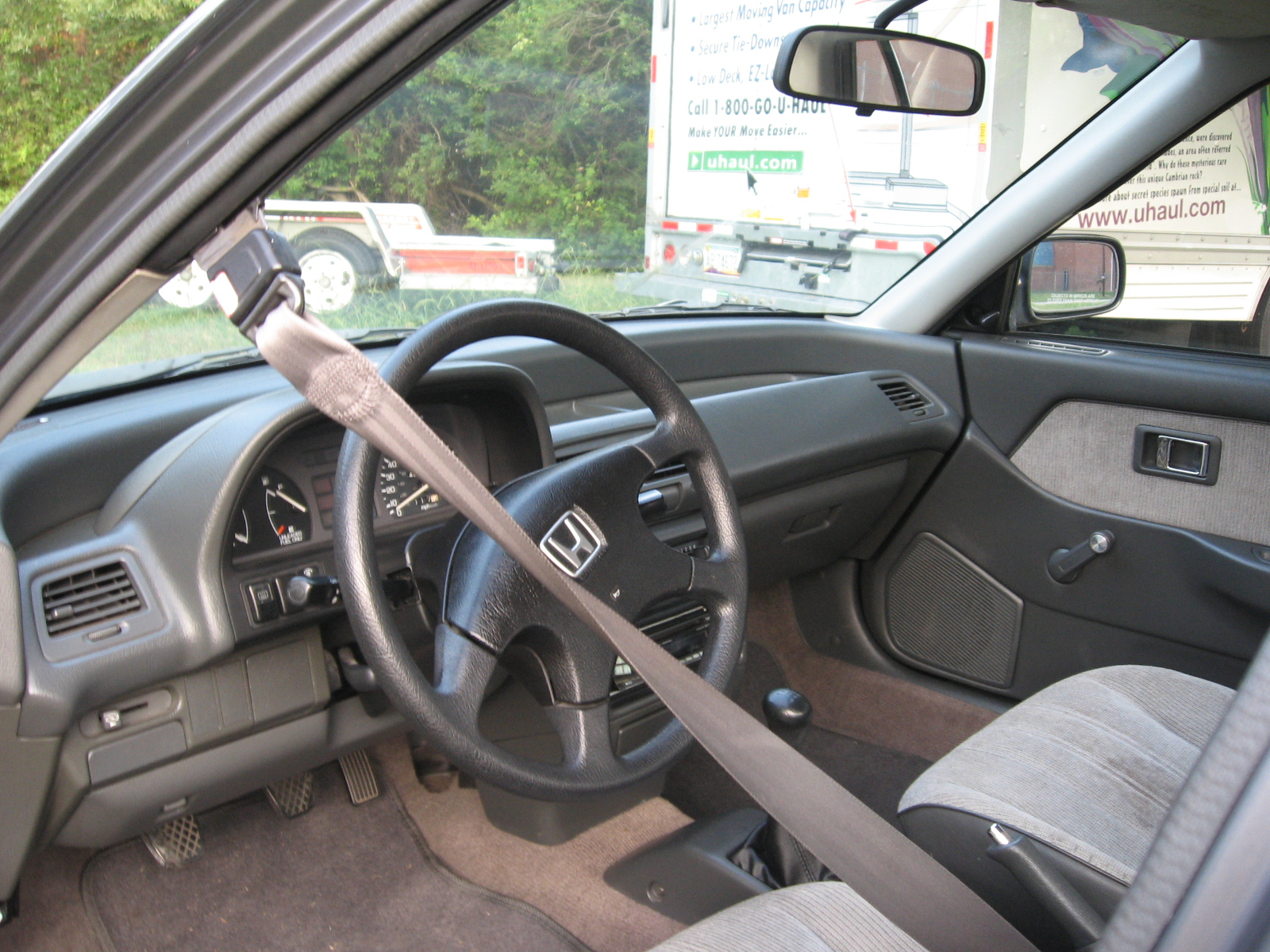
Honda Civic IV – wnętrze

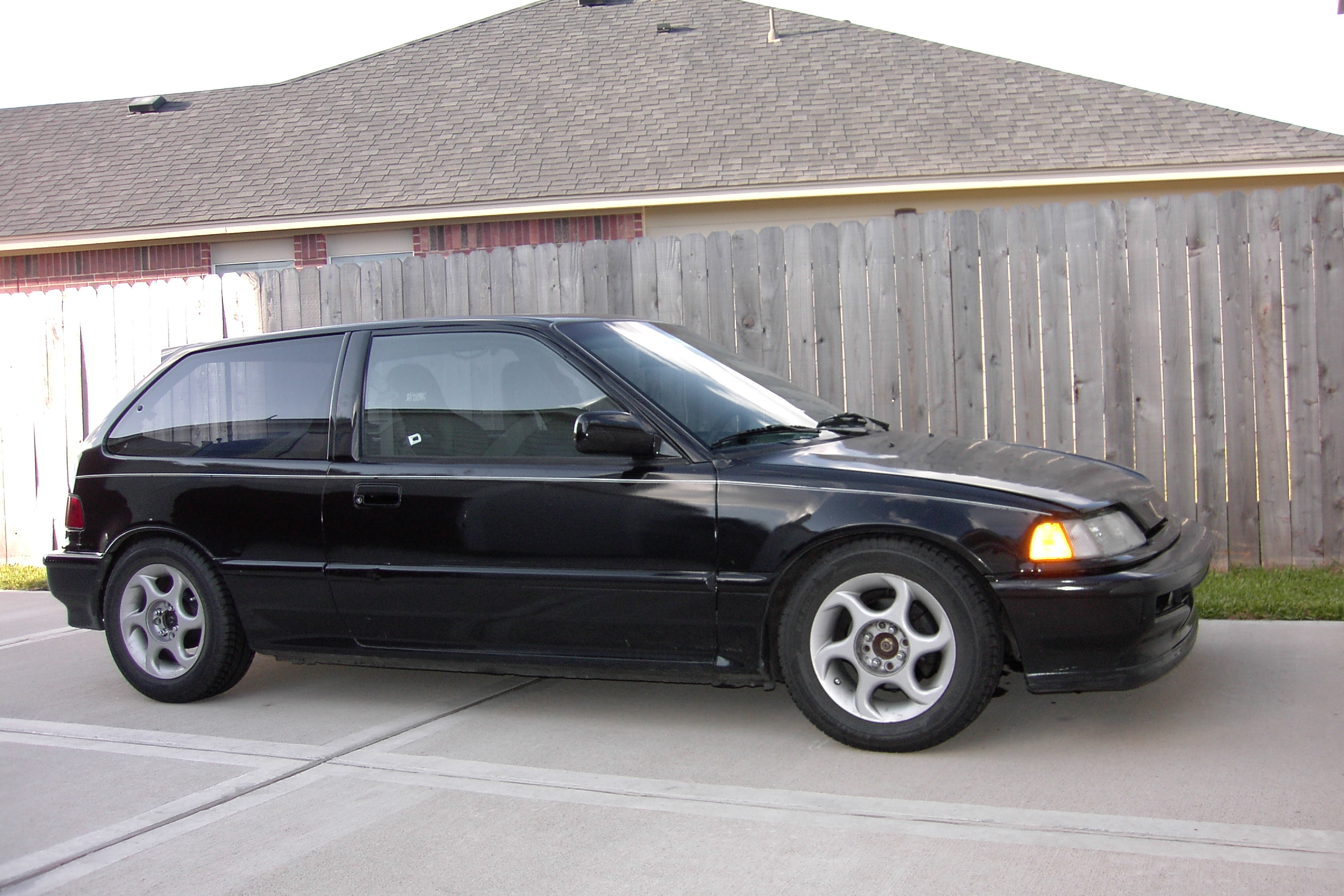
Honda Civic IV Si

W 1987 roku zaprezentowano także sportową odmianę Si oraz CRX II. W 1990 roku auto przeszło face lifting. Zmieniono zderzaki przednie oraz wprowadzono światła przednie z elektryczną regulacją wysokości.
Pojazd otrzymał trofeum „Złota kierownica” gazety Bild am Sonntag. Wersję Civic Shuttle produkowano do 1996 roku.

### Silniki
- 1.3 SOHC 75 KM
- 1.4 SOHC 90 KM
- 1.5 SOHC 90 KM
- 1.6 SOHC 110 KM
- 1.6 DOHC 125 KM
- 1.6 DOHC VTEC 150 KM
- 1.6 DOHC VTEC 158 KM (JDM)

Civic posiadał bardzo szeroką gamę silników od 1.2 SOHC do 1.6 DOHC VTEC. Bazowym modelem czwartej generacji Civica był model 1.2 SOHC, jednogaźnikowy, niedostępny jednak na rynek europejski i amerykański. Na rynek europejski podstawowym modelem był 1.3 SOHC jednogaźnikowy. Innymi silnikami dostępnymi w czwartej generacji były 1.4 dwugaźnikowy o mocy 90 KM oraz silnik 1.5 z dwupunktowym wtryskiem PGM-Fi. Silnik 1.5 nosił oznaczenie D15B2 i posiadał podobnie jak dwugaźnikowa jednostka 1.4 90 koni mechanicznych. Silnik ten był w sumie najczęściej spotykany w Civicu 4gen zarówno w Europie, jak i w USA. Jego odpowiednikiem z wielopunktowym wtryskiem PGM-Fi była jednostka o pojemności 1.6 litra SOHC. Silnik posiadał oznaczenie D16A6/D16Z2 i miał około 110 KM. Civic 1.6i był sprzedawany w Europie, a jego amerykański odpowiednik nosił nazwę Si i był topowym modelem na rynku USDM. Na rynek amerykański nie były dostępne żadne wersje DOHC Hondy Civic 4 generacji. Wersje DOHC były dostępne jedynie na rynek japoński i europejski.
Dwa topowe modele posiadały silniki o pojemności 1.6 litra o układzie DOHC. Pierwsza jednostka popularnie nazywana oznaczeniem ZC posiadała 130 KM i nazywana była na rynku EDM 1.6i GT lub 1.6i-16 (w zależności od kraju). Silniki posiadały 124 KM (D16Z5) lub 130 KM (D16A9). Topowa wersja to Honda Civic i-VT. Posiadała silnik 1.6 DOHC z systemem Vtec i moc 150 KM (B16A1) lub produkowana wyłącznie na rynek japoński wersja SiR o mocy 158 KM (B16A). VTEC był pierwszym silnikiem ze zmiennymi fazami rozrządu. Technika ta została zaczerpnięta bezpośrednio z wyścigów formuły jeden. Osiągał prędkość max. 242 km/h.

### Wersje wyposażeniowe
- STD
- DX
- LX
- EX

#### Inne wersje

##### Si
W 1990 roku Civic Si debiutował w Europie, gdzie po raz pierwszy dostępny był silnik 1.6 DOHC VTEC. Model i-VT dość istotnie różnił się od pozostałych wersji Civica. Z zewnątrz zmieniono przedni zderzak, maskę oraz lampy aby wizualnie odróżnić wersje i-VT od pozostałych modeli oraz zmieścić jednostkę napędową B16A pod płaską karoserią Hondy Civic. Z boku można zauważyć charakterystyczne listwy oraz naklejkę DOHC VTEC na przednich drzwiach. Tył pojazdu można było odróżnić po innym zderzaku oraz charakterystycznej blendzie pomiędzy lampami z napisem Civic Vtec. We wnętrzu można było znaleźć kubełkowe fotele. Do napędu zastosowano nieco słabszy silnik o kodzie B16A1, który osiągał 150 KM, bazował on na jednostce napędowej z Hondy Integry XSi i RSi, która po raz pierwszy pojawiła się w 1989 roku w japońskich wersjach Hondy. Podobnie jak inne silniki z serii B16 jest on wysokoobrotowy. Przejście w drugą fazę systemu VTEC odbywa się przy 5700 obr./min i trwa aż do 8500 obr./min. Civic i-VT osiągał 100 km/h w niewiele ponad 7 sekund oraz prędkość maksymalną wynoszącą 208 km/h.

## Piąta generacja
Honda Civic V została po raz pierwszy zaprezentowana w 1991 roku.

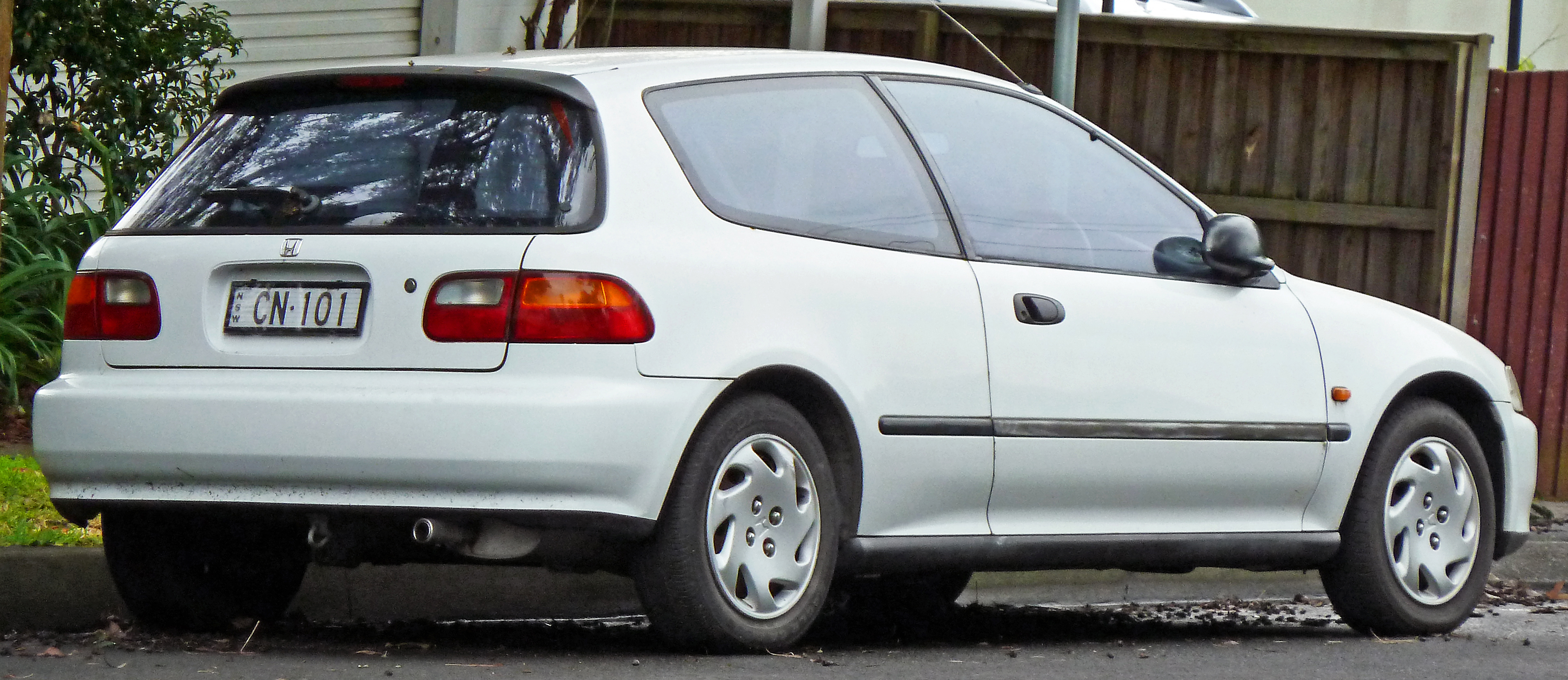
Honda Civic V 3d – tył

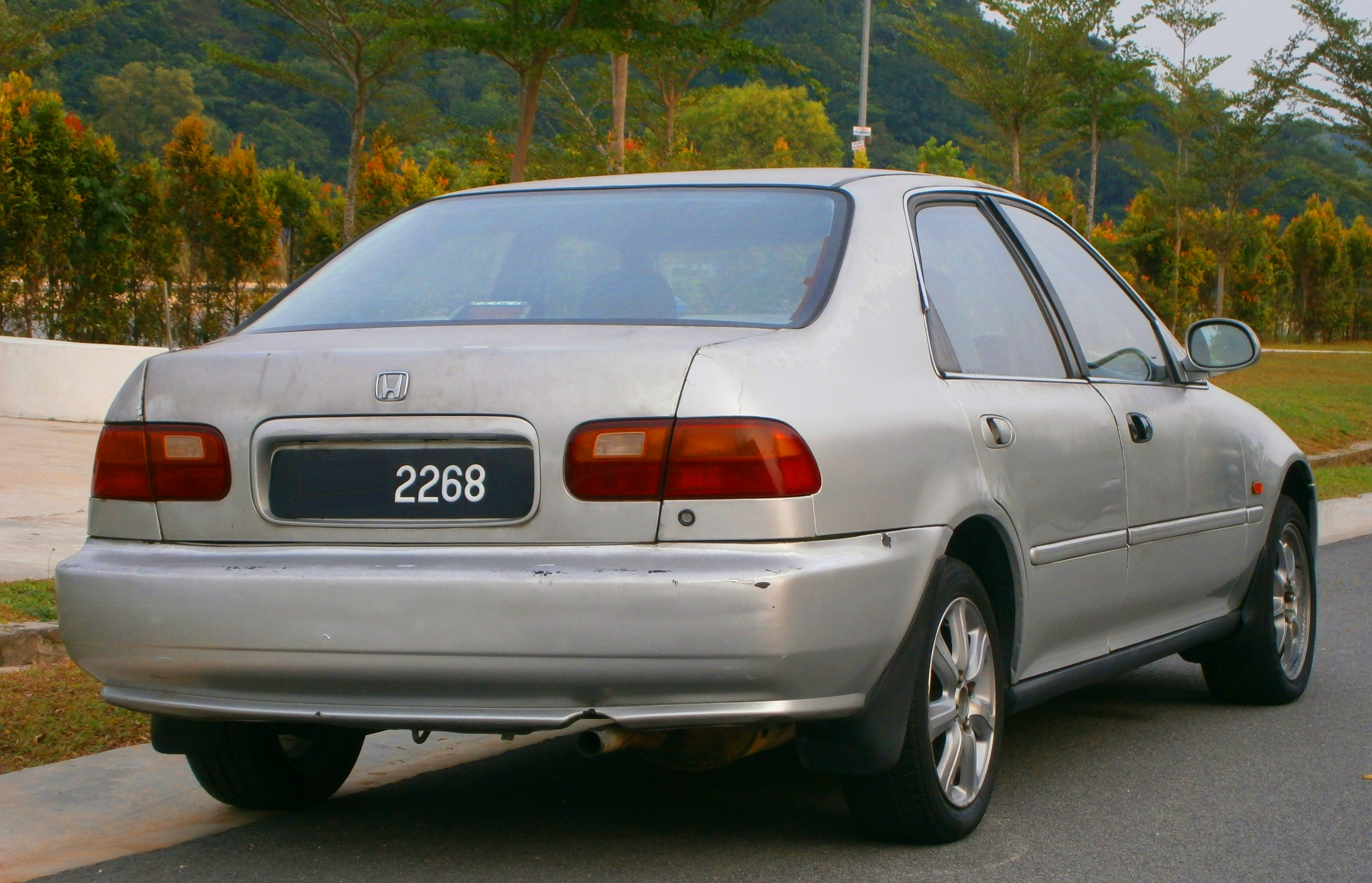
Honda Civic V sedan – tył

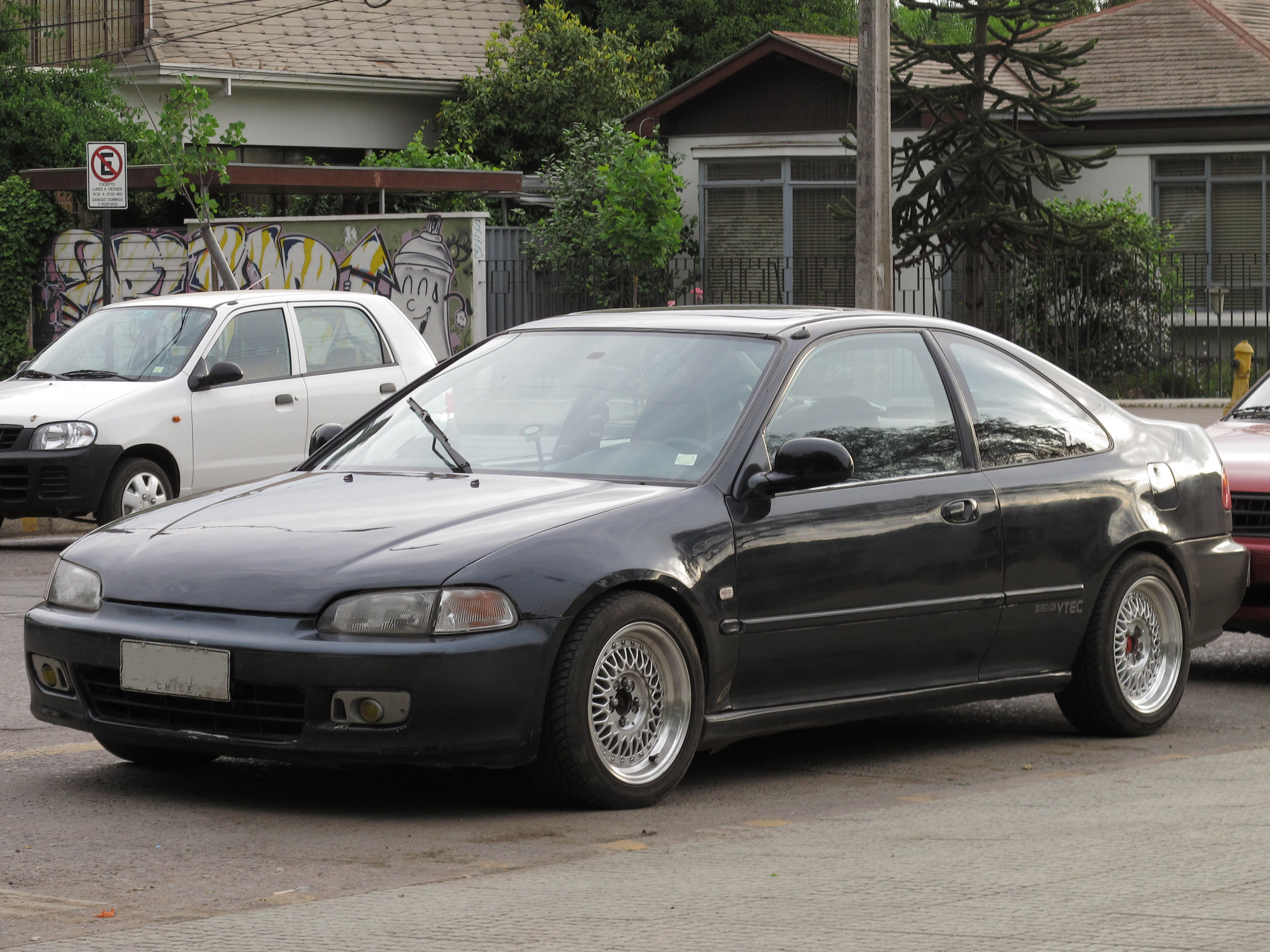
Honda Civic V coupé

W 1991 roku zaprezentowana została także sportowa odmiana Si, a rok później na bazie pojazdu zbudowana została Honda CR-X del Sol. W pojeździe zwiększone zostało bezpieczeństwo, rozpoczęto montowanie systemu ABS i poduszek powietrznych. Wraz z piątą generacją modelu zaczęto stosowanie silników z rodziny VTEC: SOHC DOHC VTEC i VTEC-E. Trzydrzwiowy Civic z silnikiem VTEC-E wygrał konkurs ADAC „EcoTour of Europe 1994” z wynikiem zużycia paliwa 4,97 l/100 km. W 1994 roku auto przeszło kilka zmian stylizacyjnych.

### Dane techniczne wybranych modeli
Wszystkie silniki (między 1991 a 1995 rokiem różniły się one nieznacznie mocą, momentem obrotowym i modernizacjami przeprowadzonymi przez lata)
- D13B2, SOHC, 16V, 1343 cm, 75 KM
- D13B, SOHC 16V, 1343 cm, 85 KM
- D15B, SOHC VTEC, 16V, 1493 cm, 130 KM
- D15B2, SOHC, 16V, 1493 cm, 90 KM
- D15B3, SOHC, 16V, 1493 cm, 94 KM
- D15B7, SOHC, 16V, 1493 cm, 103 KM
- D15B8, SOHC, 8V, 1493 cm, 70 KM
- D15Z1, SOHC VTEC-E, 16V, 1493 cm, 89 KM
- D16A8, DOHC, 16V, 1590 cm, 120 KM
- D16A9, DOHC, 16V, 1590 cm, 130 KM
- D16Z6, SOHC VTEC, 16V, 1590 cm, 125 KM
- D16Z9, SOHC VTEC, 16V, 1590 cm, 130 KM
- B16A2, DOHC VTEC, 16V, 1595 cm, 160 KM
- B16A, DOHC VTEC, 16V, 1595 cm, 170 KM

Oferta silnikowa w trzydrzwiowej wersji rozpoczynała się od 75 KM, a kończyła na 160 KM, w limuzynie od 90 do 160 KM. Z tą generacją zostały zaprezentowane nowe silniki VTEC: SOHC-VTEC i VTEC-E. Zapewniają one dobre osiągi oraz niskie zużycie paliwa.
| Silniki benzynowe | Silniki benzynowe | Silniki benzynowe      | Silniki benzynowe  | Moc / Nm                        | Moc / Nm               | Osiągi     | Osiągi              | Osiągi                     |
| Model             | Wersja            | Silnik                 | Skrzynia biegów    | Moc maksymalna                  | Maksymalny moment Nm   | 0–100 km/h | Prędkość maksymalna | Średnie zużycie paliwa (l) |
| ----------------- | ----------------- | ---------------------- | ------------------ | ------------------------------- | ---------------------- | ---------- | ------------------- | -------------------------- |
| 1.3               | hatchback         | 4-cylindrowy, 1.3l 16v | 5-biegowa manualna | 55 kW / 75 KM @ 6300 obr./min   | 102 Nm @ 3100 obr./min | 11,3 sek   | 170 km/h            | 6,4l                       |
| 1.5               | sedan/hatchback   | 4-cylindrowy, 1.5l 16v | 5-biegowa manualna | 66 kW / 90 KM @ 6000 obr./min   | 119 Nm @ 4700 obr./min | 9.7 sek    | 177 km/h            | 6,2 l                      |
| 1.6 RTSi 4WD      | sedan             | 4-cylindrowy, 1.6l 16v | 5-biegowa manualna | 92 kW / 125 KM @ 6300 obr./min  | 140 Nm @ 5200 obr./min | 9,3 sek    | 195 km/h            | 8,7 l                      |
| 1.6               | hatchback         | 4-cylindrowy, 1.6l 16v | 5-biegowa manualna | 92 kW / 125 KM @ 5500 obr./min  | 142 Nm @ 4500 obr./min | 8,7 sek    | 195 km/h            | 7,4 l                      |
| 1.6 VTi           | sedan             | 4-cylindrowy, 1.6l 16v | 5-biegowa manualna | 118 kW / 160 KM @ 7600 obr./min | 150 Nm @ 7000 obr./min | 7.5 sek    | 215 km/h            | 7,8 l                      |
| 1.6 VTi           | hatchback         | 4-cylindrowy, 1.6l 16v | 5-biegowa manualna | 125 kW / 170 KM @ 7600 obr./min | 150 Nm @ 7000 obr./min | 7,3 sek    | 215 km/h            | 7,5 l                      |

### Wersje wyposażeniowe
- Basic
- DX
- ES
- ESi
- EX
- LS
- LSi
- LX
- VEI
- VX

Pojazd mógł być wyposażony m.in. w system ABS, poduszki powietrzne, elektryczne sterowanie szyb, elektryczne sterowanie lusterek, elektrycznie sterowany szyberdach oraz klimatyzację.

#### Inne wersje

##### Si
W 1992 roku zaprezentowano sportową odmianę kolejnej generacji Hondy Civic o oznaczeniu EG6. VTi było również po raz pierwszy dostępne jako limuzyna, co stanowiło praktyczny sportowy samochód dla czterech osób. Z zewnątrz pojazd można było odróżnić po charakterystycznych 15-calowych felgach oraz naklejce DOHC VTEC w tylnym dolnym rogu karoserii. Wersja VTi różni się wyposażeniem, posiada regulowaną kolumnę kierownicy, tylną wycieraczkę o kilku trybach pracy, wyciszenie maski, lepszy system stereo, podświetlane lusterko dla pasażera, podnóżek dla kierowcy, lakierowane elektrycznie sterowane lusterka oraz elektrycznie sterowany szyberdach, oraz charakterystyczną dokładkę przedniego zderzaka. We wnętrzu zmieniono fotele, w wersji 4d miejsce tylnej kanapy zajęły dwa sportowe fotele z podłokietnikiem. Kolejna implementacja silnika DOHC VTEC o kodzie B16A2 osiągała 160 KM oraz zwiększony moment obrotowy. Zmieniono również sterowanie sprzęgłem z mechanicznego na hydrauliczne oraz przełożenia w skrzyni biegów, co w połączeniu z opływowym nadwoziem pozwoliło podnieść prędkość maksymalną do 215 km/h. W wersji SiR inne było wnętrze, gdzie w 3d zastosowano inne tylne fotele, inaczej rozplanowano bagażnik z podwójnym schowkiem oraz zastosowano inne zegary.
Wersje:
- Si
- SiR
- VTi

## Szósta generacja
Honda Civic VI została po raz pierwszy zaprezentowana w 1995 roku. W stosunku do poprzednich generacji modelu, auto zapoczątkowało produkcję dwóch wersji stylistycznych modelu: wersja przeznaczona na rynek japoński i amerykański produkowana jako hatchback, coupé oraz sedan, a także w wersji przeznaczonej na rynek angielski produkowanej jako liftback oraz kombi (Aerodeck).

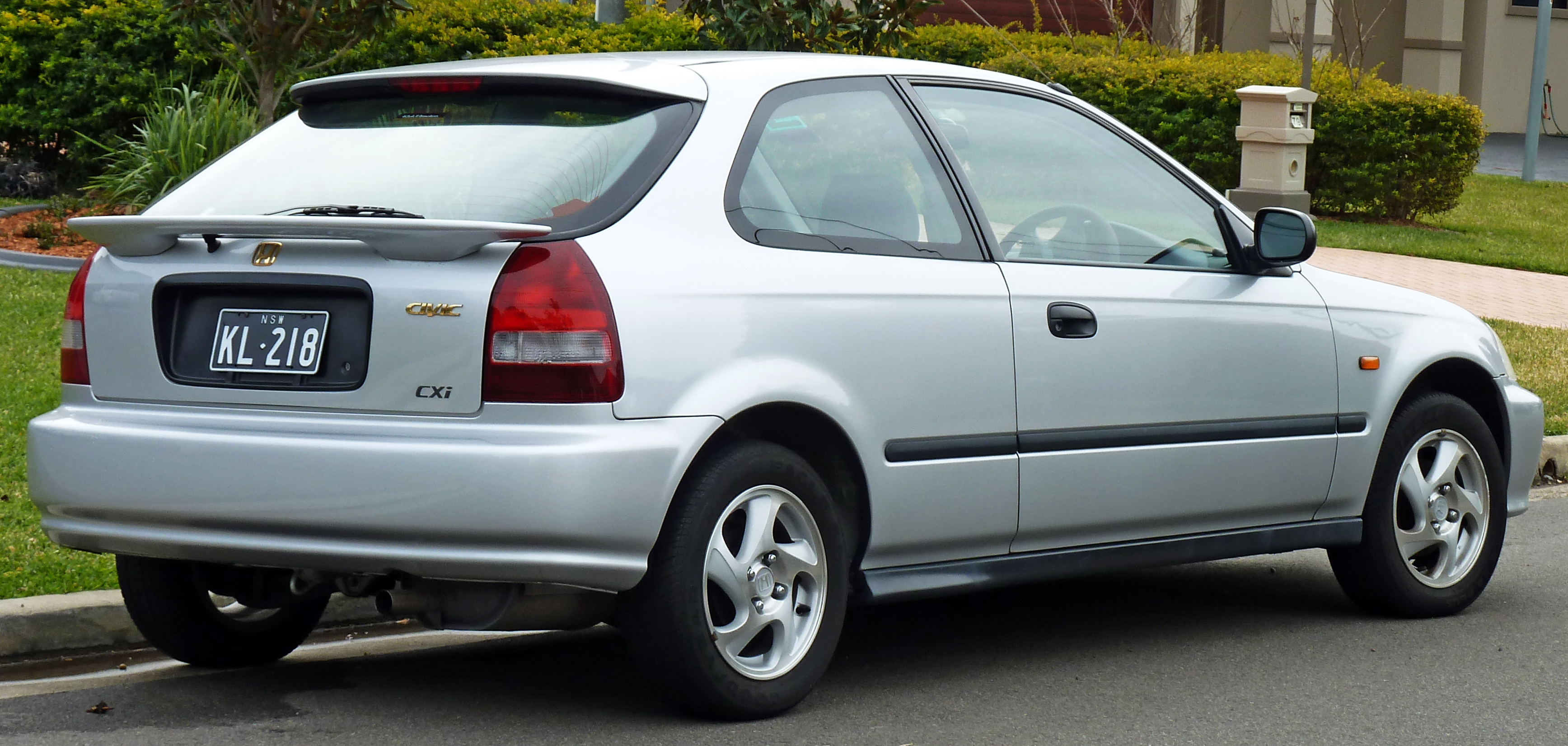
Honda Civic VI 3d po liftingu – tył

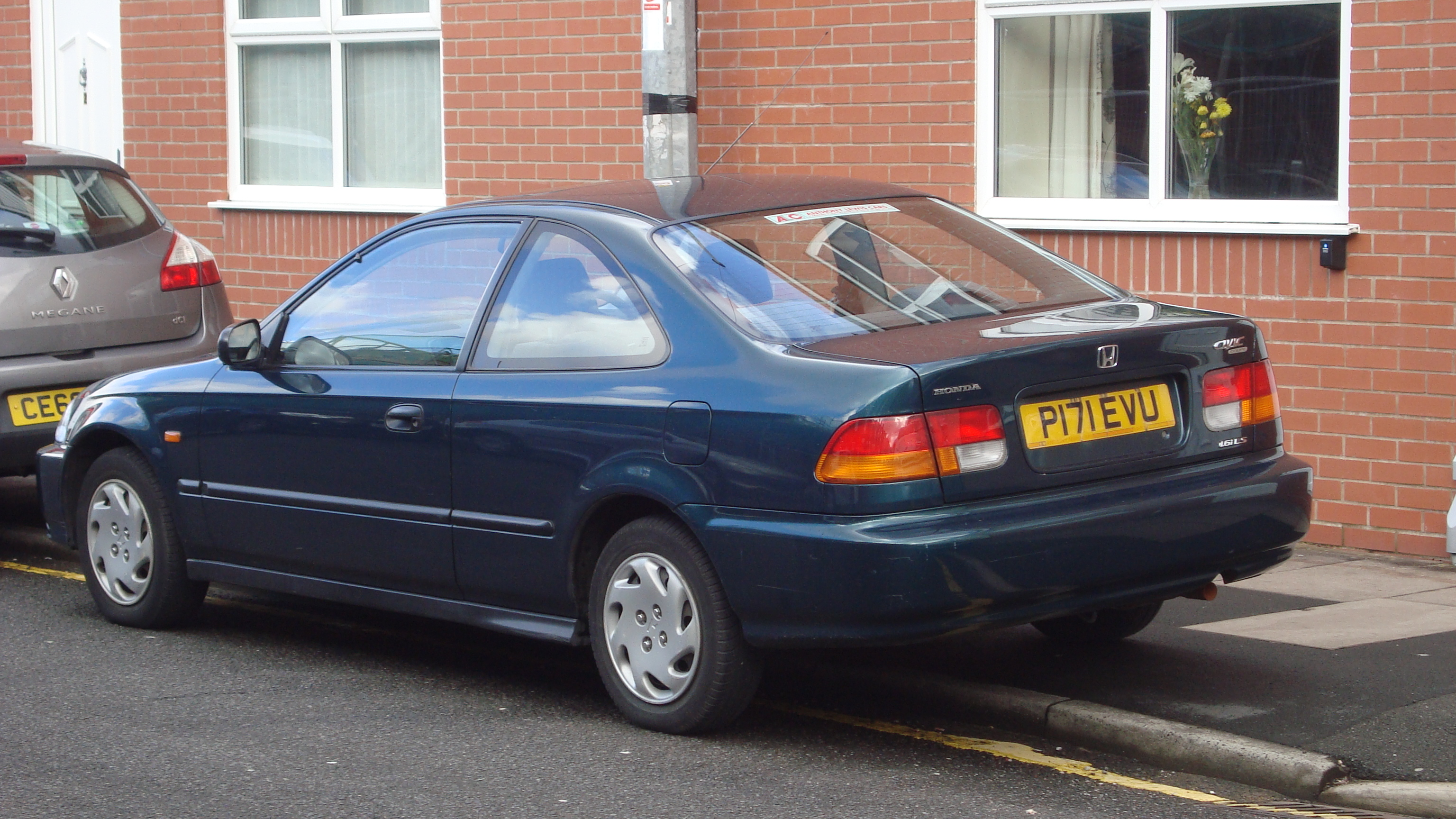
Honda Civic VI coupé – tył

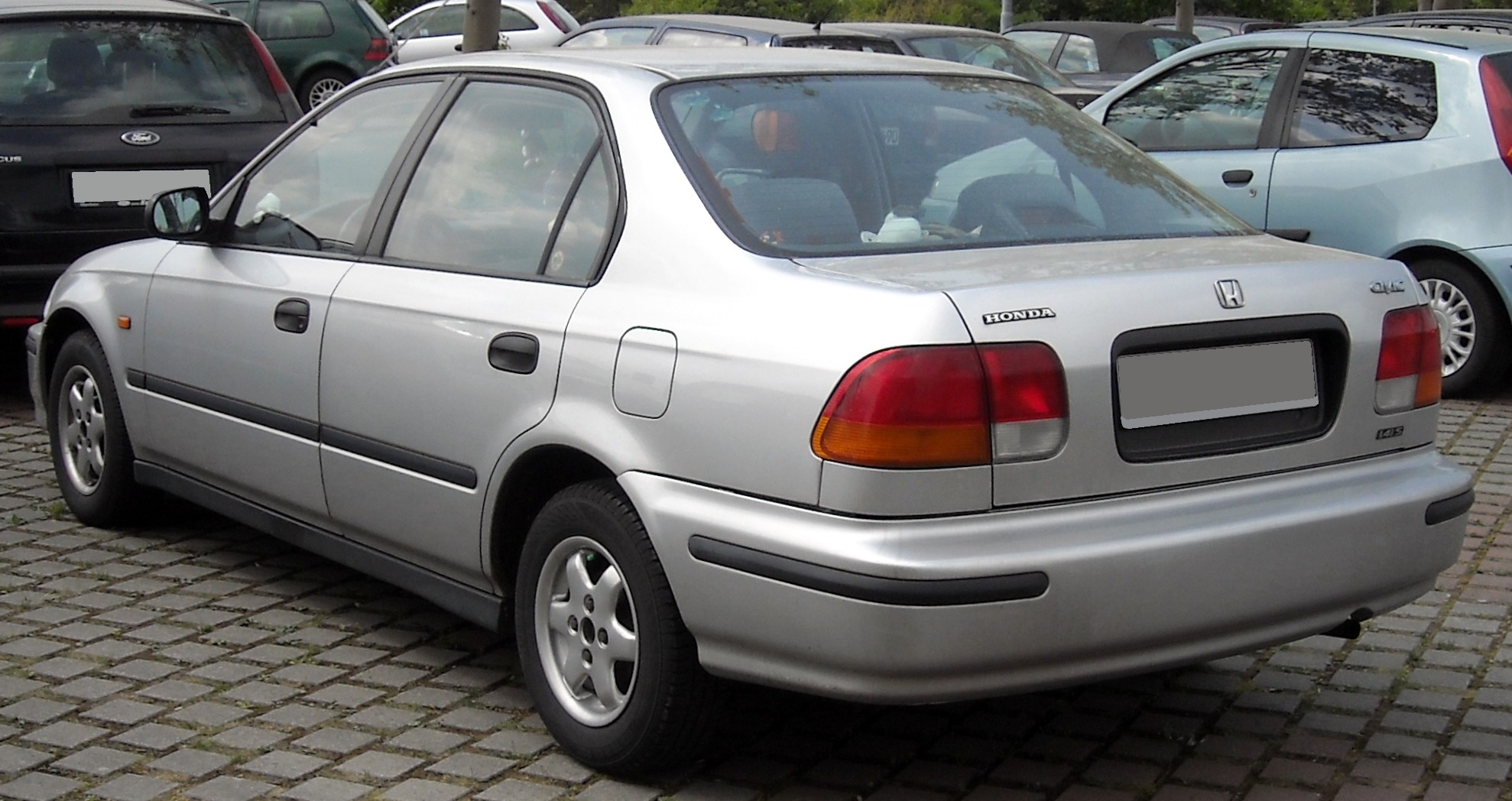
Honda Civic VI sedan przed liftingiem – tył

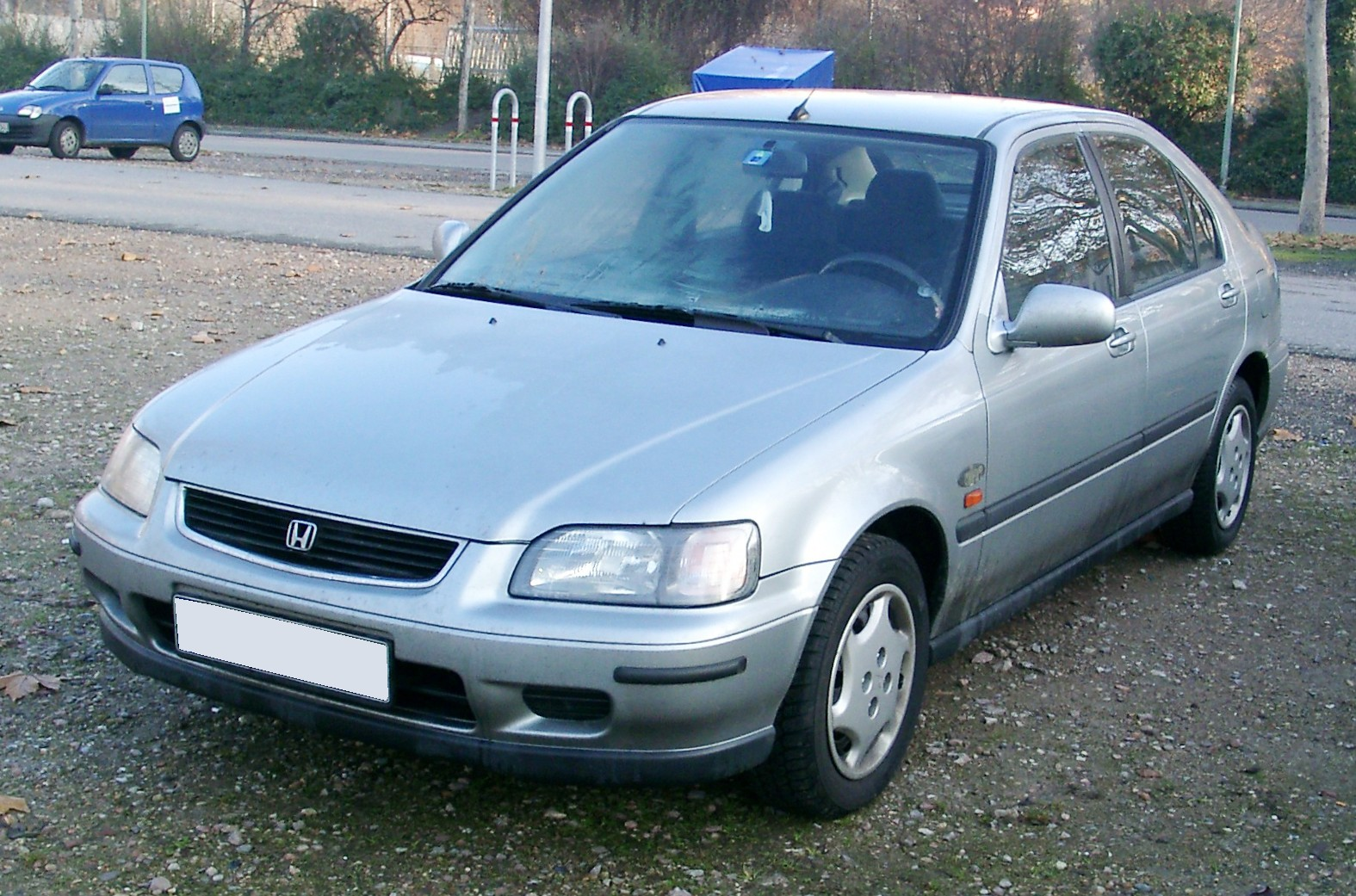
Honda Civic VI liftback przed liftingiem

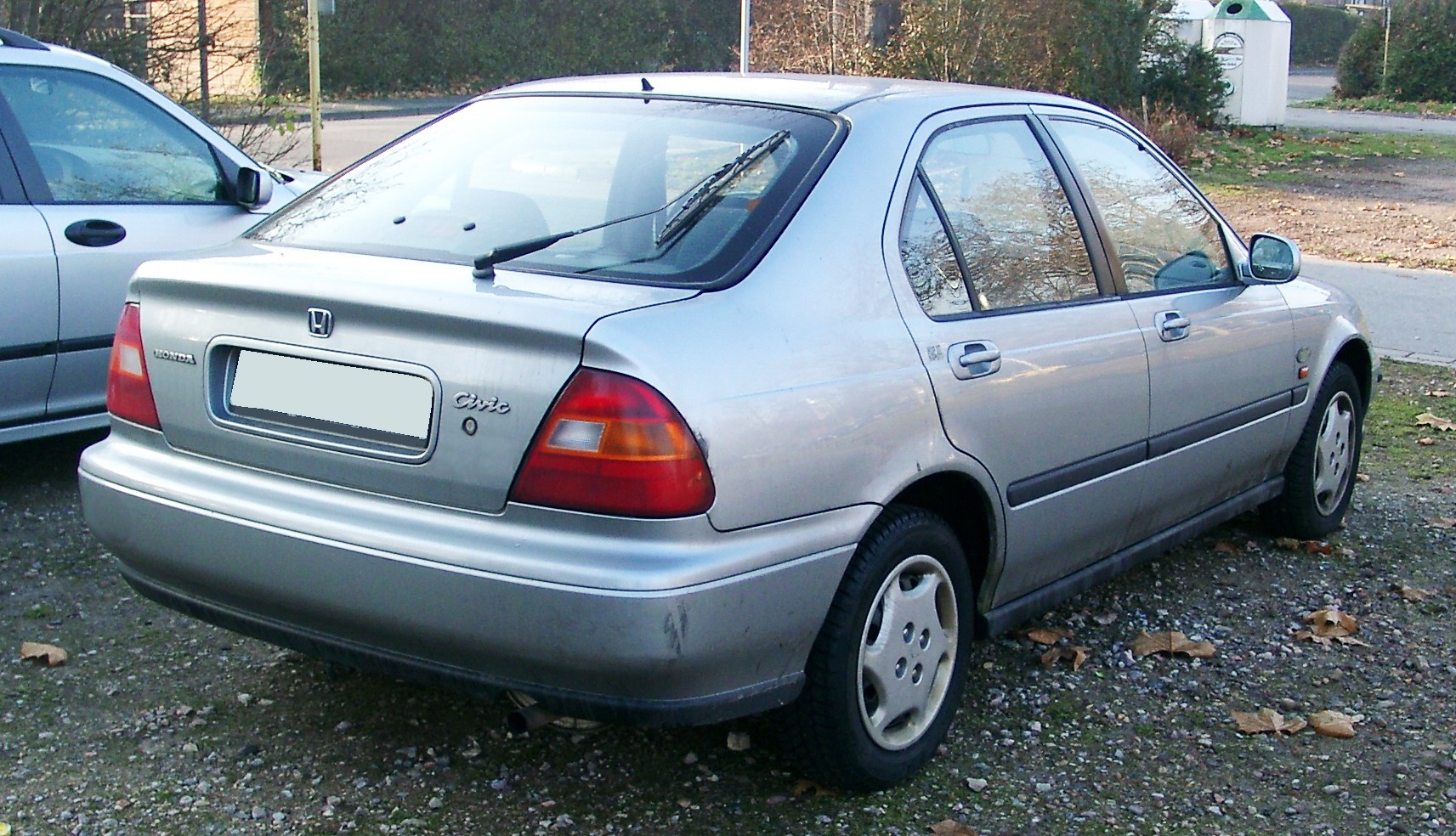
Honda Civic VI liftback przed liftingiem – tył

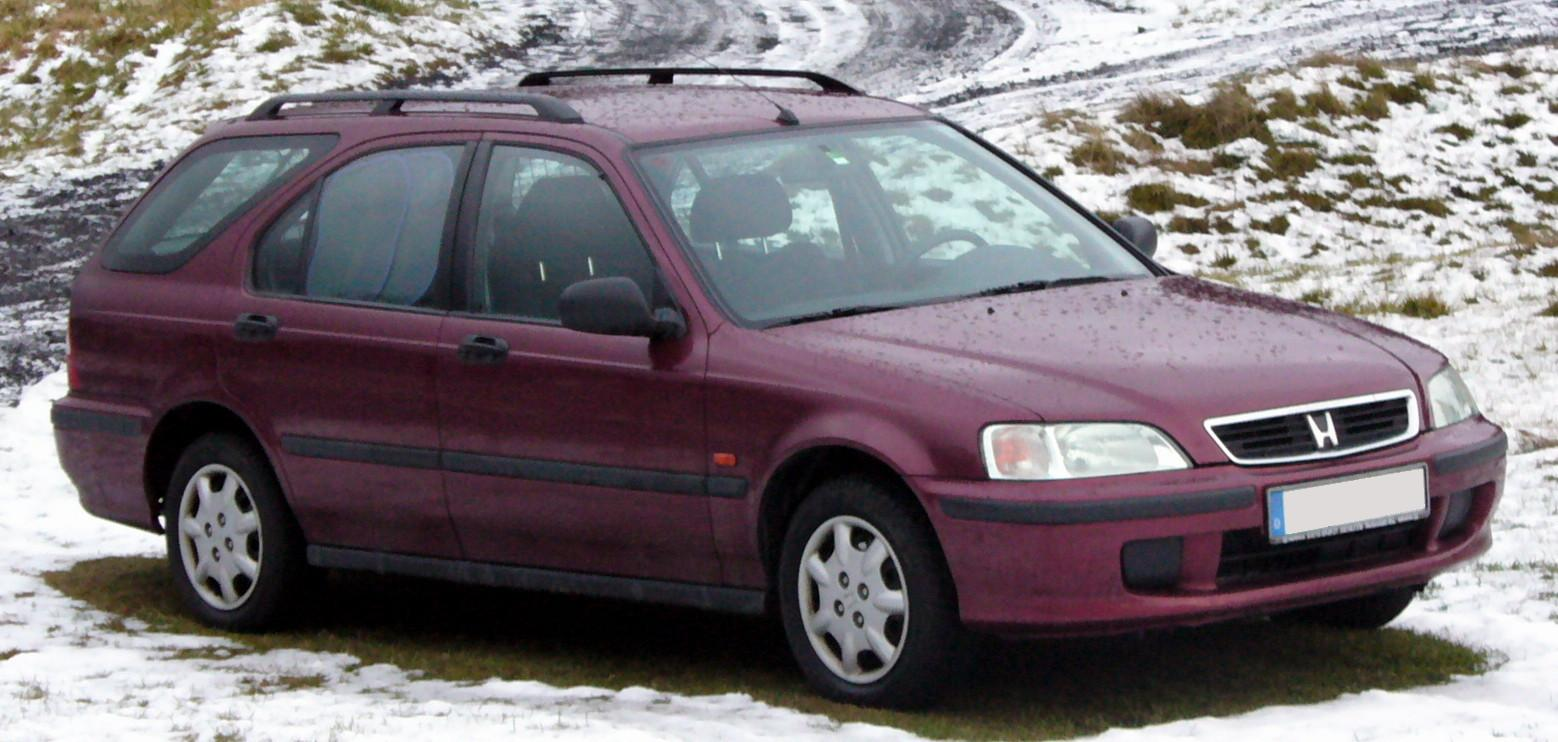
Honda Civic VI kombi

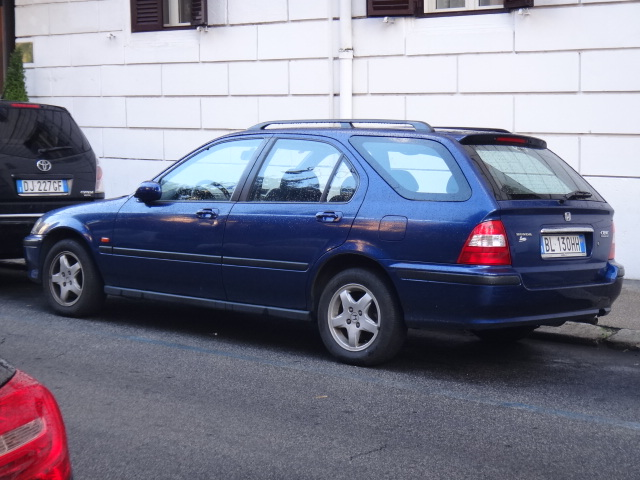
Honda Civic VI kombi – tył

Wersja japońsko-amerykańska pojazdu zaprojektowana została od podstaw, natomiast wersja europejska zbudowana została na bazie modelu Domani produkowanego z przeznaczeniem na rynek azjatycki w latach 1991–1997. W 1996 roku zaprezentowano sportową odmianę Type R. W 1999 roku samochody przeszły face lifting. Zmieniono m.in. stylistykę nadwozia w modelach japońskich i europejskich. Wraz z liftingiem w 1997 roku na rynek angielski zaprezentowano wersję kombi pojazdu. W 1998 roku zaprezentowano odmianę zasilaną gazem ziemnym. W 1999 roku zaprezentowano sportową odmianę Si, którą produkowano do 2000 roku w nadwoziu coupé.
Podwozie pojazdu wykorzystał brytyjski koncern motoryzacyjny Rover przy produkcji modelu Rover 400.

### Wersje
- CX
- DX
- EX
- HX
- GX – model działający na sprężonym gazie ziemnym z silnikiem o pojemności 1,6 litra
- S
- LS
- LX
- VP
- VTi
- Type-S
- RTi
- RTSi
- ViRS – tylko RHD

Standardowe wyposażenie pojazdu obejmowało m.in. system ABS, dwie poduszki powietrzne, wspomaganie kierownicy, centralny zamek oraz (prawie każdy egzemplarz) elektryczne szyby i klimatyzację.

#### Inne wersje

##### Type-R
Honda Civic Type-R została zaprezentowana po raz pierwszy w 1996 roku. Samochód stworzono jedynie na bazie wersji hatchback. Otrzymał silnik DOHC VTEC o pojemności 1,6 l i mocy 187 KM oznaczony jako B16B. Pojazd produkowano do 2001 roku.

##### Si
Civic Si na bazie szóstej generacji modelu Civic produkowany był po kilkuletniej przerwie przez rok od 1999 do 2000 roku. W Kanadzie pojazd występuje pod nazwą SiR, a w Australii jako VTi-R.
Silnik czterocylindrowy VTEC B16A2 o pojemności 1.6 litra i mocy 160 KM osiąganej przy 7600 obr./min pozwala na rozpędzenie samochodu od 0–100 km/h w czasie 7,2 s. Maksymalny moment obrotowy 150 Nm osiągany jest przy 7000 obr./min. Jednostka napędowa jest podobna do tej montowanej w CR-X del Sol, jednakże ma wyższy stopień sprężania (10,2:1), większą przepustnicę, lepszy kolektor dolotowy, wzmocnione korbowody i tłoki oraz układ wydechowy o powiększonej średnicy. Konstruktorzy Hondy stworzyli silnik, który osiąga moc 100 KM z pojemności 1 litra.
Od zwykłego Civica LX/EX oprócz silnika odróżnia ją też sztywniejsze zawieszenie, które pozwala płynnie pokonywać zakręty, tarczowe hamulce na czterech kołach, detale nadwozia (napis „DOHC VTEC” przy tylnym nadkolu, znaczek SI na klapie bagażnika, szersze 15-calowe obręcze aluminiowe z niskoprofilowymi oponami, delikatny spoiler i zmienione progi boczne) oraz chromowana końcówka rury wydechowej.
Civic Si wyposażony był standardowo w klimatyzację, szyberdach, odtwarzacz CD, elektryczne sterowanie szyb, centralny zamek z pilotem, koło kierownicy obszyte skórą, tempomat. Amerykańska wersja nie była wyposażona w ABS, co odróżniało ją od wersji z innych krajów. Była ostatnią generacją wyposażoną z przodu w dwuwahaczowe zawieszenie. Kolejne otrzymały już kolumny MacPhersona.

##### GX
Honda Civic GX na bazie szóstej generacji modelu Civic to podstawowy model Civica w wersji sedan, który został zaprojektowany do pracy na sprężonym gazie ziemnym. Wersja ta produkowana była w latach 1998–2000.

### Silniki
Benzynowe:
- D14A2, SOHC, 16V, 1396 cm, 90 KM
- D14A3, SOHC, 16V, 1396 cm, 75 KM
- D14A4, SOHC, 16V, 1396 cm, 90 KM
- D14A5, SOHC, 16V, 1396 cm, 75 KM
- D14A6E, SOHC, 16V, 1396 cm, 75 KM
- D14A7E, SOHC, 16V, 1396 cm, 75 KM
- D14A8E, SOHC, 16V, 1396 cm, 90 KM
- D14Z1, SOHC, 16V, 1396 cm, 75 KM
- D14Z2, SOHC, 16V, 1396 cm, 90 KM
- D14Z3E, SOHC, 16V, 1396 cm, 75 KM
- D14Z4E, SOHC, 16V, 1396 cm, 90 KM
- D14Z6, SOHC, 16V, 1396 cm, 90 KM
- D15Z3, SOHC VTEC-E, 16V, 1493 cm, 90 KM
- D15Z6, SOHC, VTEC-E, 16V, 1493 cm, 114 KM
- D15Z8, SOHC VTEC-E, 16V, 1493 cm, 114 KM
- D15Z8E, SOHC VTEC-E, 16V, 1493 cm, 115 KM
- D16B2, SOHC, 16V, 1590 cm, 116 KM
- D16W3E, SOHC, 16V, 1590 cm, 116 KM
- D16W4E, SOHC VTEC, 16V, 1590 cm, 125 KM
- D16Y2, SOHC VTEC, 16V, 1590 cm, 126 KM
- D16Y3, SOHC, 16V, 1590 cm, 114 KM
- D16Y5, SOHC VTEC-E, 16V, 1590 cm, 115 KM
- D16Y7, SOHC, 16V, 1590 cm, 106 KM
- D16Y8, SOHC VTEC, 16V, 1590 cm, 127 KM
- D16Y9, SOHC, 16V, 1590 cm, 106 KM
- D16Z7, SOHC VTEC, 16V, 1590 cm, 125 KM
- B16A2, DOHC VTEC, 16V, 1595 cm, 160 KM
- B16A4, DOHC VTEC, 16V, 1595 cm, 170 KM
- B16B, DOHC VTEC, 16V, 1595 cm, 185 KM, Civic Type-R
- B18C4, DOHC VTEC, 16V, 1797 cm, 169 KM Civic VTi/VTi AeroDeck

Wysokoprężne:
- 20T2R, DIESEL, 1994 cm, 86 KM Civic MB7 (2.0 TDiC)
- 20T2N, DIESEL, 1994 cm, 105 KM Civic (2.0 TDiC)
- 20T2N, DIESEL, 1994 cm, 101 KM Civic MB7 (2.0 TDiC)

W nadwoziu 5d występowały silniki: 1.4 (75 KM lub 90 KM), 1.5 VTEC-E (90 KM lub 115 KM), 1.6 (116 KM), 1.6 VTEC (126 KM) oraz 1.8 DOHC VTEC (169KM). Montowany był również silnik wysokoprężny 2.0 TD konstrukcji Rovera w dwóch wariantach mocy: 86 KM oraz 105 KM (z intercoolerem), mocniejszy silnik montowany był głównie w wersji Aerodeck. Paleta silników na bazie zmiennych faz rozrządu pozwalała na przyrost mocy: 1.5 VTEC-E (115 KM) do 1.6 DOHC-VTEC (od 116 do 160 KM). Civic 1.6 ES miał elektronicznie sterowana skrzynię CVT. Z okazji 50-lecia Hondy zaprezentowano wersję Type R, wyposażoną w silnik 1.6 DOHC VTEC osiągający 185 KM z pojemności 1.6 litra, stając się konkurencją dla konstrukcji Nissana SR16VE N1 która z pojemności 1.6 l osiągała moc 200 koni.

## Siódma generacja
Honda Civic VII została po raz pierwszy zaprezentowana w 2000 roku. Podobnie jak szósta generacja pojazdu, auto oferowane było w dwóch wersjach stylistycznych: japońsko-amerykańskiej (coupé, sedan) oraz europejskiej (hatchback).

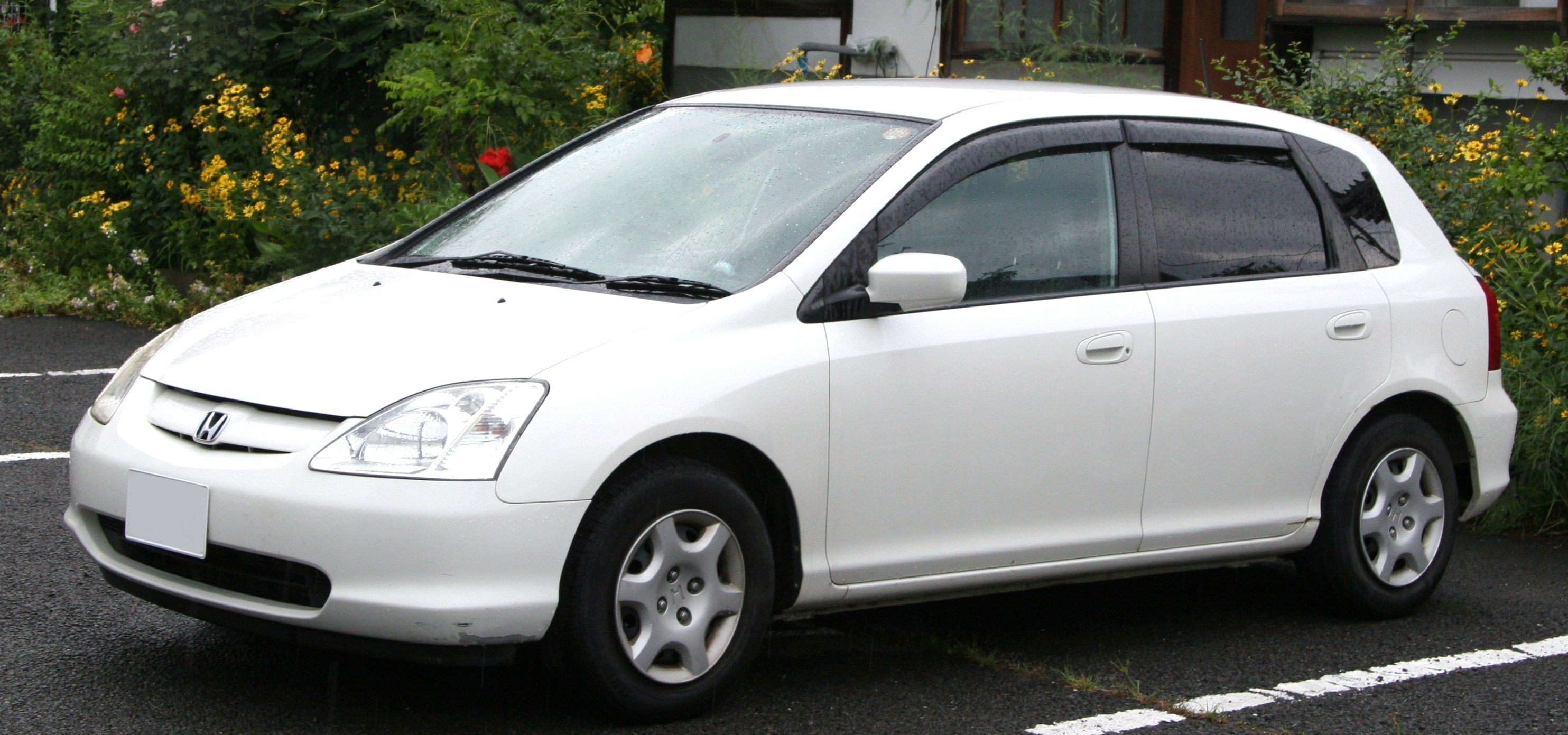
Honda Civic VII 5d przed liftingiem

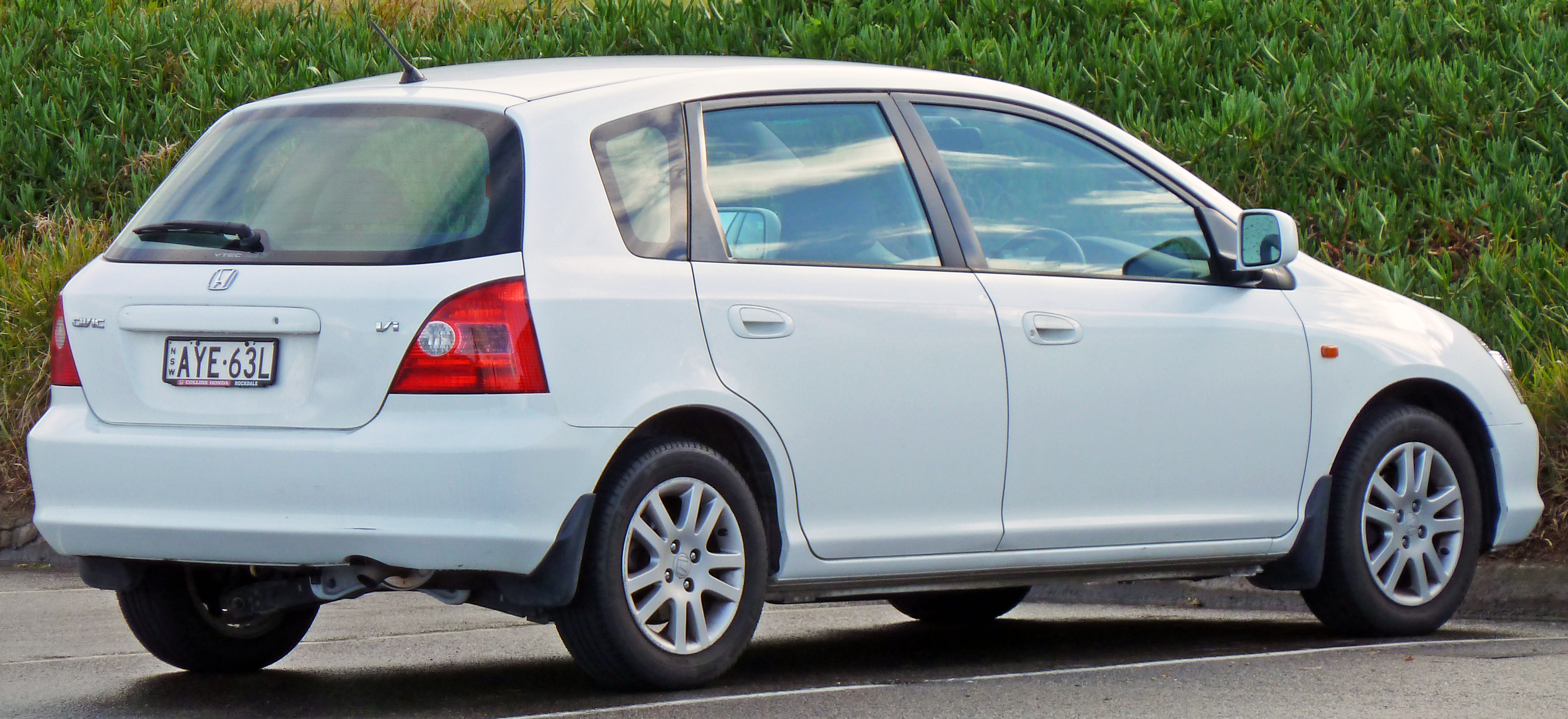
Honda Civic VII 5d przed liftingiem – tył

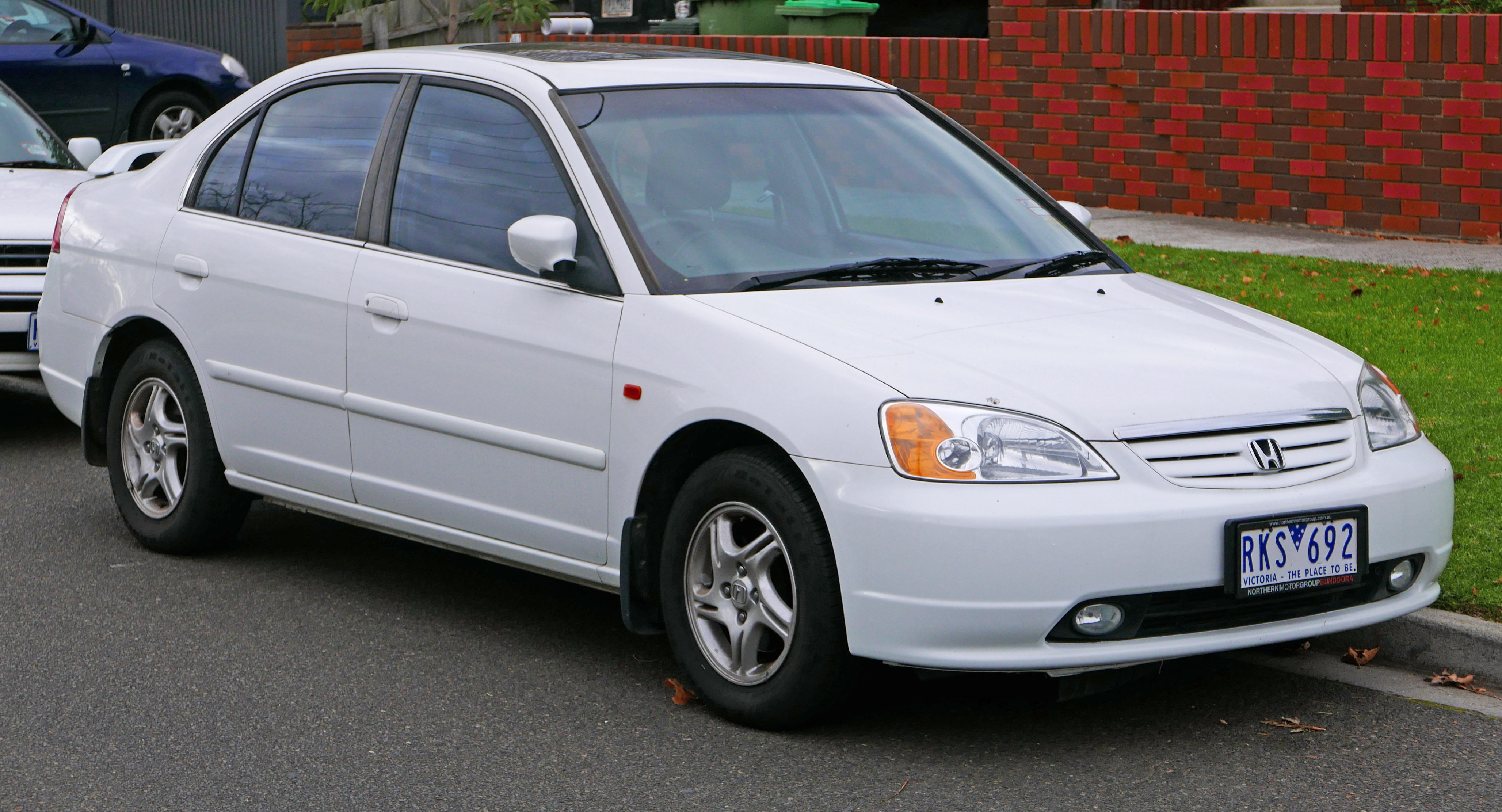
Honda Civic VII sedan przed liftingiem

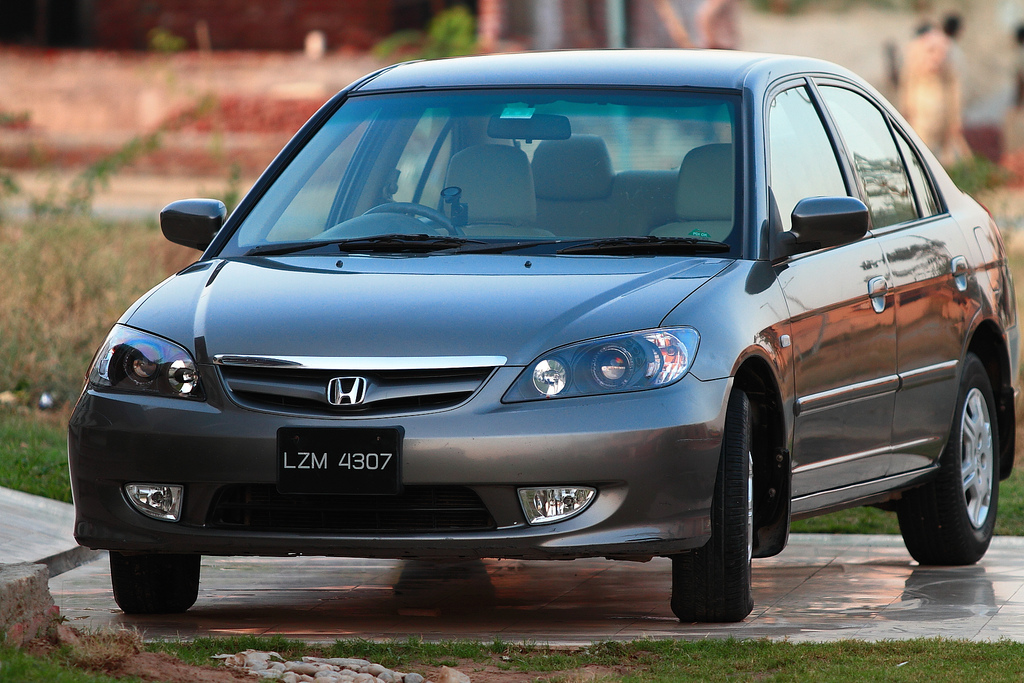
Honda Civic VII sedan po liftingu

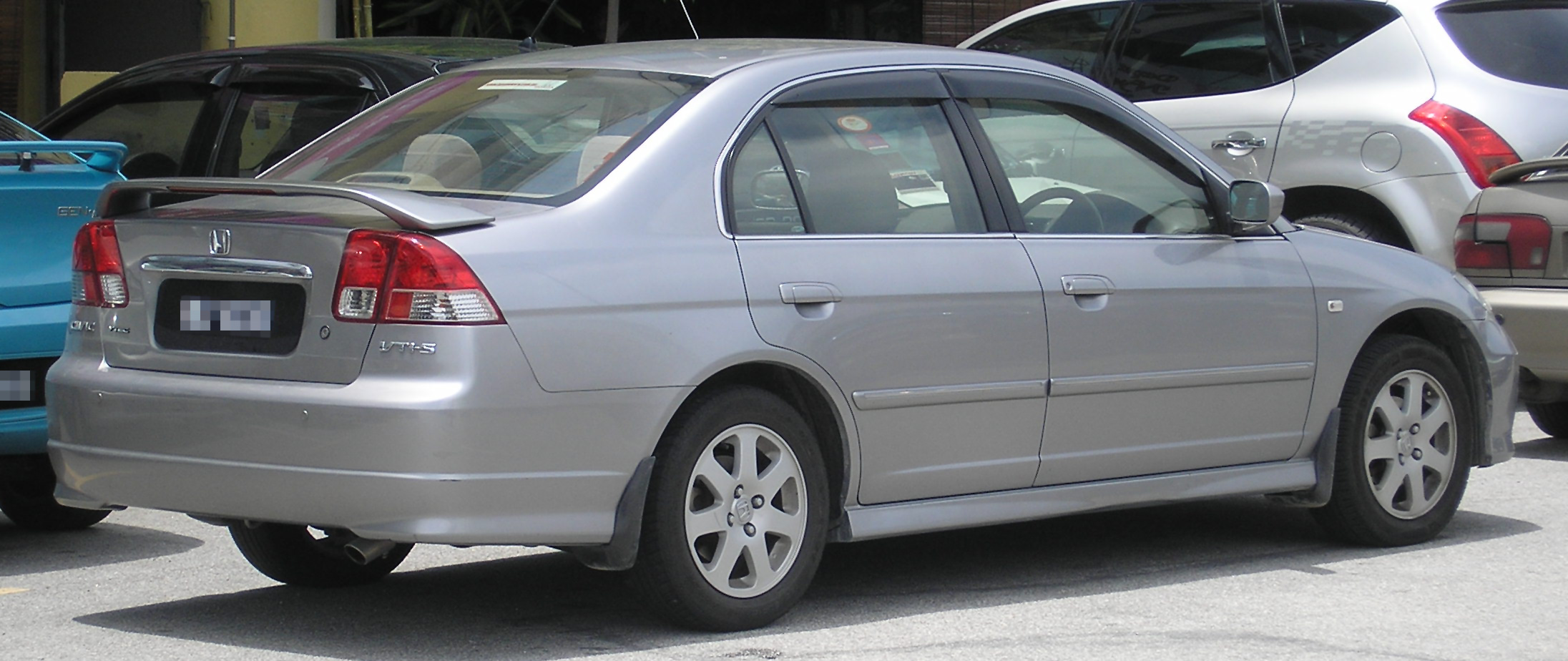
Honda Civic VII sedan po liftingu – tył

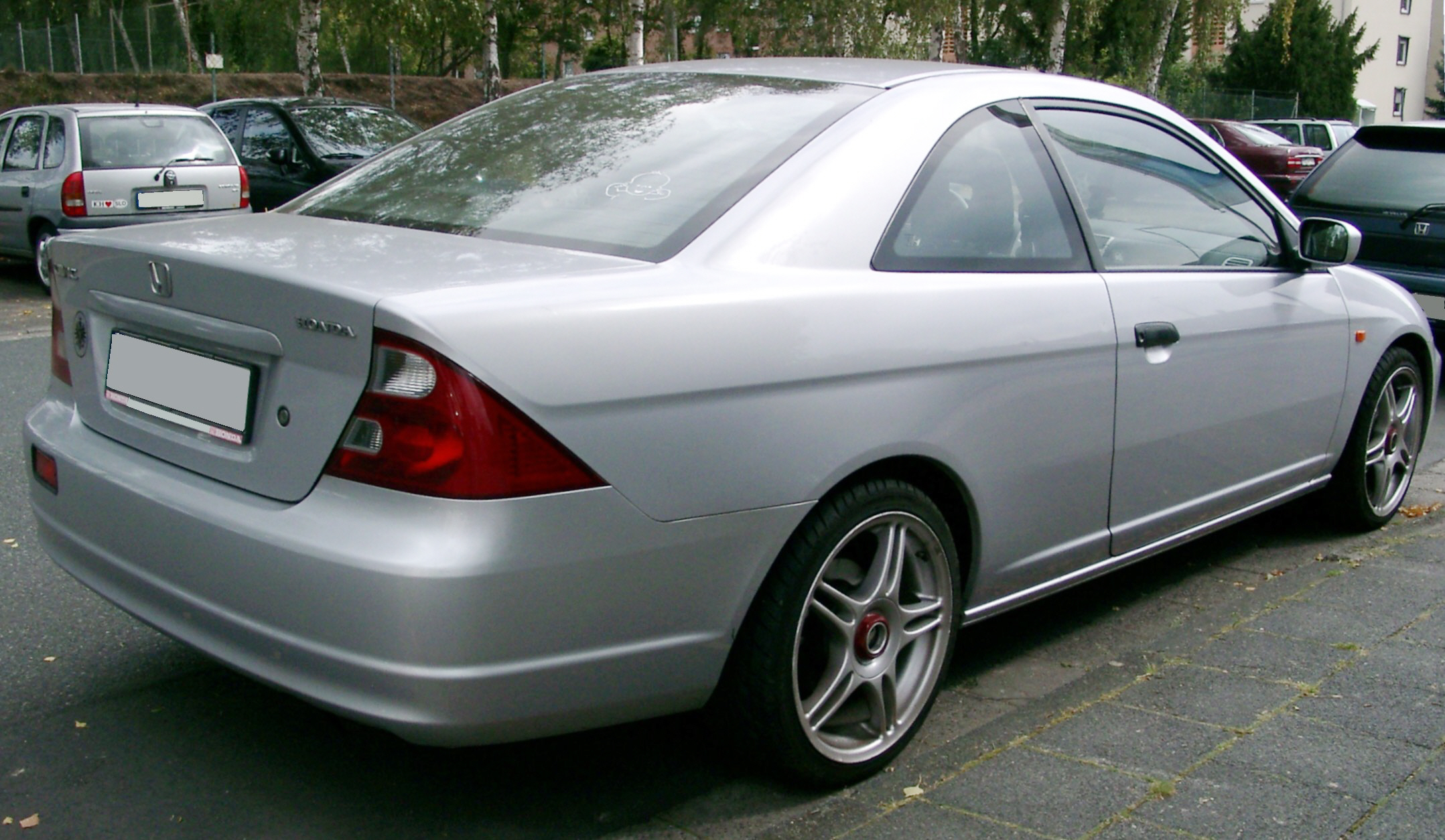
Honda Civic VII coupé – tył

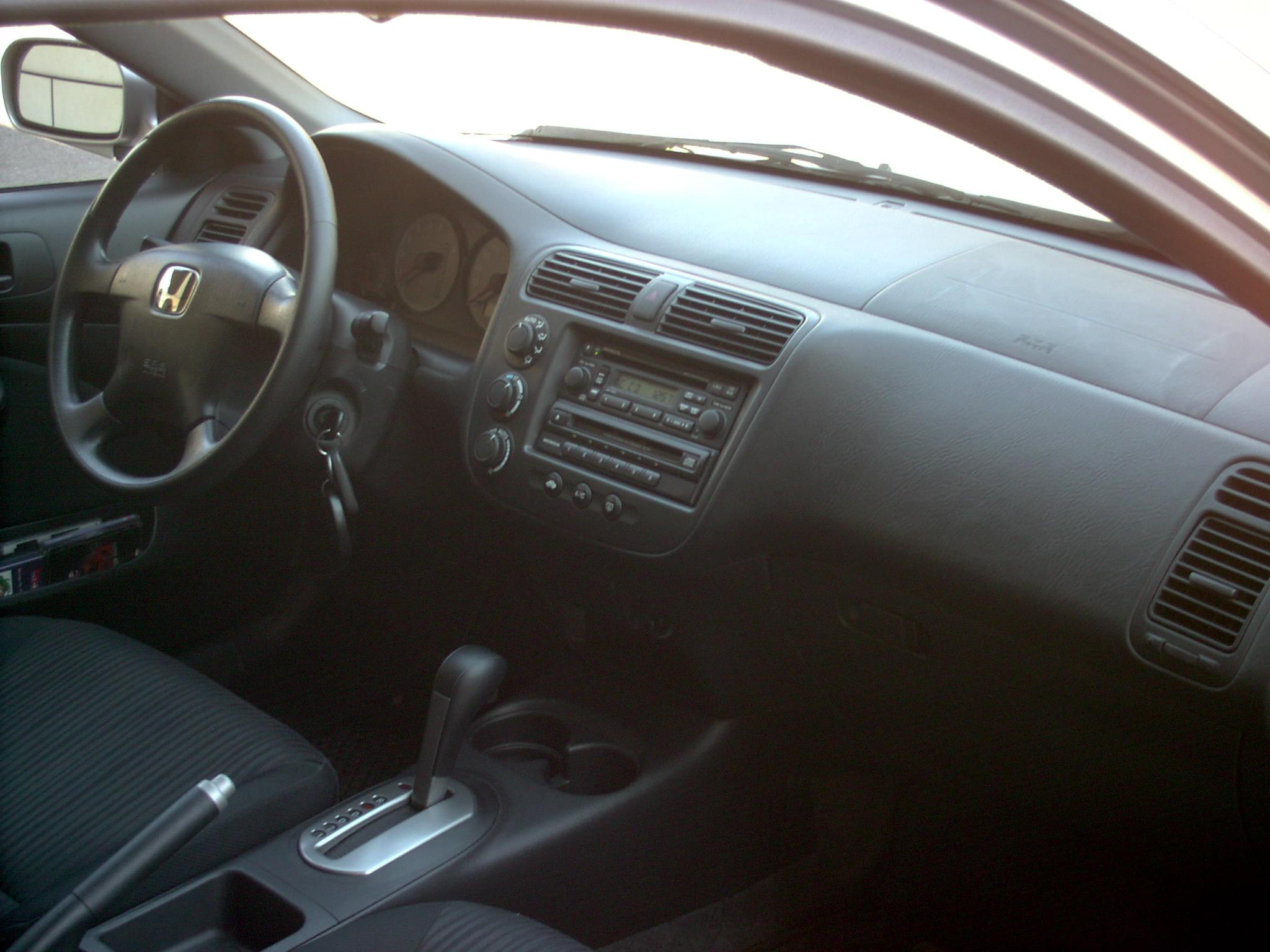
Honda Civic VII – wnętrze

Charakterystycznymi cechami Civica VII jest węższa i wyższa karoseria oraz krótszy przód. W celu zwiększenia przestronności wnętrza zastosowano zawieszenie oparte na kolumnach McPersona z przodu. Jako podstawowe jednostki oferowane są aluminiowe, czterocylindrowe silniki benzynowe 1.4 SOHC z 90 KM oraz 1.6 SOHC-VTEC 110 KM. Oba silniki zmodernizowano pod kątem wysokiego momentu obrotowego przy niskich obrotach oraz emisji spalin i zużycia paliwa. Od połowy 2002 roku Civic 3d alternatywnie oferowany był z szesnastozaworowym 1.7-litrowym turbodieslem z technologią Common-Rail i mocą 100 KM.
Najmocniejsza wersja VII generacji wyposażona została w silnik K20A2 o pojemności 1998 cm³ i mocy 200 KM przy 7400 obr./min. Samochód do 100 km/h rozpędza się w 6,7 sek. Prędkość maksymalna wynosi 233 km/h.
W 2004 roku pojazd przeszedł face lifting widoczny m.in. z zewnątrz poprzez umieszczenie kierunkowskazów w lusterkach, a także zmianę przednich i tylnych reflektorów. Na jego bazie powstała I generacja Hondy Stream. Produkcję wersji hybrydowej, na gaz ziemny oraz Si zakończono w 2005 roku.

### Silniki
- Benzynowe:
  - R4 1.4 90 KM (D14Z6)
  - R4 1.6 VTEC 110 KM (D16V1, D16W7)
  - R4 1.7 120 KM
  - R4 1.7 VTEC 125 KM (D17A5, D17A9)
  - R4 2.0 i-VTEC 160 KM
  - R4 2.0 i-VTEC 200 KM Type-R Silniki i-VTEC cieszą się ogromną popularnością ze względu na niebywałą trwałość. Montowane były w Hondach po 2001 roku i charakteryzowały się zmiennymi fazami rozrządu. Jednostki napędowe o oznaczenia K20 i K24 uznawane są za jedne z najlepszych silników benzynowych. Dzięki przemyślanej konstrukcji są trwałe, generują dużą moc i jednocześnie nie zużywają zbyt dużych ilości paliwa. Mimo swoich wielu zalet, w niektórych egzemplarzach tych silników zdarzały się problemy z wycierającymi się wałkami rozrządu. Oprócz tego silniki te nie pracują dobrze po zamontowaniu do nich instalacji LPG.[7]
- Wysokoprężne:
  - R4 1.7 CDTI 100 KM
- Hybrydowe:
  - R4 1.3 VTEC IMA 85 + 20 KM

### Wersje wyposażeniowe
- S – podstawowa
- LS – bogatsza
- ES – najbogatsza
- Sport – sportowa, głównie pakiet stylistyczny
- DX

#### Inne wersje

##### Type-R
Honda Civic Type-R na bazie siódmej generacji modelu Civic została po raz pierwszy zaprezentowana w 2000 roku. Model ten produkowany był w latach 2000–2005 wyłącznie na bazie wersji europejskiej (hatchback). W przeciwieństwie do poprzedniej generacji produkcję pojazdu przeniesiono do angielskiej fabryki Hondy w Swindon. Samochód napędzał silnik benzynowy o pojemności 2.0 l ze systemem zmiennych faz rozrządu i mocy 200 KM.
W 2003 roku z okazji 30 rocznicy wdrożenia do produkcji Hondy Civic, Honda postanowiła uczcić tę rocznicę wydając specjalnie na tę okazję serię limitowaną Hondy Civic Type-R II pod nazwą 30th Anniversary Special Edition. Wyprodukowano ogółem 300 aut, 100 w kolorze srebrnym (Satin Silver), 100 w kolorze czarnym (Nighthawk Black) oraz 100 w kolorze czerwonym (Milano Red). Ta limitowana seria różniła się od wersji podstawowej czerwonymi fotelami Recaro, czarną tylną kanapą, czerwonym dywanem, czerwonym wykończeniem przednich boczków drzwiowych oraz przyciemnianymi tylnymi szybami. Pod tylną wycieraczką znajduje się emblemat z napisem „30th Anniversary”.
W 2004 roku samochód, tak jak jednocześnie inne odmiany Hondy Civic VII generacji, przeszedł face lifting. W 2005 roku Honda postanowiła wdrożyć do produkcji odmianę Premier Special Edition. Różniła się ona nieco od wersji na trzydziestolecie produkcji, m.in. czerwono-czarnymi fotelami Recaro.
Ten model Hondy Civic uznany został przez czołowe magazyny motoryzacyjne, takie jak Top Gear (Jeremy Clarkson) oraz Fifth Gear (Tiff Needel) za najlepszy „Hot hatch” w historii samochodów tego typu.
Wersje:
- - 30 th Anniversary Special Edition – wersja limitowana Type-R
  - Premier Special Edition – wersja limitowana Type-R

##### Hybrid
Pierwsza hybrydowa wersja modelu Civic zaprezentowana w 2001 roku. Pojazd produkowany był w latach 2001–2005 wyłącznie w wersji sedan. Samochód przez trzy lata z rzędu znajdował się na pierwszym miejscu w International Engine of the Year. W 2003 i 2004 roku zdobył nagrodę za najlepsze zużycie paliwa. Samochód wyposażony został w silnik benzynowy o pojemności 1.3 l i mocy 85 KM, który wspomagany był przez silnik elektryczny o mocy 20 KM.

##### GX
Wersja napędzana sprężonym gazem ziemnym produkowana w latach 2001–2005 na bazie wersji sedan.

##### Si
Wersja produkowana w latach 2002–2005 na bazie trzydrzwiowej wersji hatchback wyposażona w silnik benzynowy o pojemności 2 l i mocy 160 KM.

## Ósma generacja
Honda Civic VIII została po raz pierwszy zaprezentowana podczas targów motoryzacyjnych we Frankfurcie w 2005 roku. Podobnie jak dwie poprzednie generacje modelu, auto podzielone zostało na dwa modele stylistyczne: hatchback (Europa) oraz sedan i coupé (Japonia, USA). Pojazd produkowany był w latach 2006–2011. Odmiana przeznaczona na rynek Europejski w wersji hatchback była potocznie zwana „UFO” ze względu na podobieństwo karoserii do statku kosmicznego.

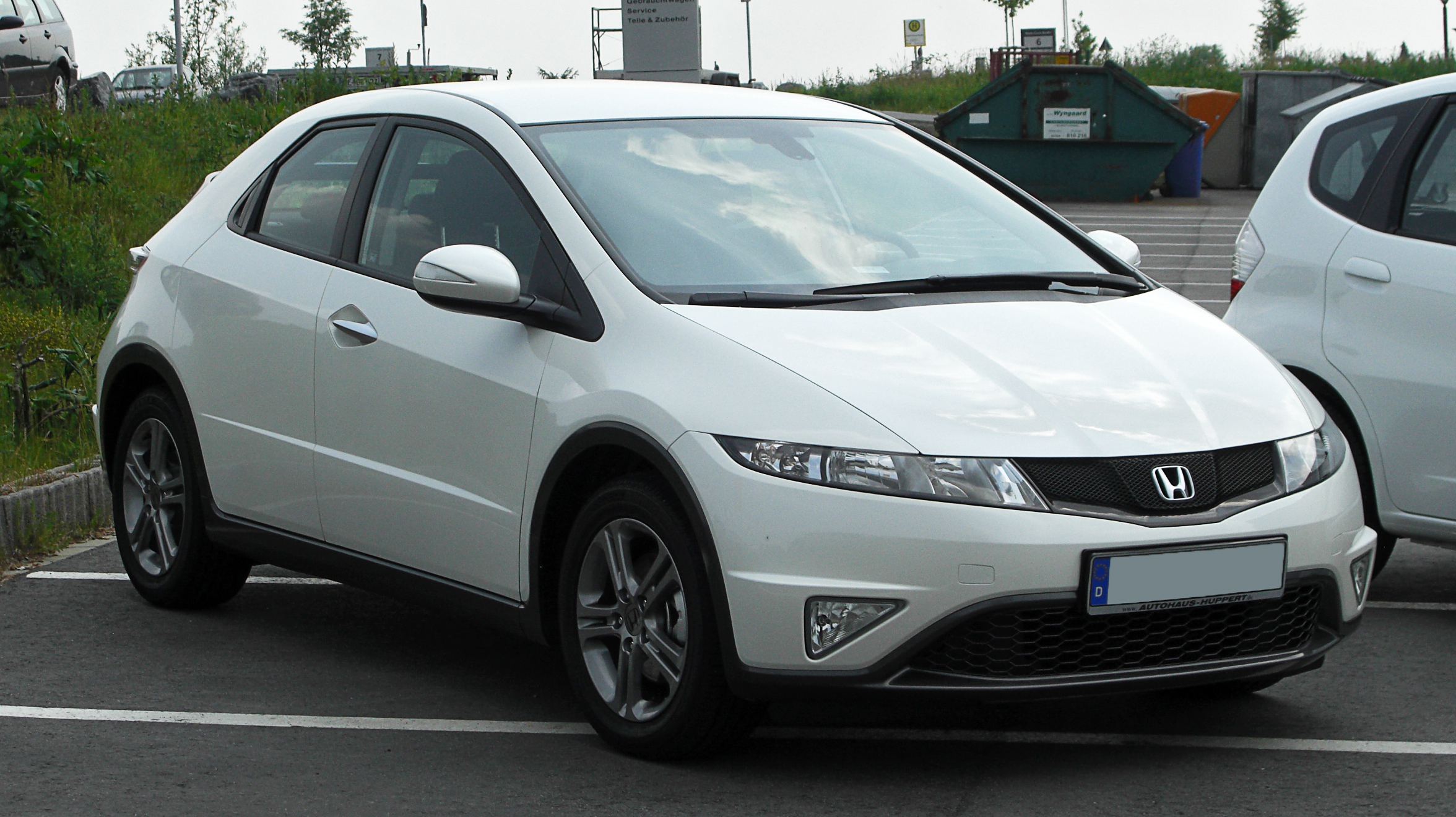
Honda Civic VIII po liftingu

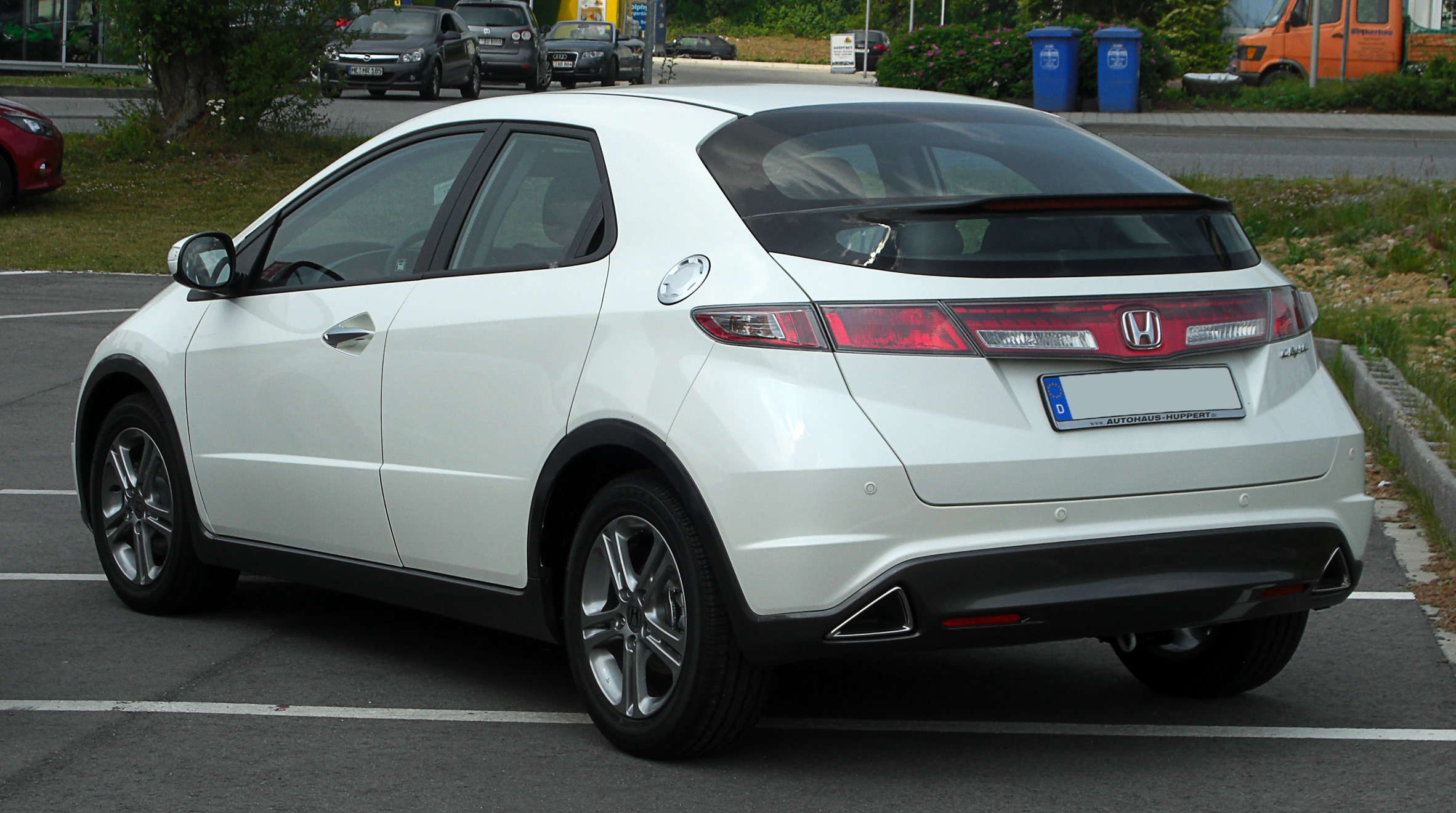
Tył Civica VIII po liftingu

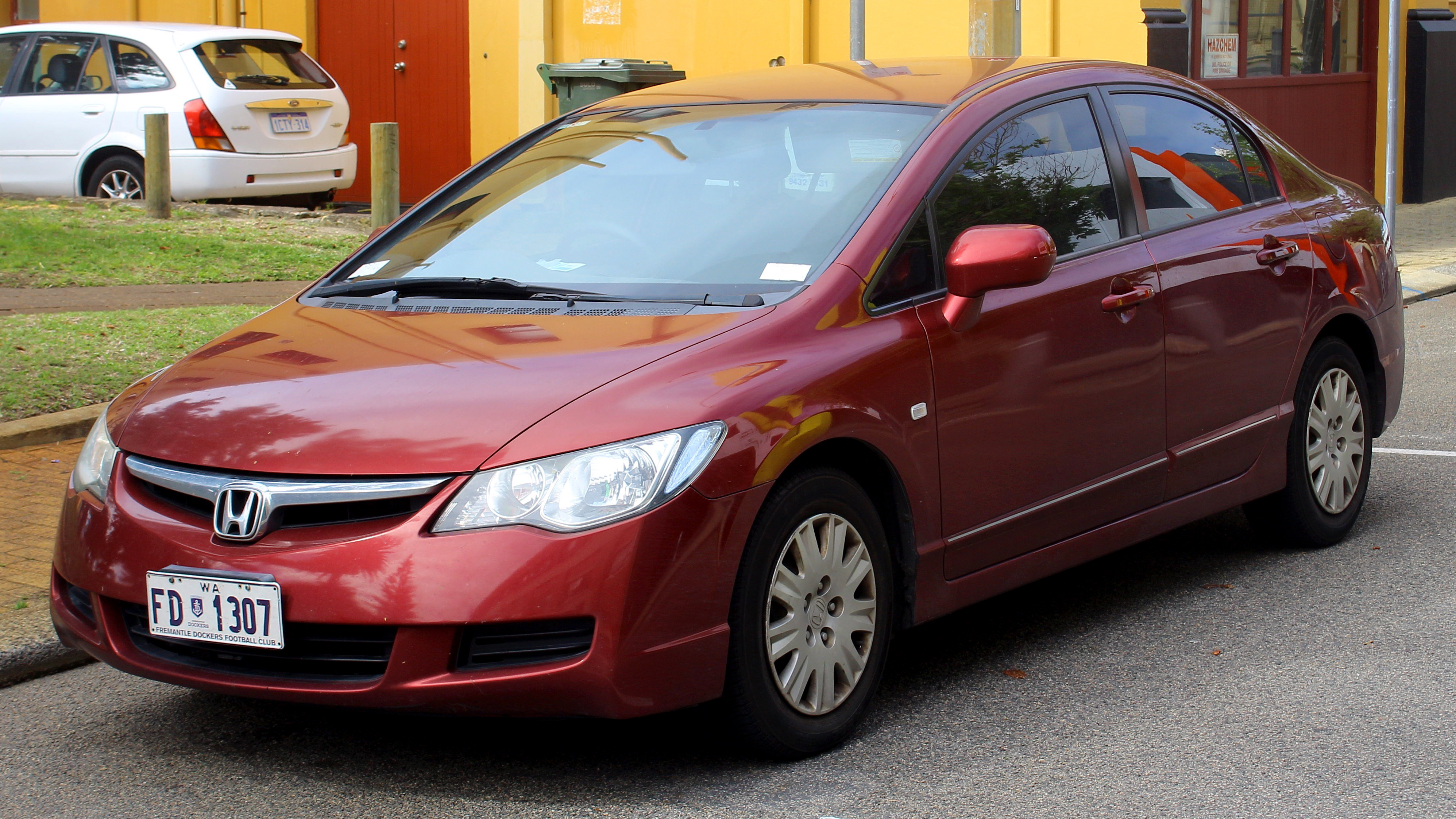
Honda Civic VIII sedan

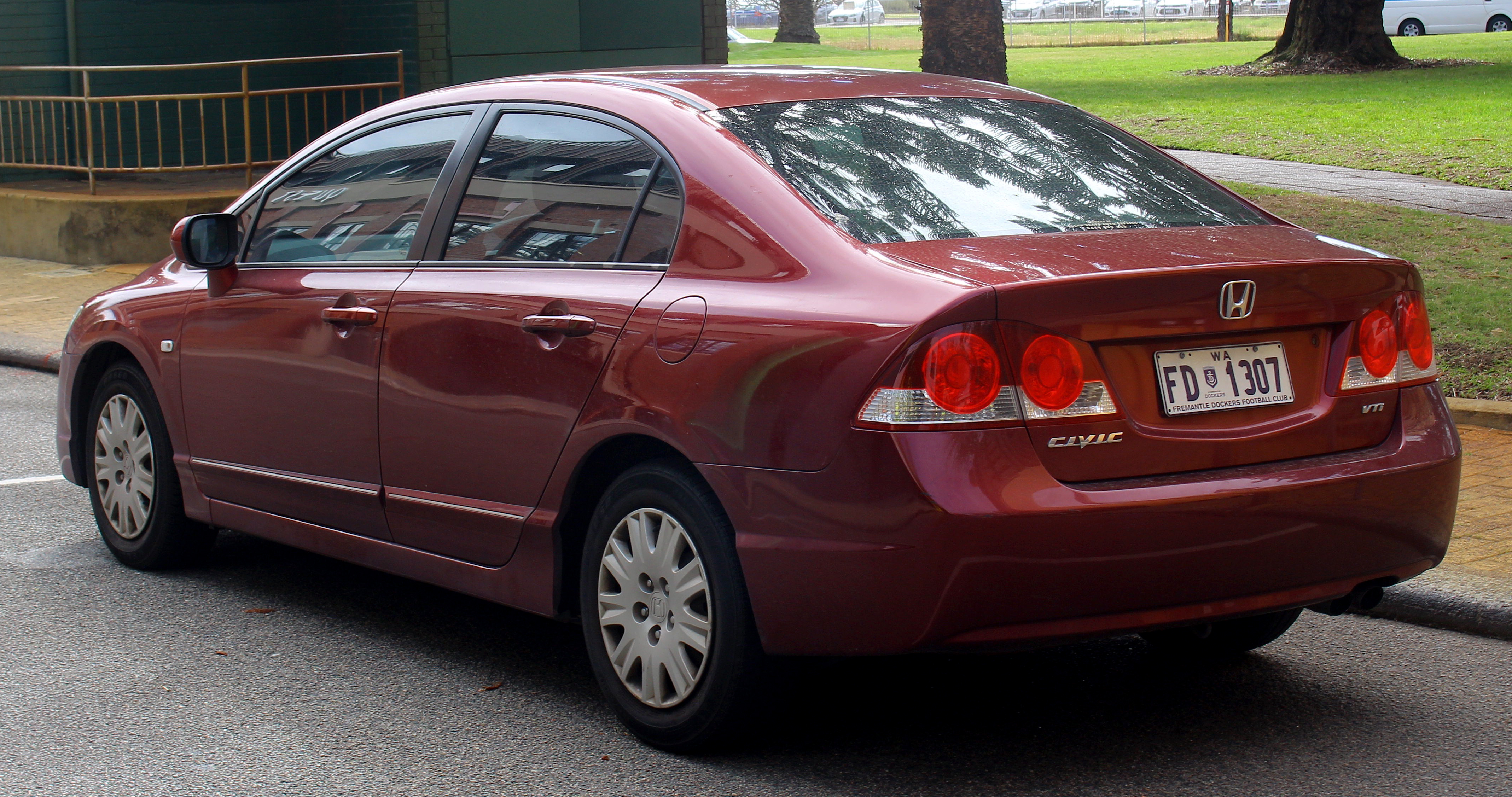
Tył Civica VIII sedan

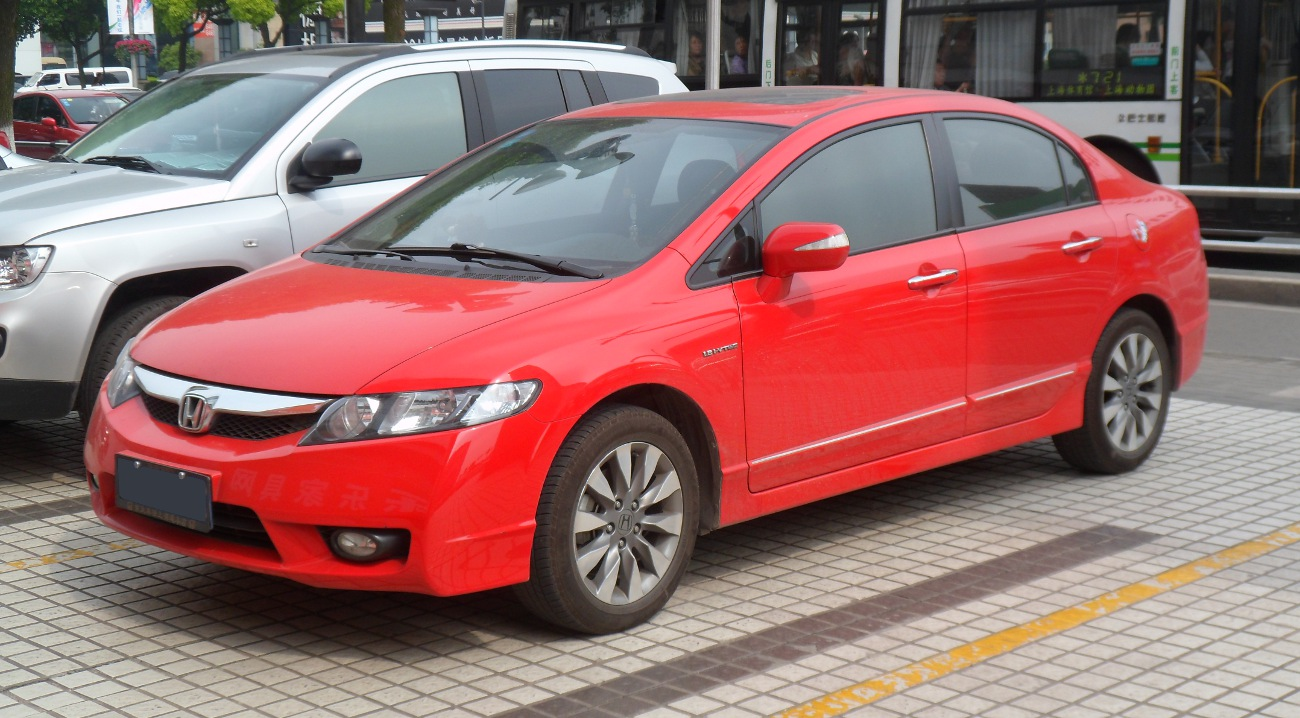
Honda Civic VIII przeznaczona na rynek chiński

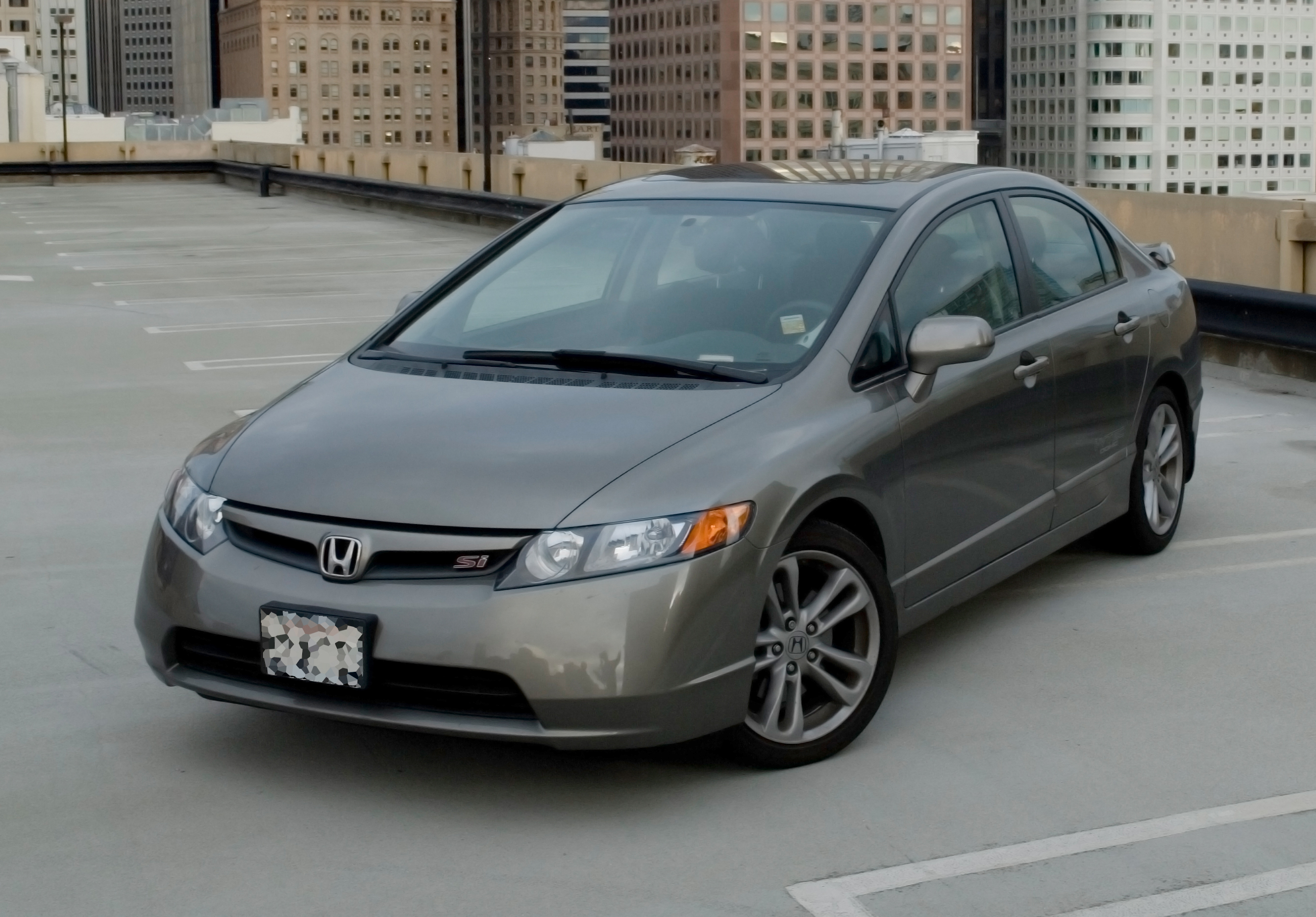
Honda Civic VIII sedan przeznaczona na rynek amerykański w wersji Si

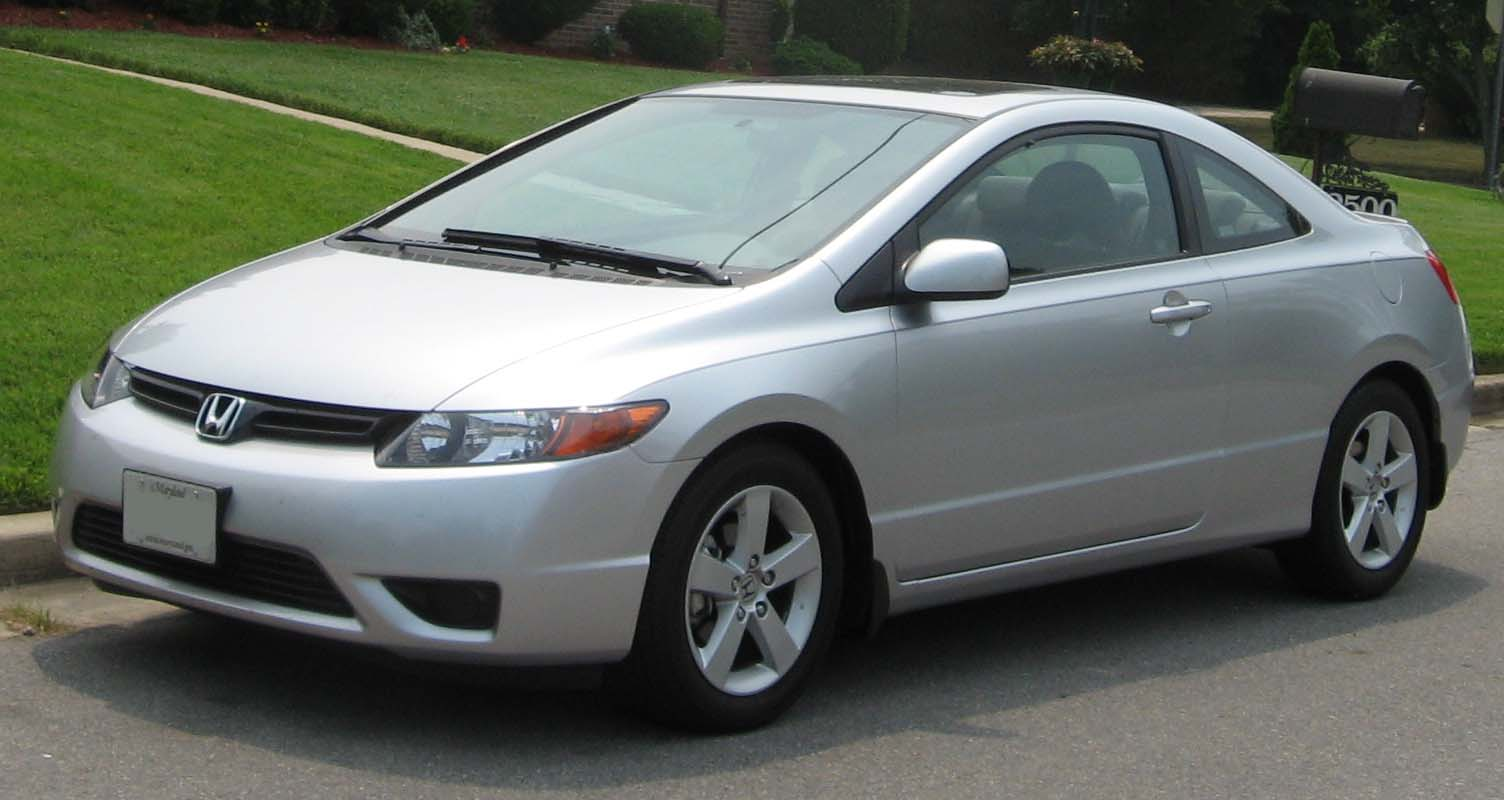
Honda Civic VIII coupe

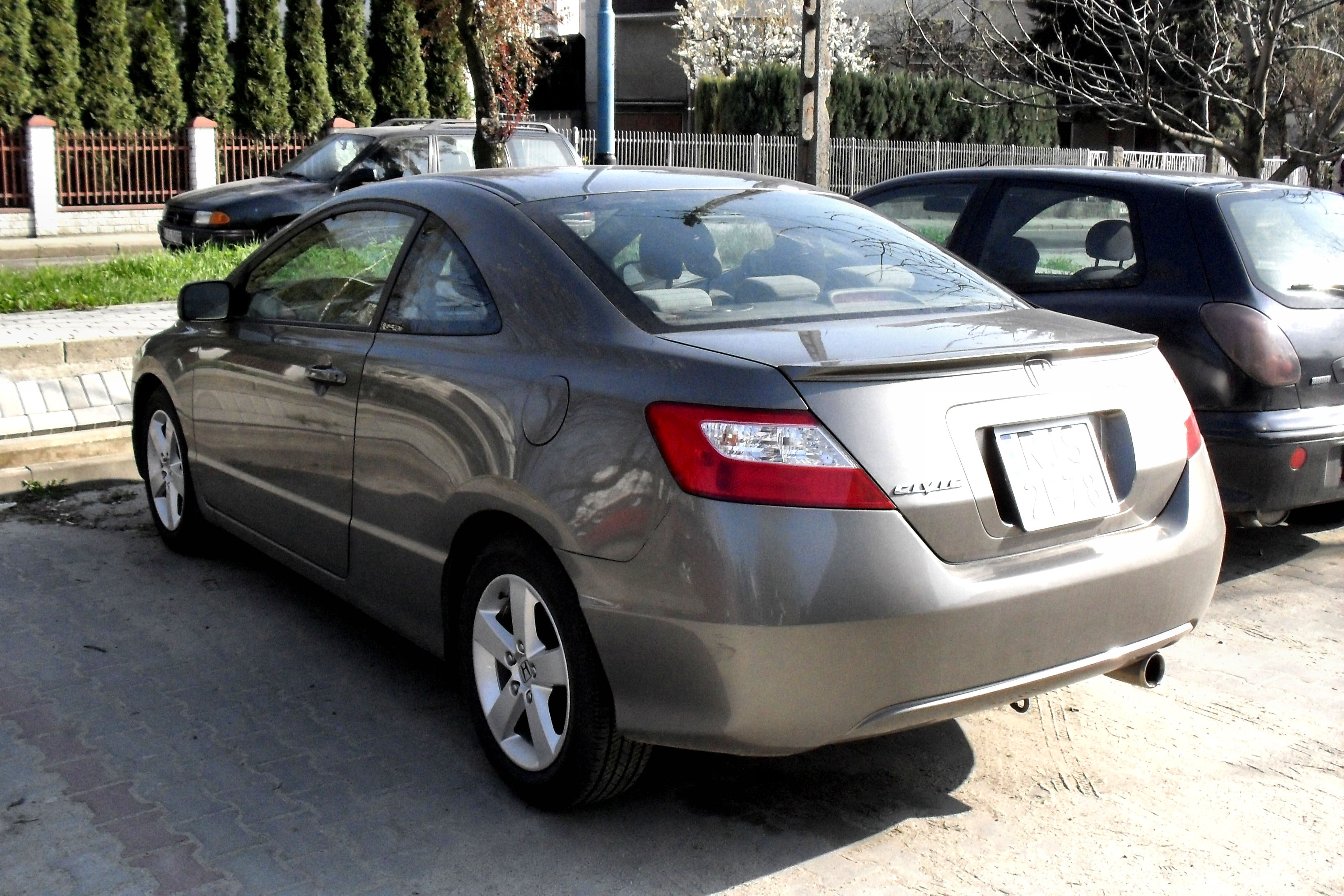
Tył Civica VIII coupe

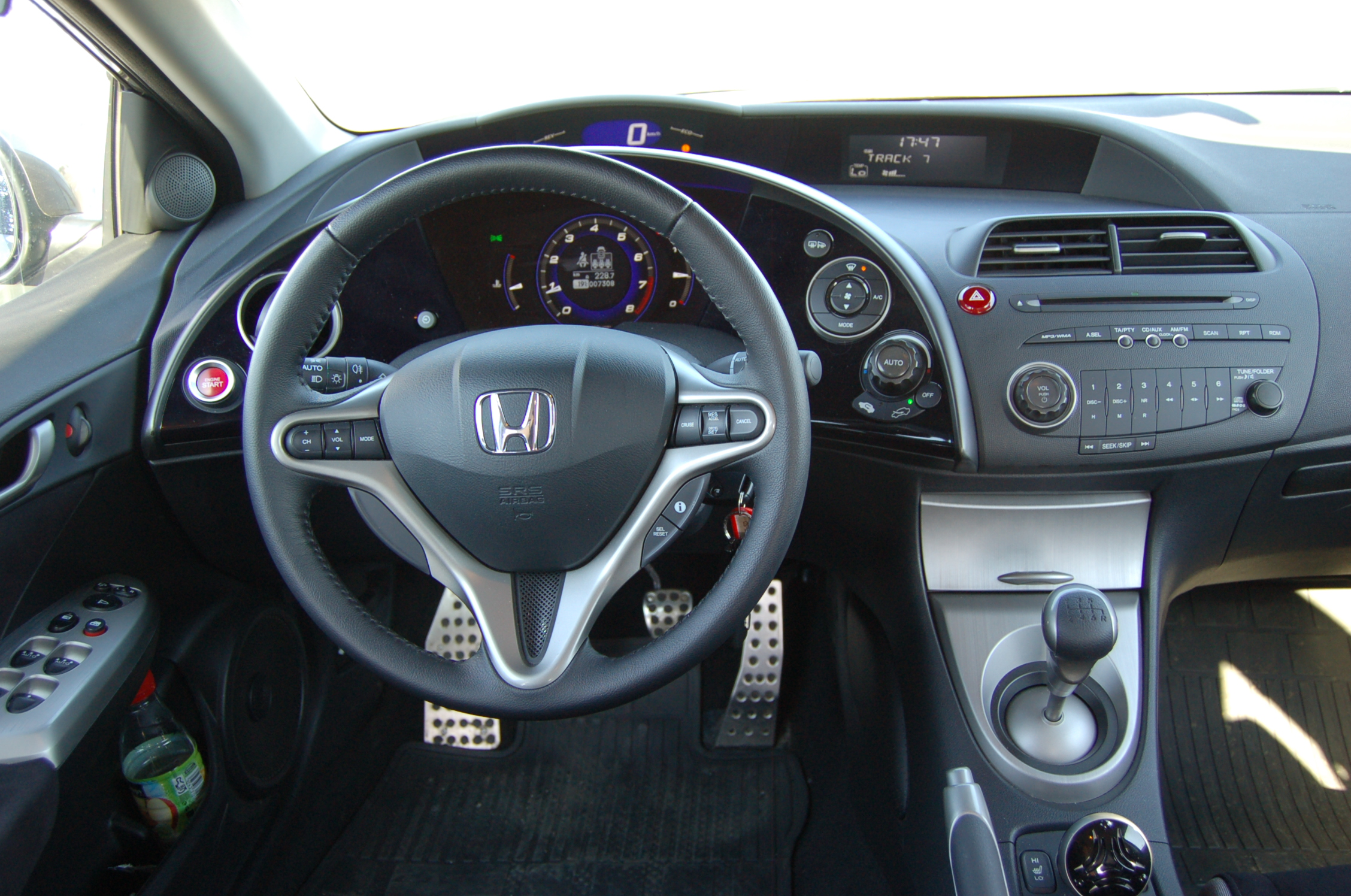
Honda Civic VIII 5d – wnętrze

### Hatchback
Europejska wersja hatchback (3 i 5-drzwi) wprowadzona została na rynek w 2006 roku. Stylistycznie pojazd stanowił kompromis pomiędzy VII generacją modelu a bardziej usportowionymi modelami. W tym samym roku samochód zdobył tytuł North American Car of the Year. Podobne wyróżnienie przyznał mu brazylijski magazyn „Auto Esporte”. W 2007 roku zaprezentowano trzydrzwiową odmianę pojazdu oraz wersję Type-R. W 2008 roku samochód przeszedł pierwszy lifting, gdzie zmieniono pas przednich lampy w których logo nie było już zatopione w plastiku, ale odkryte, a na grillu dodano otwory. W 2010r. auto przeszło drugi facelifting, ale tylko dla wersji Hatchback tzw. UFO, gdzie pozbyto się przednich cało szerokościowych lamp przednich a na ich środku jako zmianę wstawiono czarną kratkę (Grill). W 2010 roku zakończono produkcję wersji Type-R.
Wersje wyposażeniowe:
- Base
- Comfort
- GT[12]
- Executive
- Executive Navi
- Sport
- Ti[13]
- Type-S
- Type-S Plus
- 50 Jahre Edition

### Sedan
Wersja sedan pojazdu zbudowana została na globalnej płycie podłogowej klasy kompaktowej. W porównaniu do modelu 5-drzwiowego, nadwozie wersji sedan wydłużono o blisko 300 mm i nieznacznie obniżono, zachowując charakterystyczny, klinowaty design z mocno pochyloną przednią szybą oraz krótkimi zwisami z przodu i z tyłu. Pojazd o napędzie hybrydowym zadebiutował jako Honda Civic Hybrid w 2005 roku, natomiast odmianę napędzaną CNG nazwano Honda Civic GX. W tym samym roku zaprezentowano sportową odmianę Civic Si produkowaną jedynie jako coupé i sedan, a w 2007 roku odmianę Type-R. W 2010 roku zakończono produkcję wersji Type-R. Wersja przeznaczona na rynek amerykański różniła się jedynie stylizacją pasa przedniego oraz nazwami wersji wyposażeniowych.
Wersje wyposażeniowe:
- Base
- Comfort
- Executive
- VTi-L

### Inne wersje

#### Type-R
Wersja Type-R oferowana była w dwóch wersjach stylistycznych: hatchback przeznaczony na rynki europejskie oraz sedan przeznaczony na rynek japoński. Pojazd produkowany był od 2007 do 2010 roku. Była to pierwsza wersja Type-R oferowana w wersji sedan.
W 2008 roku przy okazji liftingu innych wersji modelu Civic VIII, pojazd przeszedł modernizację.
- Wersje:
  - Type-R GT
  - Type-R Mugen
  - Type-R Mugen Euro
  - Type-R Mugen RR (ABA-FD2) – wersja limitowana powstała w liczbie 300 egzemplarzy. Model ten zadebiutował podczas Tokyo Motor Show w 2007. Produkowany wyłącznie w kolorze czerwonym i przeznaczona wyłącznie na rynek japoński. Masa pojazdu wynosi 1255 kg. Silnik 2.2 i-VTEC 200 KM i 240 KM.
  - Type-R Mugen RC – wersja przeznaczona na tory wyścigowe
  - Type-R Euro 2009
  - Type-R Euro 2010
  - Type-R Special Edition

#### Si
Wersja powstała na bazie amerykańskiej wersji coupé oraz sedan, produkowana w latach 2005–2011. Wyposażona była w trzy silniki benzynowe 2.0 197 KM oraz 2.4 200 KM.2.0 189km

#### Hybrid
Wersja powstała na bazie wersji sedan (amerykańskiej i japońskiej), produkowana od 2005 do 2011 roku. Została wyposażona w silnik benzynowy 1.3 MX 95 KM, wspomagany przez silnik elektryczny o mocy 20 KM. Moc przenoszona jest na przednią oś pojazdu za pomocą bezstopniowej skrzyni biegów. W 2006 roku samochód otrzymał nagrodę Motor Trend.

#### GX
Wersja zasilana sprężonym gazem ziemnym powstała na bazie amerykańskiej wersji sedan, produkowana od 2006 do 2011 roku.

### Silniki
- Benzynowe:
  - R4 1.4 i-DSi 83 KM
  - R4 1.4 FL i-VTEC 100 KM
  - R4 1.8 i-VTEC 140KM
  - R4 2.0 Type-R 200 KM
- Wysokoprężne:
  - R4 2.2 i-CTDi 140 KM

## Dziewiąta generacja
Honda Civic IX została po raz pierwszy zaprezentowana podczas targów motoryzacyjnych w Detroit 10 stycznia 2011 roku w wersji przeznaczonej na rynek amerykański oraz podczas targów motoryzacyjnych we Frankfurcie w 2012 roku w wersji przeznaczonej na rynek europejski.

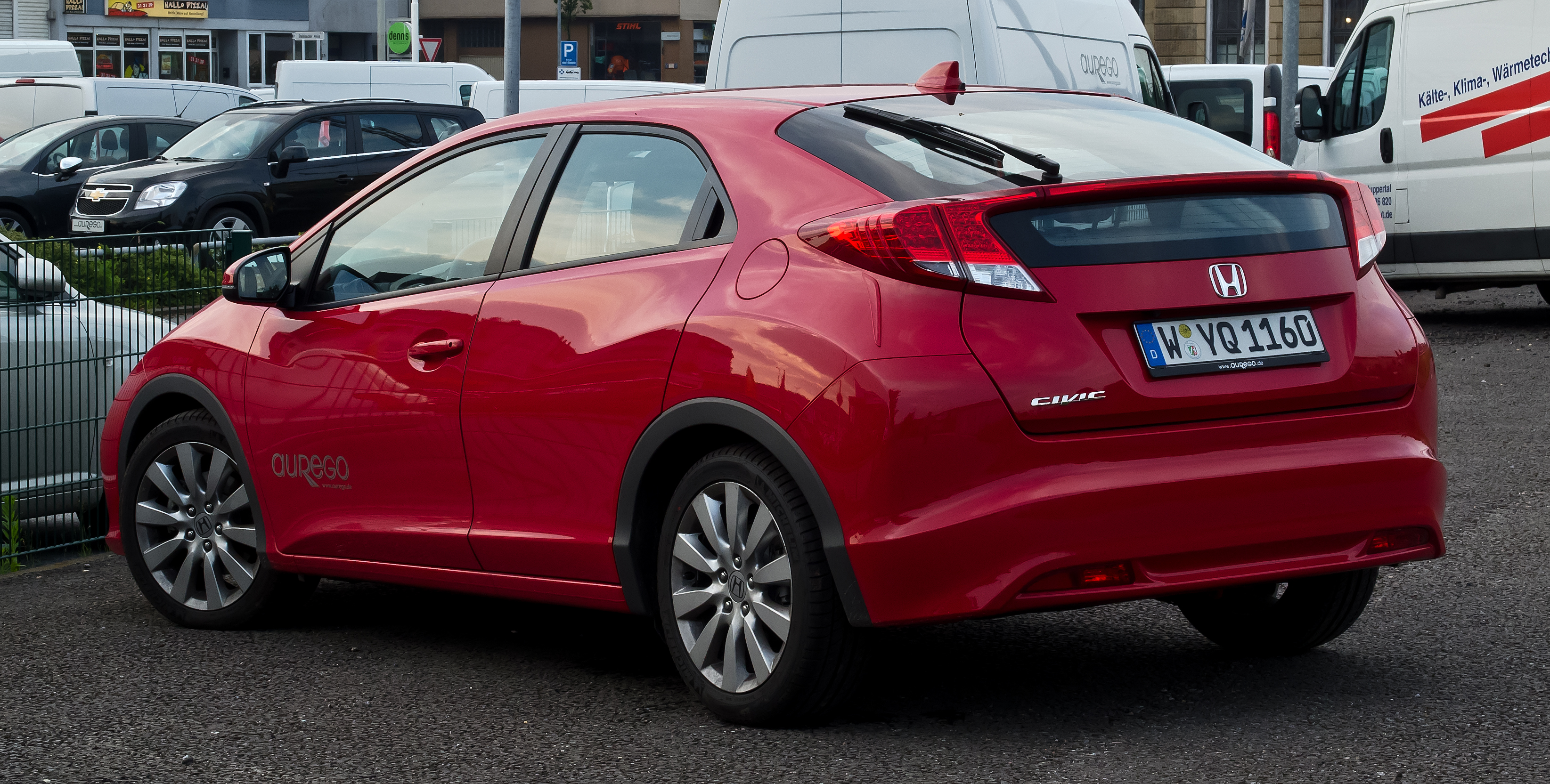
Honda Civic IX hatchback przed liftingiem – tył

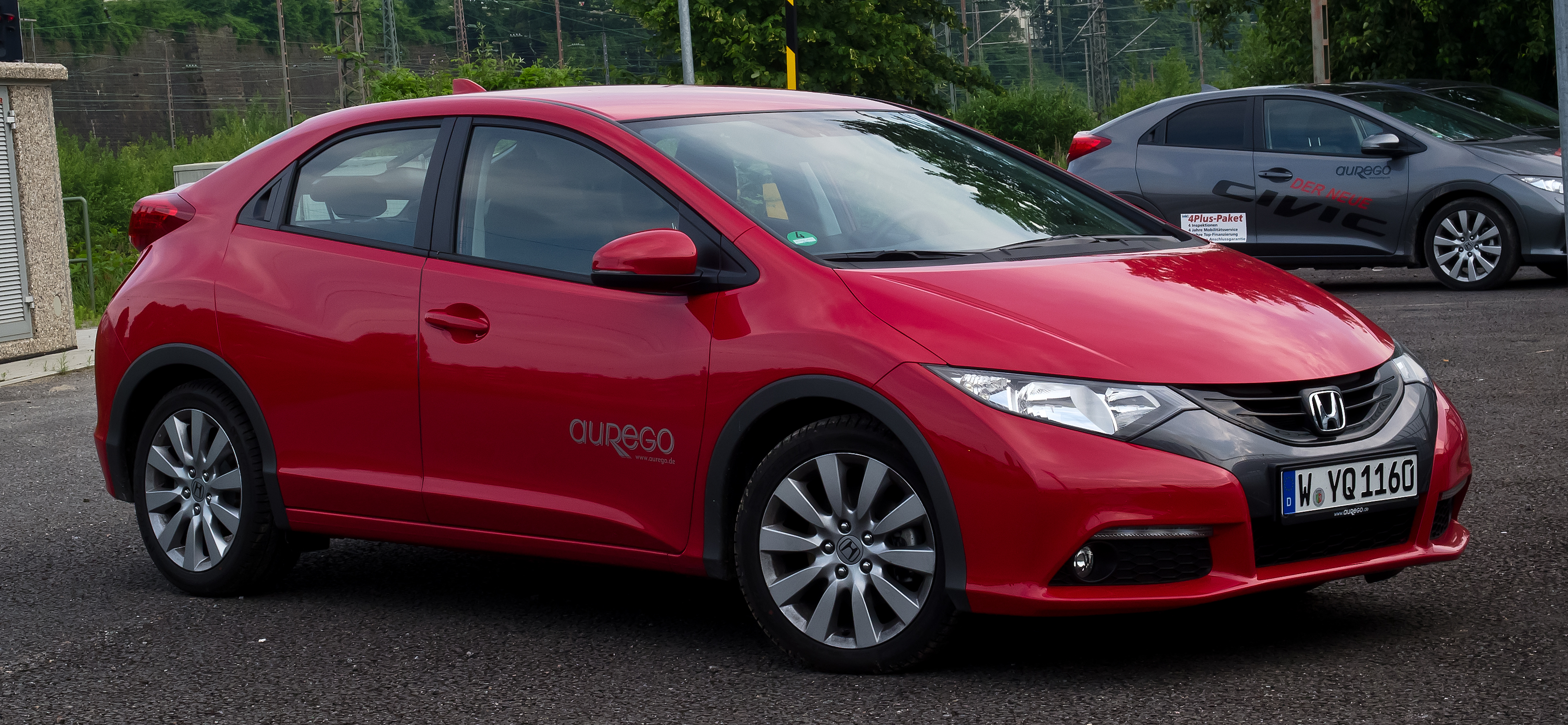
Honda Civic IX hatchback przed liftingiem

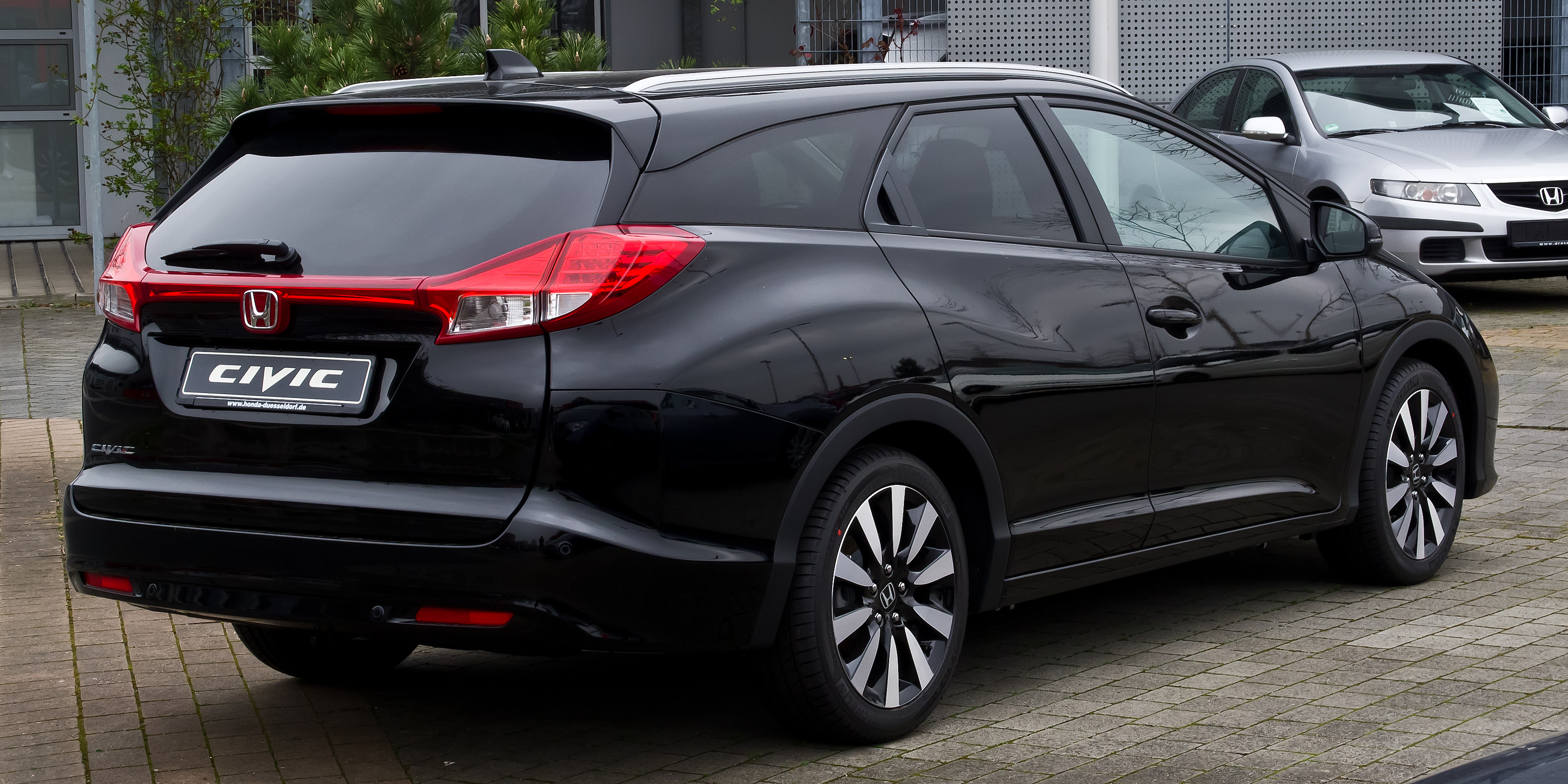
Honda Civic IX Tourer

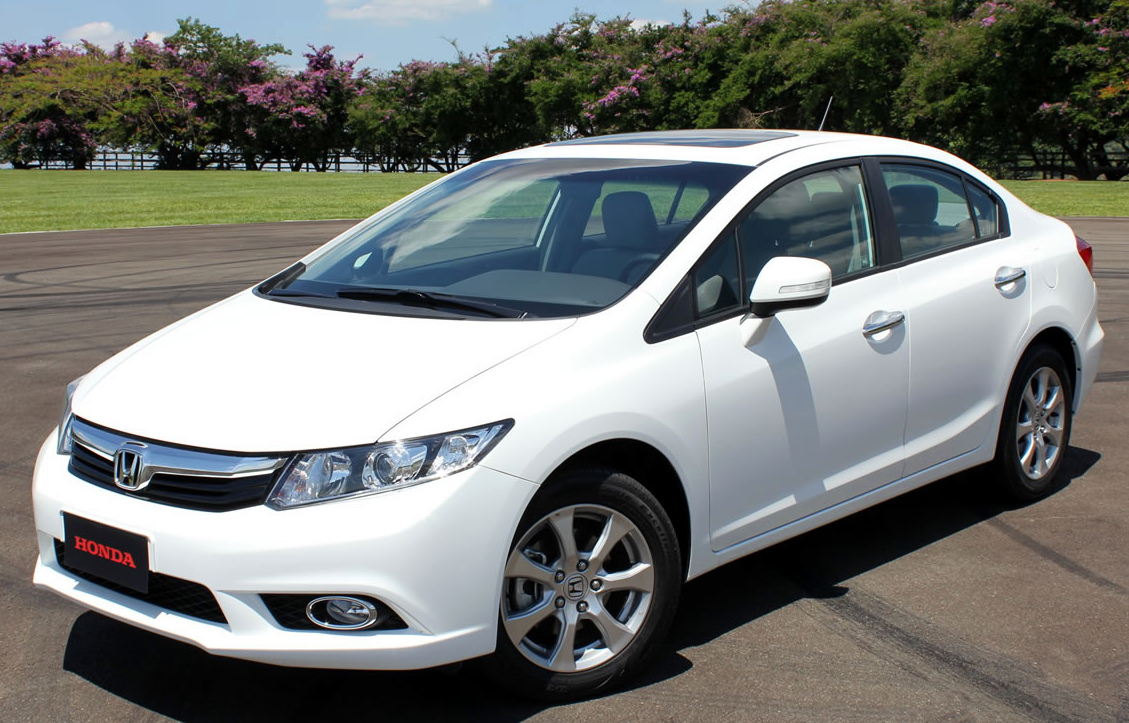
Honda Civic IX sedan przed liftingiem

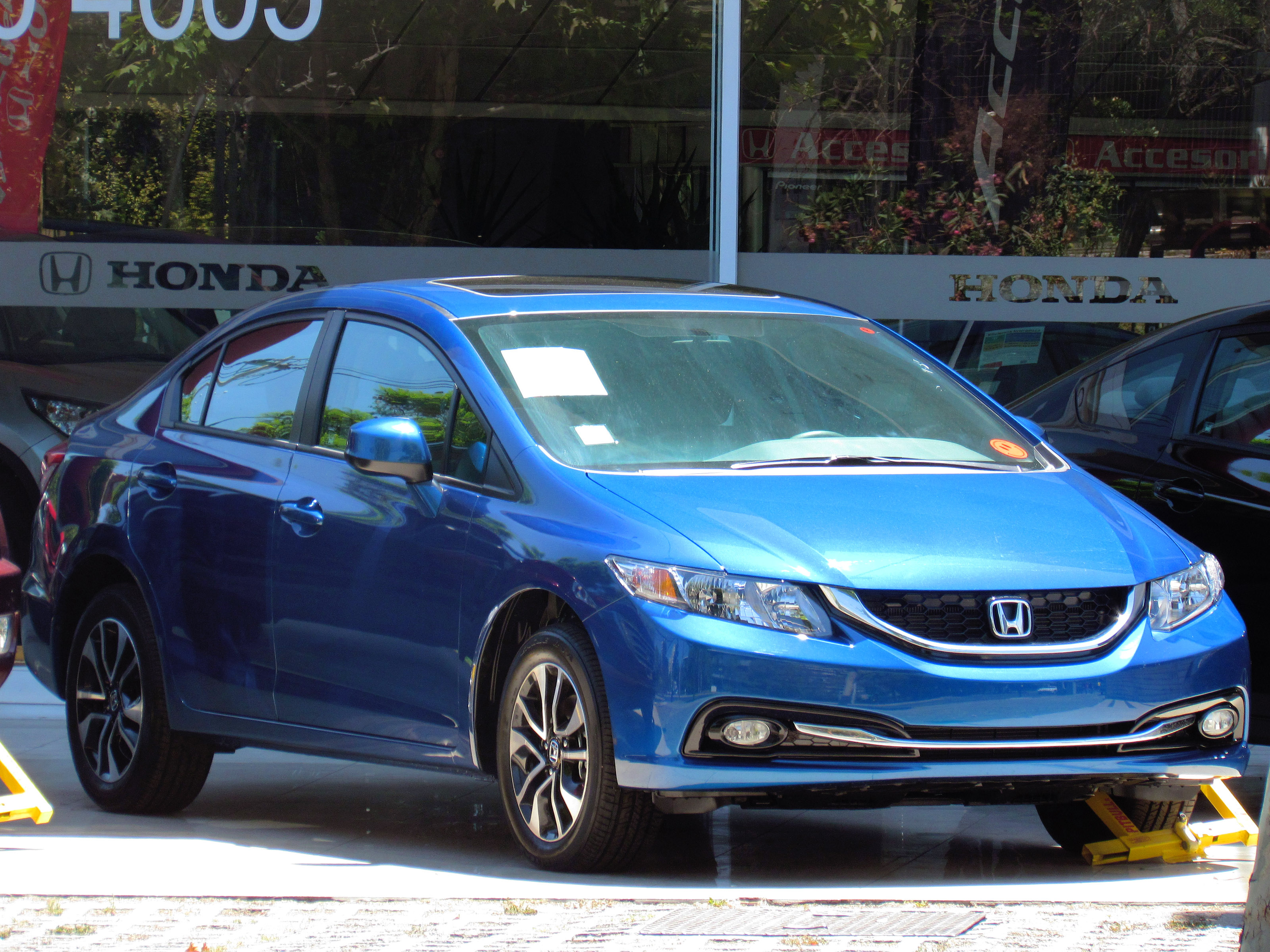
Honda Civic IX sedan po liftingu

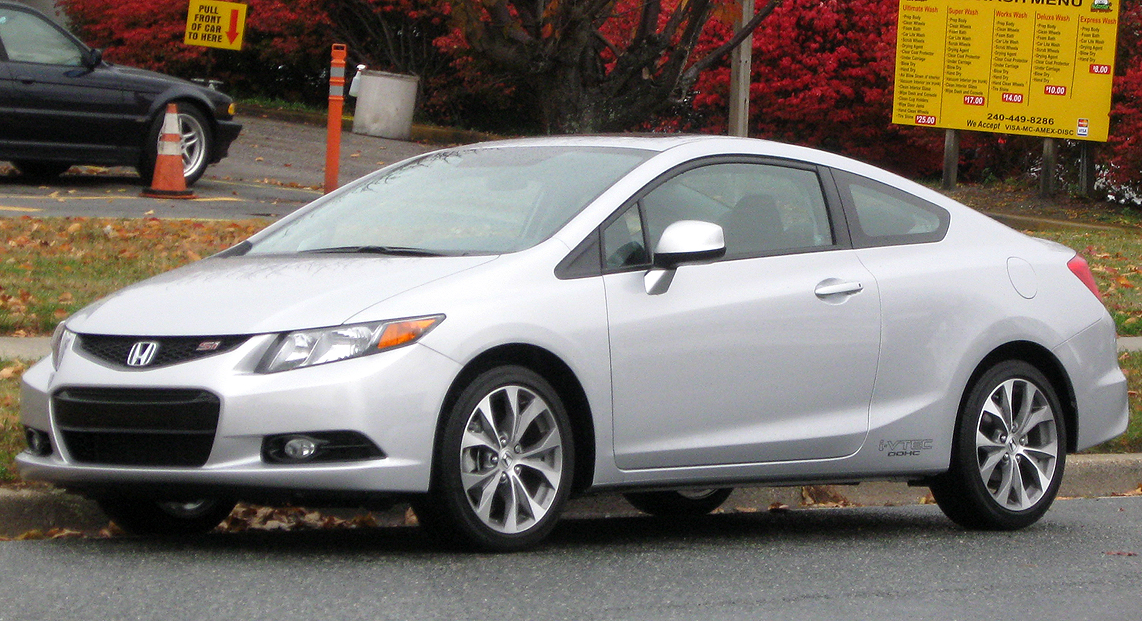
Honda Civic IX coupé Si

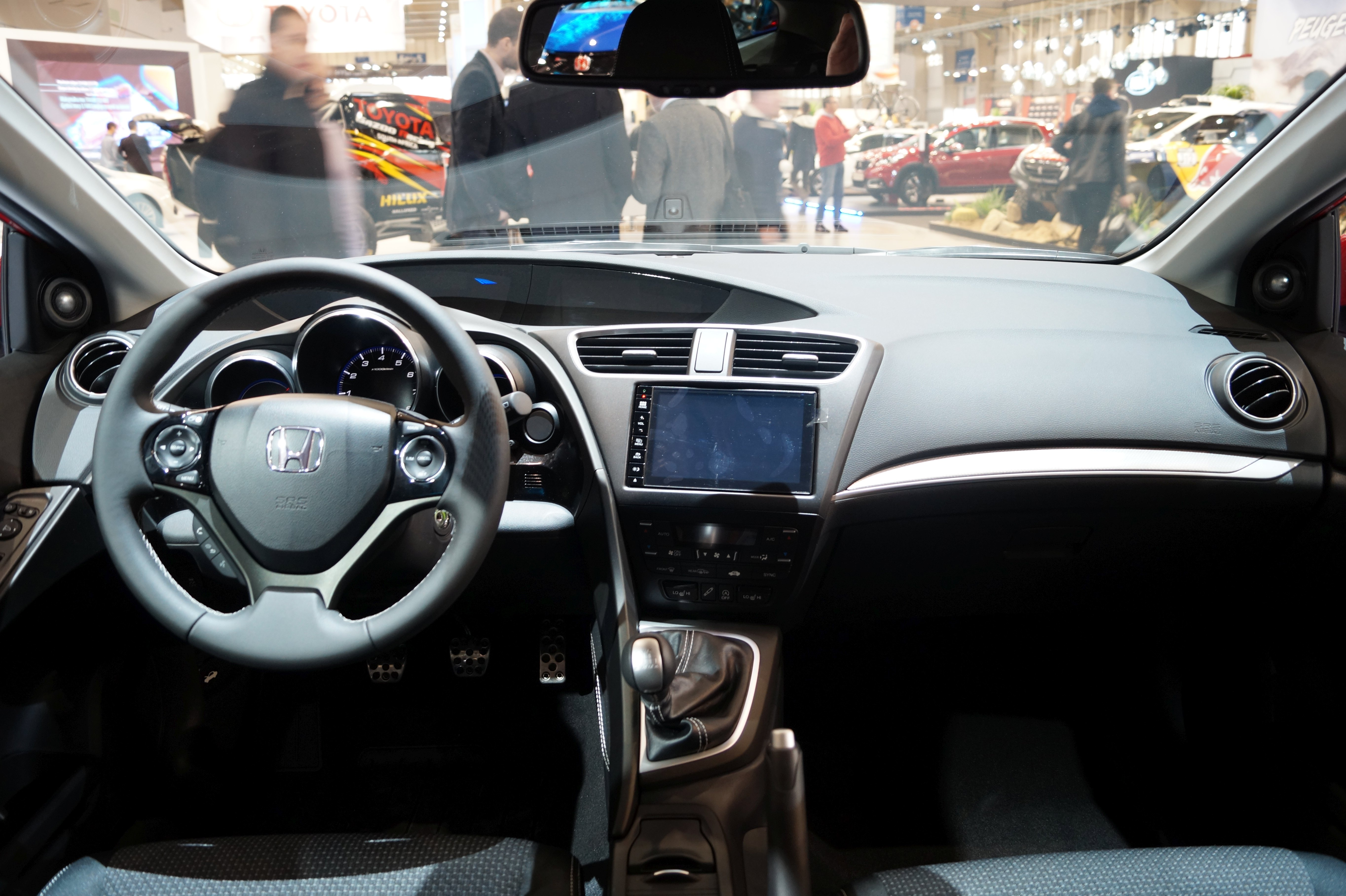
Honda Civic IX – wnętrze

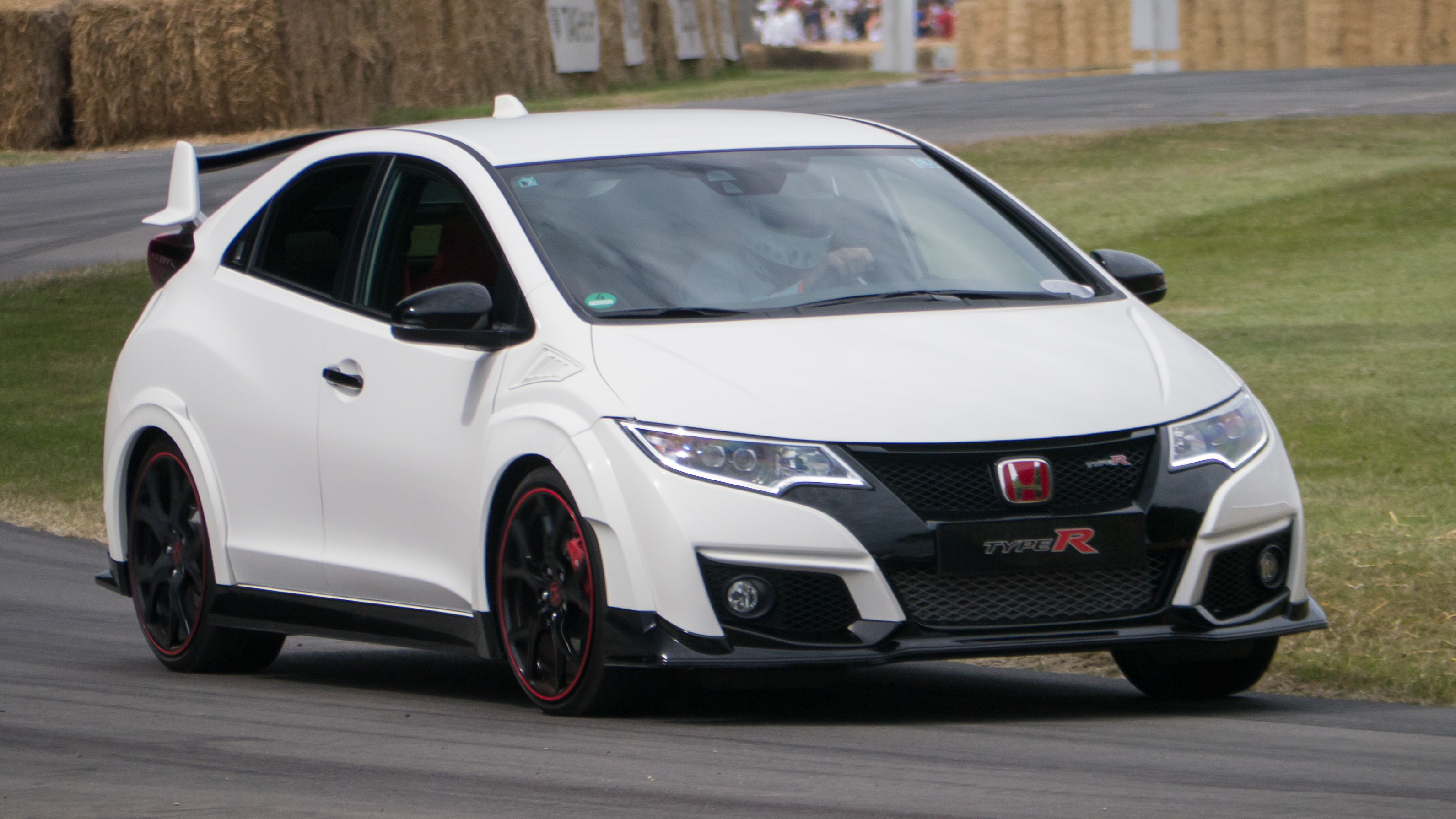
Honda Civic IX Type R

IX generacja modelu występuje w pięciu wersjach nadwoziowych. Dla Europy, Azji, Australii oraz Ameryki Południowej hatchbacka, sedan oraz kombi oraz dla Ameryki Północnej zmodernizowanego technicznie na potrzeby północnoamerykańskiego rynku sedana oraz coupé. Między europejską i ‘światową’ wersją modelu sedan różnice są kosmetyczne i dużo mniejsze, niż w poprzednich wcieleniach, ponieważ tym razem Honda zastosowała ten sam wygląd dla wersji sedan na całym świecie.
W 2016 roku sprzedano w Polsce 3061 egzemplarzy Hondy Civic, dzięki czemu zajęła 36 lokatę wśród najchętniej wybieranych samochodach w kraju.

### Sedan
Wersja sedan została po raz pierwszy zaprezentowana podczas targów motoryzacyjnych w Detroit 10 stycznia 2011 roku. W tym samym roku rozpoczęto produkcję wersji Hybrid, a rok później zaprezentowano sportową odmianę modelu – Si, produkowaną jako coupé i sedan oraz odmianę napędzaną gazem ziemnym – Civic GX produkowaną jedynie w wersji sedan.
W maju 2013 roku wersja sedan przeszła delikatną modernizację polegającą na przestylizowaniu atrapy chłodnicy z aluminiowym wykończeniem oraz nowym przednim zderzaku, a także nowych większych reflektorów z tyłu oraz nowych kontrolek układu klimatyzacji.
Wersje wyposażeniowe:
- EX
- HF
- HX
- LX
- S
- Comfort
- Executive
- Mugen
- X Edition

### Hatchback
Wersja hatchback została zaprezentowana podczas targów motoryzacyjnych we Frankfurcie w 2011 roku. Stylistycznie model jest ewolucją wersji hatchback ósmej generacji. W przeciwieństwie do poprzednika otrzymał mniej obłych kształtów, poprawiono też przestronność wnętrza. Tył wersji hatchback budzi spore kontrowersje, co pokazuje, że wprowadzenie poprawek w uważanej za udaną stylizacji poprzednika było bardzo dużym wyzwaniem dla stylistów Hondy.
W listopadzie 2013 roku delikatny lifting przeszła wersja hatchback. Zmieniono m.in. przedni zderzak, wspomaganie kierownicy oraz zawieszenie. We wrześniu 2014 roku zaprezentowano model hatchback po face liftingu. Samochód otrzymał m.in. nowy pas przedni wyposażony w nowe reflektory z wbudowanymi światłami do jazdy dziennej wykonanymi w technologii LED oraz grill, zderzaki, nakładki w dolnej partii drzwi i tylny spojler oraz tylne lampy wykonane w technologii LED. We wnętrzu zmieniono m.in. fotele z zagłówkami, boczki drzwi oraz wzory tapicerek, a na liście wyposażenia standardowego pojawił się system zapobiegania potrąceń i kolizji przy prędkości do 30 km/h (Honda City Brake Active) oraz 7-calowy ekran dotykowy, który podpięty został do komputera z systemem Android. Przy okazji zaprezentowano odświeżoną wersję Sport. Charakteryzuje się ona m.in. kolorowym tylnym spojlerem oraz 17-calowymi alufelgami i agresywniejszym pakietem stylistycznym.
Wersje wyposażeniowe:
- Comfort
- Sport
- S
- Lifestyle
- Executive

### Kombi
W marcu 2013 roku podczas targów motoryzacyjnych w Genewie zaprezentowano prototyp Hondy Civic Tourer (kombi). Priorytetem stylistów było połączenie praktyczności wersji kombi ze sportowym charakterem Civica w wersji hatchback. Wyraźnie poszerzono tylne nadkola, zamontowano duży tylny spojler i umieszczono centralnie wydech z dwoma końcówkami. Wykorzystano także wykonane w technologii LED tylne reflektory. Wersja produkcyjna zadebiutowała przedpremierowo w sierpniu 2013 roku. Oficjalna premiera pojazdu odbyła się podczas targów motoryzacyjnych Frankfurt Motor Show 2013. Wersja kombi w wersjach Lifestyle i Executive wyposażona jest w aktywne tylne zawieszenie Adaptive Damper System z możliwością wyboru trzech trybów jazdy (Comfort, Normal, Dynamic).
Produkcyjną wersję kombi – Civic Tourer – zaprezentowano oficjalnie w listopadzie 2013 roku. Zbudowano ją w oparciu o płytę podłogową hatchbacka – bez zmian pozostał np. rozstaw osi. Pojemność bagażnika wynosi 624 litry, a po złożeniu tylnej kanapy wzrasta do 1668 litrów. W momencie debiutu rynkowego do wyboru były dwie jednostki napędowe – benzynowa i wysokoprężna. Silnik o zapłonie iskrowym ma pojemność 1.8 l i rozwija moc maksymalną 142 KM (maksymalny moment obrotowy 170 Nm). Wysokoprężny motor 1.6 l i-DTEC osiąga przy 4000 obr./min. moc 120 KM. Maksymalny moment obrotowy (dostępny od 2 tys. obr./min) to 300 Nm. Pojazd produkowany jest w angielskiej fabryce w Swindon od 12 grudnia 2013 roku.
Podczas targów motoryzacyjnych w Paryżu w październiku 2014 roku przy okazji face liftingu wersji hatchback zaprezentowano wersję po delikatnej modernizacji przodu pojazdu. Zmieniono m.in. przedni zderzak oraz reflektory przednie w które wbudowano światła do jazdy dziennej wykonane w technologii LED i atrapę chłodnicy.
Wersje wyposażeniowe:
- Comfort
- Sport
- Lifestyle
- Executive

### Inne wersje

#### Type R
Honda Civic Type R IX po raz pierwszy została zaprezentowana podczas targów motoryzacyjnych w Genewie w 2014 roku. Premiera wersji produkcyjnej miała miejsce na rok później podczas tych samych targów motoryzacyjnych. Powstała na bazie europejskiej wersji hatchback. Charakterystycznym elementem prototypu wersji Type-R jest ogromny tylny spojler (zwiększa docisk tylnych kół i polepsza prowadzenie podczas szybkiej jazdy) ze zintegrowanymi światłami LED. W wersji produkcyjnej producent zrezygnował z wyprowadzania świateł LED na spojler. Z przodu pojazdu zastosowano ogromny grill z przednim dyfuzorem oraz reflektory z wbudowanymi światłami do jazdy dziennej w technologii LED i przedni zderzak wyposażony w spojler dociskowy. W tylnym zderzaku umieszczono cztery końcówki układu wydechowego. Pojazd w stosunku do cywilnej wersji różni się m.in. zderzakami oraz aktywnym zawieszeniem.
Pojazd wyposażono w turbodoładowany silnik benzynowy serii Earth Dreams Technology wyposażony w system VTEC o pojemności 2.0 l i mocy 310 KM, spełniający normy Euro 6, który za pośrednictwem 6-biegowej manualnej skrzyni biegów napędza przednią oś pojazdu.
W 2016 roku Honda postawiła sobie za cel pobicie rekordów okrążeń na 5 europejskich torach wśród seryjne produkowanych samochodów przednionapędowych. Ambitne plany zostały zrealizowane przy współpracy m.in. z Mattem Nealem, Robem Huffem i Norbertem Micheliszem, którzy zasiedli za kierownicą produkcyjnego Civica Type R. Zdaniem Japończyków, auto nie zostało poddane jakimkolwiek modyfikacjom mechanicznym. W rezultacie ustanowiono poniższe rekordy:
Hungaroring – 2:10.85
Autódromo do Estoril – 2:04.08
Autodromo Nazionale di Monza – 2:15.16
Circuit de Spa-Francorchamps – 2:56.91
Silverstrone – 2:31.85

#### Hybrid
Odmiana hybrydowa modelu Civic IX generacji zaprezentowana podczas targów motoryzacyjnych w Detroit w styczniu 2011 roku. Powstała wyłącznie na bazie wersji sedan. Samochód został wyposażony w czterocylindrowy silnik benzynowy w układzie VTEC o pojemności 1.5 l i mocy 90 KM wspomagany przez silnik elektryczny o mocy 20 KM. Łączna moc obu układów wynosi 110 KM.

#### Si
Sportowa odmiana modelu Civic występująca w wersji coupé oraz sedan powstała na bazie wersji amerykańskiej. Produkowana była od 2012 do 2015 roku w Kanadzie. Pojazd został wyposażony w silnik benzynowy o pojemności 2.4 l i mocy 201 KM oraz 6-biegową ręczną skrzynię biegów.

#### GX
Wersja modelu Civic IX generacji zasilana sprężonym gazem ziemnym powstała na bazie wersji sedan. Produkowana jest od 2012 roku. Samochód został wyposażony w silnik benzynowy o pojemności 1.8 l i mocy 140 KM. Pojazd zdobył tytuł Green Card of the Year 2014.

### Silniki
EUROPA
| Silnik                | Pojemność skokowa [cm³] | Typ silnika        | Układ zasilania               | Moc maksymalna [KM] przy obr./min | Maks. moment obrotowy [Nm] przy obr./min | Przyspieszenie 0–100 km/h [s] | Prędkość maks. [km/h] |                    |                    |
| Silniki benzynowe:    | Silniki benzynowe:      | Silniki benzynowe: | Silniki benzynowe:            | Silniki benzynowe:                | Silniki benzynowe:                       | Silniki benzynowe:            | Silniki benzynowe:    | Silniki benzynowe: | Silniki benzynowe: |
| --------------------- | ----------------------- | ------------------ | ----------------------------- | --------------------------------- | ---------------------------------------- | ----------------------------- | --------------------- | ------------------ | ------------------ |
| 1.4 i-VTEC            | 1339                    | R4                 | Wtrysk paliwa MPI             | 99 (74)/6000                      | 127/4800                                 | 13,4                          | 187                   |                    |                    |
| 1.8 i-VTEC            | 1799                    | R4                 | Wtrysk paliwa MPI             | 141 (104)/6500                    | 174/4300                                 | 9,1                           | 215                   |                    |                    |
| 2.0 Type-R            | 1996                    | R4                 | bezpośredni wtrysk paliwa GDI | 310 (228)/6500                    | 400/2500                                 | 5,7                           | 270                   |                    |                    |
| Silniki wysokoprężne: |                         |                    |                               |                                   |                                          |                               |                       |                    |                    |
| 1.6 i-DTEC            | 1597                    | R4                 | common rail                   | 120 (88)/4000                     | 300/2000                                 | 10,2                          | 208                   |                    |                    |
| 2.2 i-DTEC            | 2199                    | R4                 | common rail                   | 150 (110)/4000                    | 350/2000                                 | 8,5                           | 217                   |                    |                    |

STANY ZJEDNOCZONE

Benzynowe:
- 2.4 201 KM

CNG:
- 1.8 i-VTEC SOHC 140 KM

## Dziesiąta generacja
Honda Civic X została po raz pierwszy oficjalnie zaprezentowana we wrześniu 2015 roku. Na rynek europejski trafiło do sprzedaży w 2017 roku.

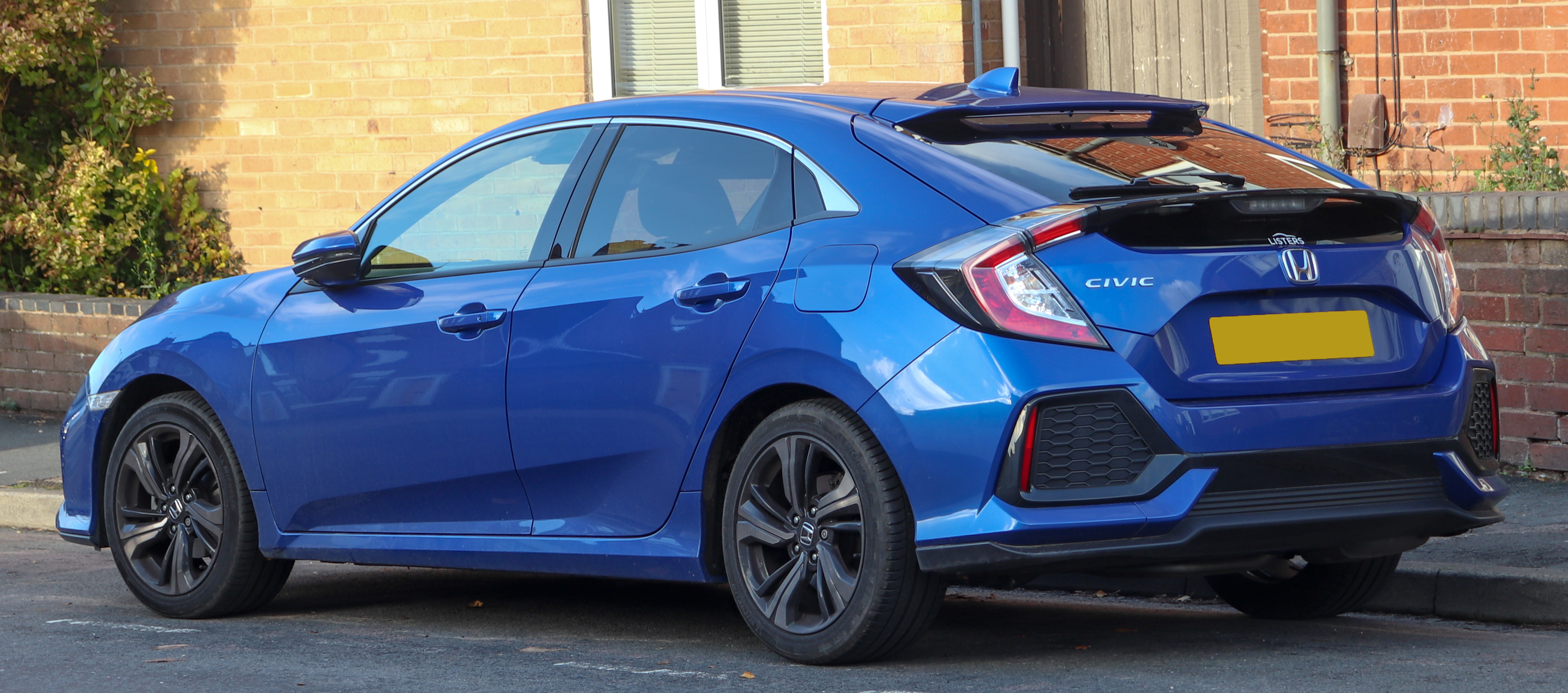
Honda Civic X – tył

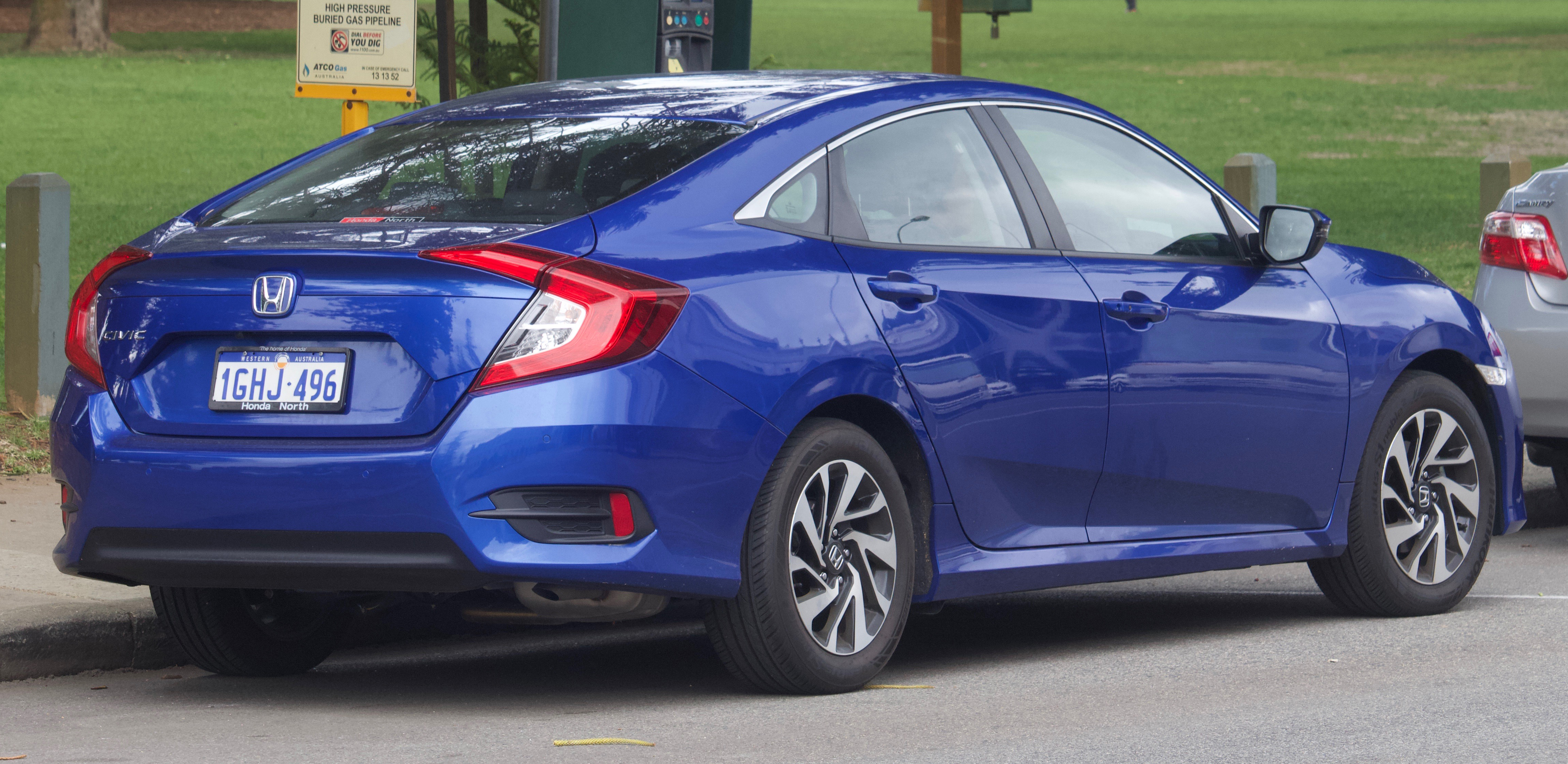
Honda Civic X sedan

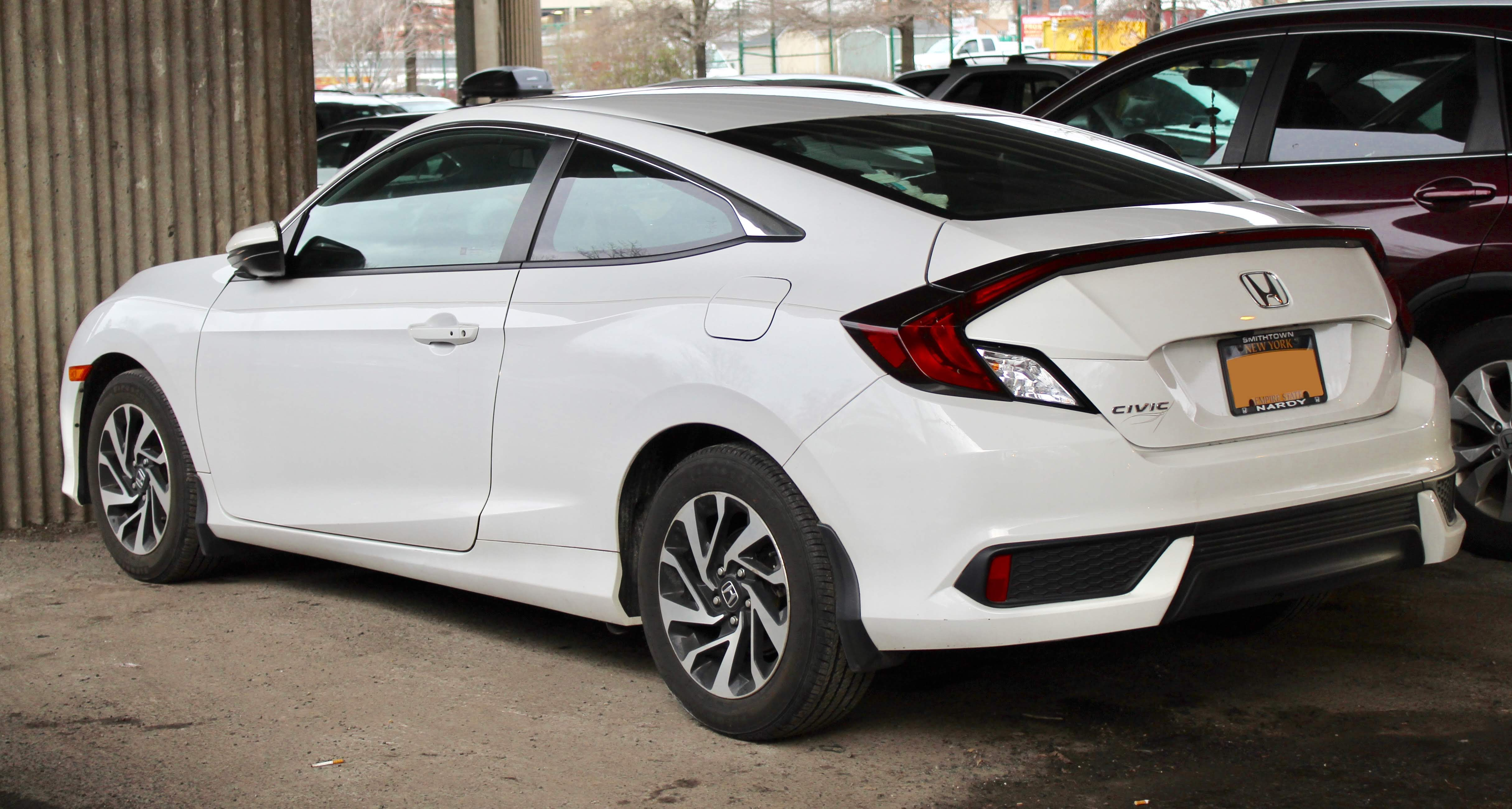
Honda Civic X coupé

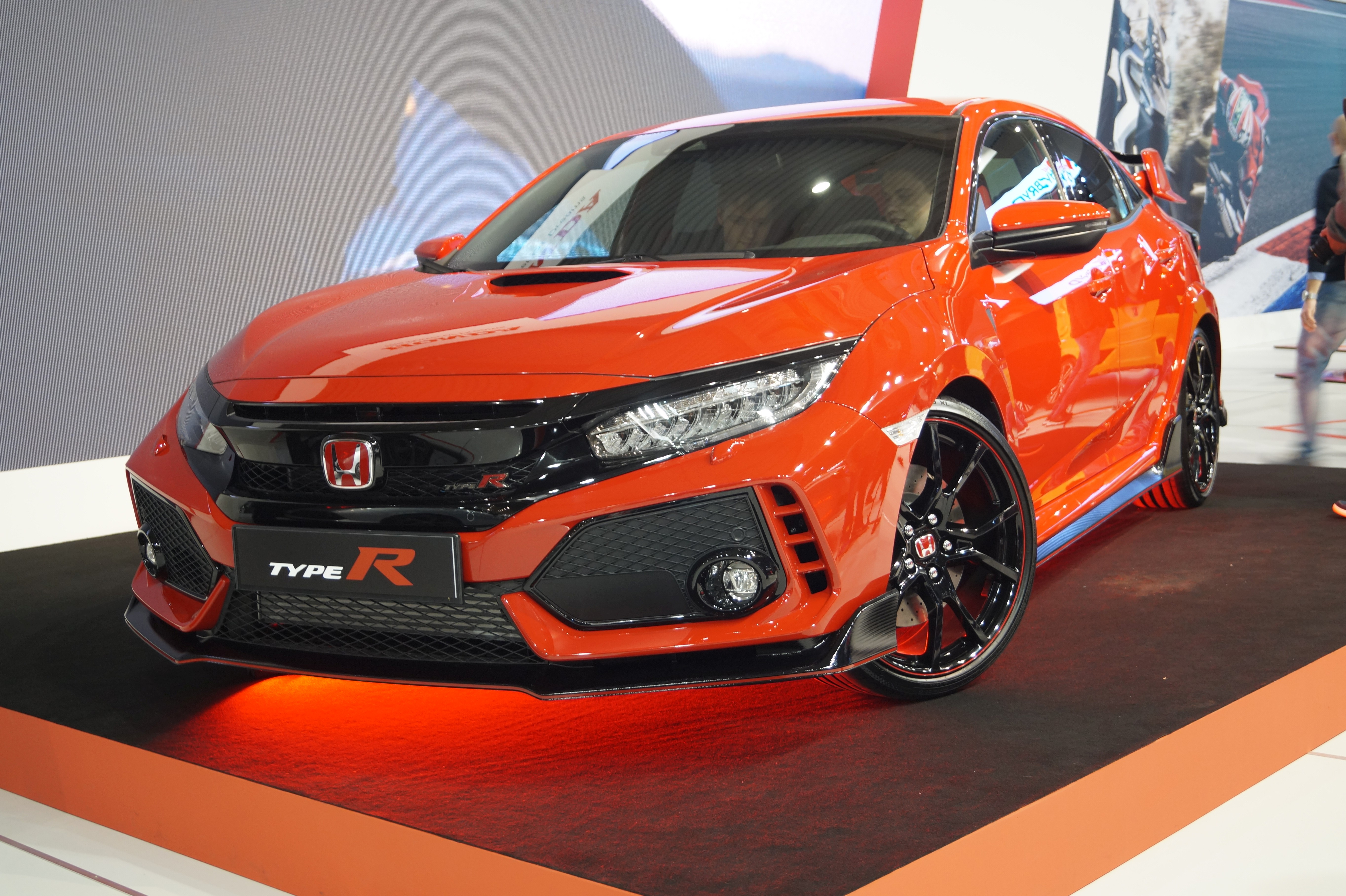
Honda Civic X Type-R

Auto zostało po raz pierwszy zaprezentowane jako sedan we wrześniu 2015 roku w Los Angeles na rok przed europejską premierą. Samochód zyskał smukłą i diametralnie inną w stosunku do poprzedników sylwetkę, która przez łagodnie opadającą linię dachu mimo bycia sedanem nie posiada wyodrębnionej trzeciej bryły nadwozia. Pojazd trafił na północnoamerykański rynek pod koniec 2015 roku. Chwilę po premierze wybrany został nowy civic został europejską hondą Accord North American Car of the Year 2016. Wiosną tego samego roku przedstawiono tradycyjnie przeznaczoną wyłącznie dla Ameryki Północnej odmianę coupe.
Civic dziesiątej generacji po raz pierwszy w historii przyjął identyczną formę na wszystkich światowych rynkach nie rozróżniając się jak dotychczas na wersję europejską i amerykańską.
Na Starym Kontynencie dziesiąte wcielenie japońskiego kompakta zadebiutowało rok po premierze światowej i było okazją do premiery trzeciej oraz ostatniej odmiany nadwoziowej – hatchbacka. Seryjna odmiana, która zadebiutowała we wrześniu 2016 roku we Frankfurcie została poprzedzona przedstawionym pół roku wcześniej w Genewie prototypem.
W stosunku IX generacji pojazd całkowicie zmienił proporcję i odszedł od futurystycznego trendu stylistycznego znanego z poprzednich dwóch wcieleń. Dziesiąta odsłona jest szersza, niższa oraz dłuższa. W gamie jednostek napędowych pojazdu zadebiutowały nowe, turbodoładowanie silniki benzynowe o pojemności 1.0 (R3) i 1.5 l (R4). Ofertę wzbogacił także zmodernizowany silnik wysokoprężny 1.6 i-DTEC.

### Ostatnia europejska Honda
Honda Civic X to ostatni w historii model tej marki, który produkowany był w Europie i zarazem w Wielkiej Brytanii. Brytyjska fabryka Hondy, która znajdowała się w Swindon została zamknięta 30 lipca 2021 roku i sprzedana przez koncern. Kolejna, jedenasta generacja Hondy Civic, jest importowana do Europy z japońskich zakładów marki.

### Silniki
| Silnik                | Pojemność skokowa [cm³] | Typ silnika        | Moc maksymalna [KM] przy obr./min | Maks. moment obrotowy [Nm] przy obr./min | Przyspieszenie 0–100 km/h [s] | Prędkość maks. [km/h] |                    |                    |                    |
| Silniki benzynowe:    | Silniki benzynowe:      | Silniki benzynowe: | Silniki benzynowe:                | Silniki benzynowe:                       | Silniki benzynowe:            | Silniki benzynowe:    | Silniki benzynowe: | Silniki benzynowe: | Silniki benzynowe: |
| --------------------- | ----------------------- | ------------------ | --------------------------------- | ---------------------------------------- | ----------------------------- | --------------------- | ------------------ | ------------------ | ------------------ |
| 1.0 i-VTEC Turbo      | 996                     | R3                 | 129/5500                          | 200/2250                                 | 10,2                          | 200                   |                    |                    |                    |
| 1.5 i-VTEC Turbo      | 1496                    | R4                 | 182/6500                          | 240/1900-5000                            | 7,2                           | 220                   |                    |                    |                    |
| 2.0 i-VTEC Turbo      | 1996                    | R4                 | 320/6500                          | 400/2500-4500                            | 5,8                           | 272                   |                    |                    |                    |
| Silniki wysokoprężne: |                         |                    |                                   |                                          |                               |                       |                    |                    |                    |
| 1.6 i-DTEC            | 1597                    | R4                 | 120/4000                          | 300/2000                                 | 9,8                           | 201                   |                    |                    |                    |

### Wersje wyposażeniowe
- S
- Comfort
- Elegance
- Sport
- Sport Plus
- Executive
- Prestige
- Type-R

### Facelifting
W 2019 roku auto przeszło facelifting.

## Jedenasta generacja
Honda Civic XI została zaprezentowana po raz pierwszy oficjalnie w 2021 roku. Na rynek europejski trafiła do sprzedaży latem 2022 roku. 

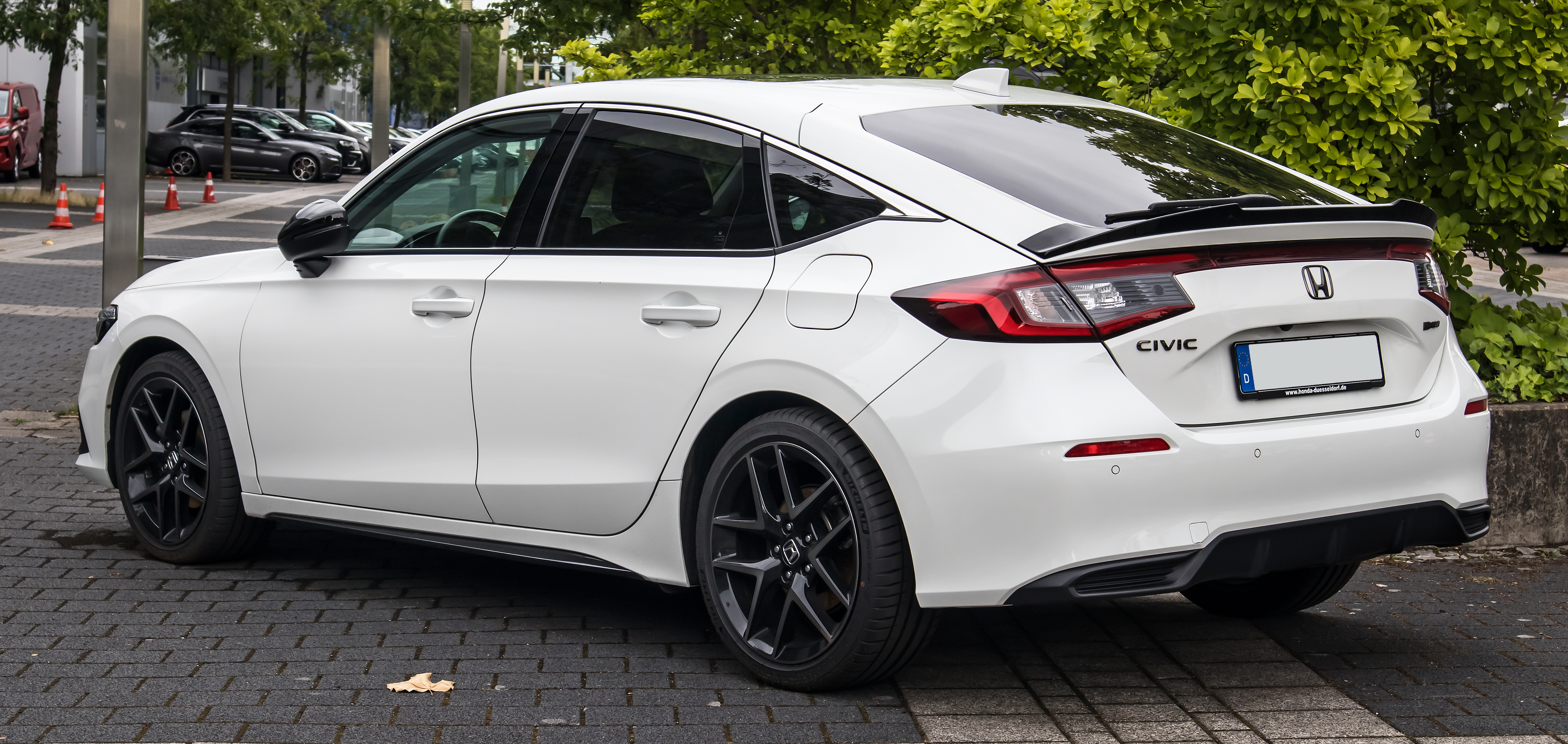
Honda Civic XI - tył

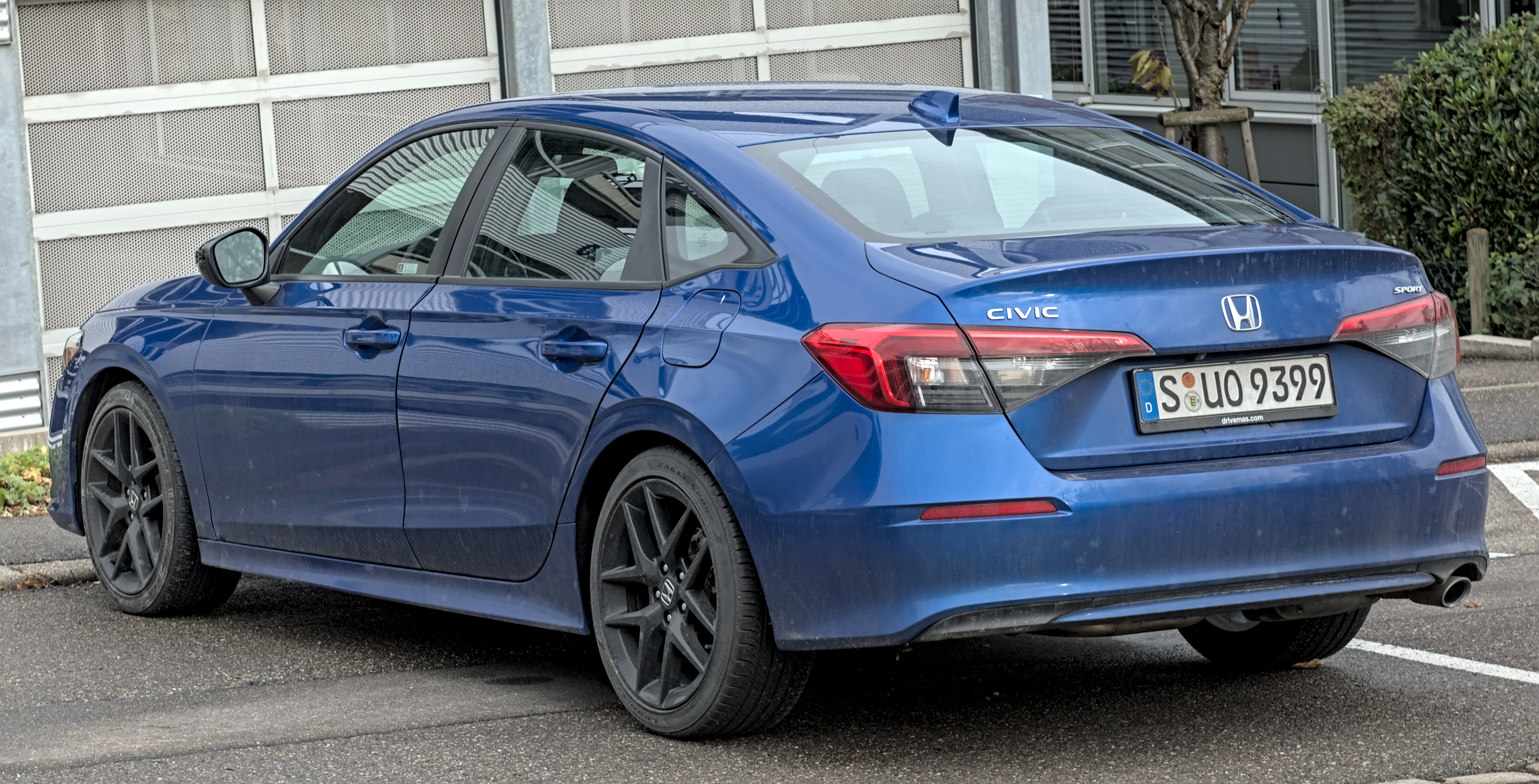
Honda Civic XI Sedan

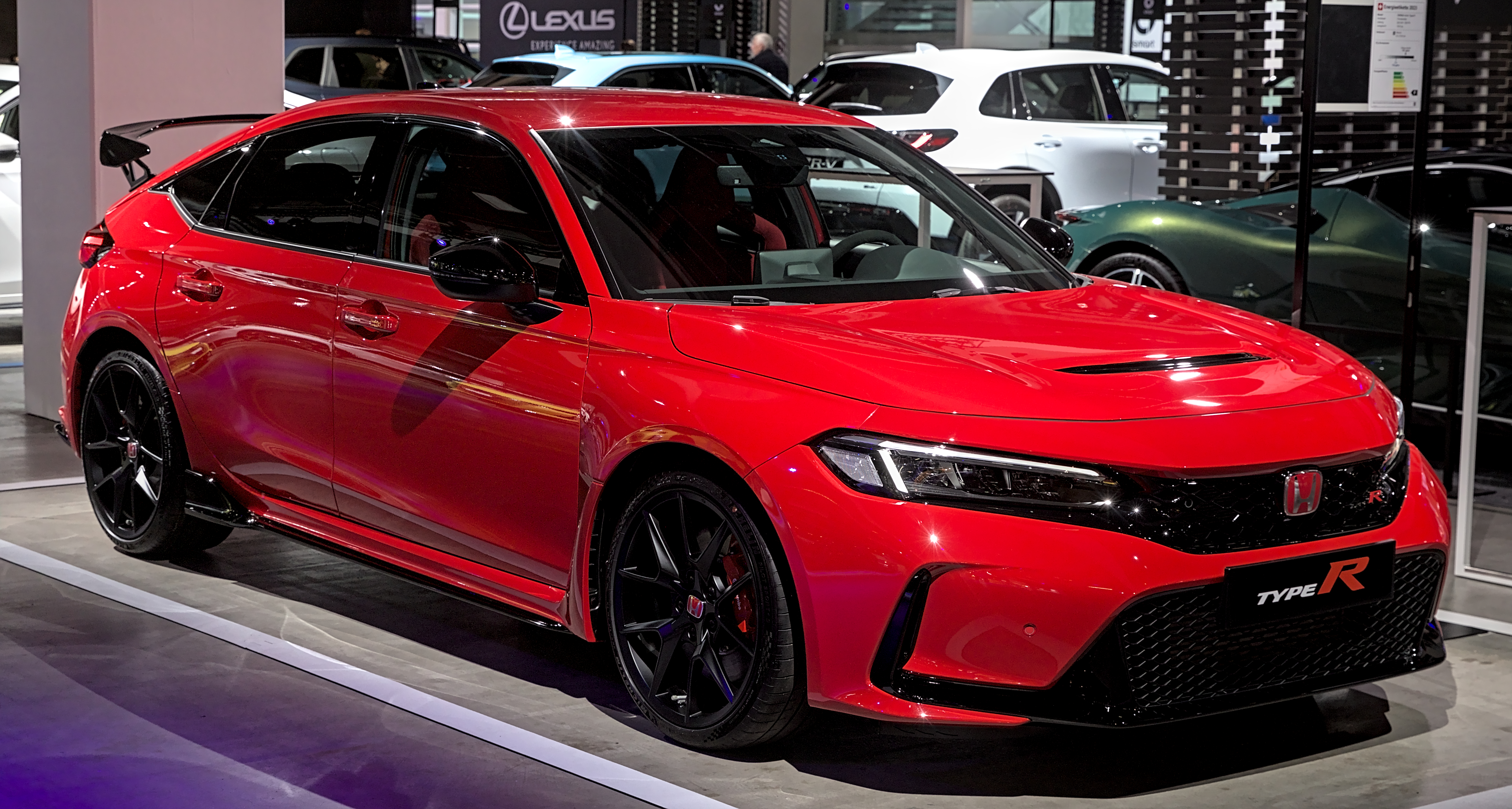
Honda Civic XI Type-R

XI generacja modelu występuje tylko w dwóch wersjach nadwoziowych. Jest to pierwszy Civic od drugiej generacji, który nie oferuje odmiany coupe. Jest to również pierwszy Civic, który nie jest produkowany w Europie. W Chinach samochód jest oferowany jako model Integra. W 2024 roku samochód przeszedł delikatny lifting.

### Civic e:Hev
Jedenasta generacja modelu po raz pierwszy jest dostępna w wersji hybrydowej. Jest dostępna zarówno w wersji hatchback, jak i sedan. Wersja hatchback jest oferowana w Europie i Japonii, a sedan w Tajlandii. 